# Südkorea

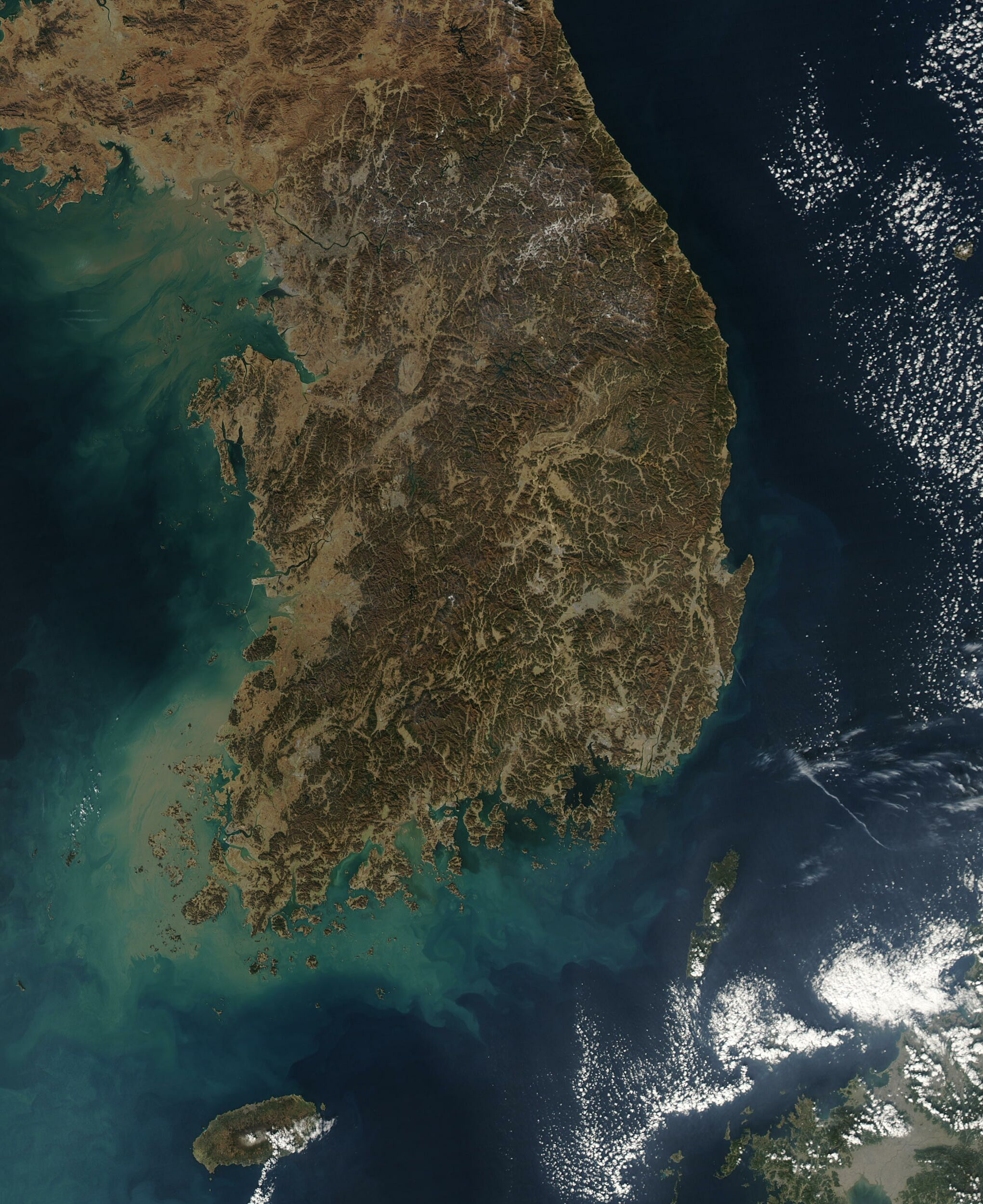
Satellitenbild von Südkorea

Die Republik Korea (koreanisch: 대한민국 ‚Großkoreanische Republik‘, Hanja: 大韓民國, IPA [ˈtɛ̝ːɦa̠nminɡuk̚], revidierte Romanisierung: Daehan Minguk, McCune-Reischauer: Taehan Min’guk), auf deutsch meist Südkorea genannt, ist ein demokratischer Staat in Ostasien. Sie nimmt seit der Teilung Koreas 1945 den südlichen Teil der Koreanischen Halbinsel ein. Das einzige Nachbarland ist das nördlich gelegene Nordkorea; im Westen grenzt sie an das Gelbe Meer, im Süden an das Ostchinesische Meer und im Osten an das Japanische Meer. Die Republik Korea erkennt Nordkorea nicht an. Die Verfassung stellt klar, dass ihre Souveränität über gesamt Korea reicht, einschließlich der umliegenden Inseln. Ihr kontrolliertes Territorium umfasst die südliche Hälfte der koreanischen Halbinsel und ist von etwa 3000 Inseln umgeben, darunter Jejudo, Ulleungdo und Dokdo.
Mit rund 52 Millionen Einwohnern zählt Südkorea zu den 30 bevölkerungsreichsten Staaten der Erde. Etwa die Hälfte der Einwohner Südkoreas lebt im Großraum der Hauptstadt Seoul, genannt „Sudogwon“, eine der größten Metropolregionen der Welt. Über zwei Millionen Menschen leben zudem jeweils in den Städten Busan, Incheon und Daegu.
Die koreanische Halbinsel ist seit dem Altpaläolithikum von Menschen bewohnt und die ersten Siedlungen stammen aus der Jungsteinzeit. Die ersten Aufzeichnungen von Staatentümern tauchen im 7. Jhd. v. Chr. auf. Nach der Vereinigung der Drei Reiche Koreas durch Silla und Balhae wurde Korea von der Goryeo-Dynastie (918–1392) und der Joseon-Dynastie (1392–1897) regiert. Das darauffolgende Kaiserreich Korea wurde 1910 von Japan annektiert. Nach dem Ende der japanischen Besatzung und der Kapitulation Japans im Zweiten Weltkrieg wurde Korea von der Sowjetunion und den USA in zwei Besatzungszonen geteilt. 1948 gründeten sich infolge der politischen Spaltung zwei neue Staaten. Südkorea wurde zunächst von einem rechtsautoritären Regime geführt und nach einem Volksaufstand 1960 kurz zu einer parlamentarischen Demokratie. Nach einem Militärputsch 1961 gab es in Südkorea bis 1987 mehrere Militärregierungen. 1987 kam es zu landesweiten Massenprotesten und das Militärregime sah sich unter dem Druck der Demokratiebewegung gezwungen, das Land zu demokratisieren. Seit den 1990er Jahren gilt Südkorea gemäß diverser Demokratiemessungen als einer der demokratischsten Staaten Asiens, vergleichbar mit Deutschland und Österreich.
Seit dem Koreakrieg (1950–1953) ist das Verhältnis beider koreanischer Staaten stark belastet. Nordkorea begann seit den frühen 1960ern eigenständig Nuklearwaffen zu entwickeln und führte am 9. Oktober 2006 ihren ersten erfolgreichen Testversuch durch. Seitdem wurden mehrfach Versuche von Südkorea, den USA, Japan und China unternommen Nordkorea zur Entnuklearisierung zu bewegen. Derzeit sollen sich rund 50 Atomsprengköpfe im Besitz von Nordkorea befinden.
Das Nuklearwaffenprogramm von Südkorea begann in den frühen 1970er Jahren, wurde aber 1978 unter Androhung von Sanktionen durch die USA wieder aufgelöst. Seit 2006 betrat das Thema um ihre Fortsetzung wieder die politische Debatte und laut Umfragen unterstützen rund 70 Prozent der Bevölkerung die Aneignung von eigenen atomaren Abschreckungskapazitäten. Südkorea ist praktisch bereits in der Lage, eigene Atomwaffen herzustellen, hat jedoch aufgrund der voraussichtlichen diplomatischen und wirtschaftlichen Auswirkungen noch nicht den Schritt gemacht, diese auch zu produzieren.
Aufgrund der anhaltenden Militarisierung der koreanischen Halbinsel besitzt Südkorea eines größten Streitkräfte der Welt. Seoul verfügt über deutlich größere, besser ausgerüstete Streitkräfte mit einer deutlich höheren militärischen Einsatzbereitschaft als seine europäischen NATO-Partner (Großbritannien, Frankreich und Deutschland), trotz einer kleineren Bevölkerung, BIP und Budgetausgaben. Nach Nordkorea verfügt Südkorea über die zweitgrößten Artilleriestreitkräfte der Welt mit rund 12.100 Artilleriegeschützen im Besitz. Im Vergleich dazu verfügt China 9.500, die USA 5.000, Russland 4.400, Großbritannien 570 und Frankreich 245 Artilleriegeschütze. Das Arsenal zeichnet sich nicht nur durch die Menge an Waffensystemen aus, sondern auch durch deren Qualität. Fast 80 % der Waffen werden im Inland beschafft; dazu zählen Kampfflugzeuge, Kampfpanzer wie der K2 Black Panther, Panzerhaubitze wie der K9 Thunder, Kriegsschiffe und U-Boote. In den letzten Jahren kamen ebenfalls Satelliten und fortschrittliche Raketentechnologie hinzu.
Mit 500.000 aktiven Soldaten verfügt Südkorea über ein größeres Militär als jedes europäische NATO-Land. Das entspricht in etwa der Personalstärke der Streitkräfte Großbritanniens, Frankreichs und Deutschlands zusammen.
Unter der japanischen Besatzung kam es zu keiner nennenswerten wirtschaftlichen Entwicklung und durch den Koreakrieg wurde das Land komplett zerstört. Ab 1963 kam es dann aber zu einem rapiden Wirtschaftsaufschwung und Südkorea erfuhr zwischen 1980 und 1990 den schnellsten Anstieg des durchschnittlichen pro-Kopf-BIP der Welt. Das Land wurde innerhalb weniger Jahrzehnte von einem der ärmsten Länder der Erde zu einem hochmodernen Industriestaat. Die südkoreanische Industrie beherrscht vor allem in der Produktion von Schiffen und elektronischen Produkten (wie Halbleitern, Mikrochips, Flachbildschirmen und Computern) den Weltmarkt. Südkorea ist Mitglied in mehreren internationalen Wirtschaftsorganisationen, z. B. der G20, der OECD, der APEC und von ASEAN+3.
Ausgehend von extremer Armut, mit einem Pro-Kopf-Bruttonationaleinkommen von lediglich 67 US-Dollar in den frühen 1950er Jahren, ist die Republik Korea das erste und bisher einzige ehemalige Empfängerland von Entwicklungshilfe, das 2010 Mitglied des Entwicklungshilfeausschusses (DAC) der OECD wurde und damit den Übergang zu einem Geberland markierte.
Durch die Koreanische Welle hat Südkorea kulturell weltweit eine große Bedeutung und Einfluss.

## Landesname
Der offizielle deutsche Staatsname lautet Republik Korea; umgangssprachlich spricht man jedoch meist von Südkorea. Auf Koreanisch heißt das Land offiziell Daehan Minguk (대한민국, 大韓民國; dt. „Koreanische Republik, Republik Korea“). Allgemein wird es in Südkorea in der Form Hanguk (한국, 韓國) oder selten auch Daehan (대한, 大韓, „Korea“) genannt. Der Beiname Minguk wird ausschließlich für Südkorea verwendet und bedeutet „Republik“, wörtlich „Land des Volkes“.
Der deutsche Name Korea stammt von Goryeo, einer Abkürzung von Goguryeo.

## Geographie
Südkoreas Fläche beträgt 100.284 Quadratkilometer. Davon entfallen nur 290 Quadratkilometer auf Wasserflächen, da es keine größeren natürlichen Seen gibt.
Südkorea umfasst den südlichen Teil der Koreanischen Halbinsel und vorgelagerte Inseln. Nahe der Westküste und im Südosten liegt ebenes, aber fast überall mit Hügeln durchsetztes Land, das höchstens ein Drittel des Staatsgebiets ausmacht, aber die große Mehrheit der Einwohner beherbergt. Der große Rest des Landes ist gebirgig; außer auf einem schmalen Streifen an der Ostküste und in kleinen Talgründen gibt es keine Tiefebenen. Sowohl die Gebirge als auch die Hügel der Ebenen sind meist bewaldet; sie erreichen zwar selten große Höhen, haben aber oft ein steiles Relief.

### Berge und Gebirgszüge

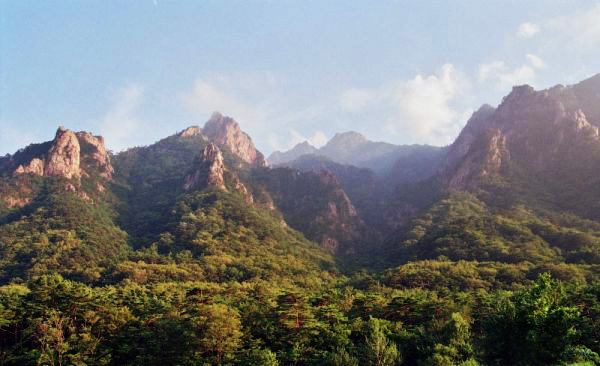
Seoraksan Nationalpark

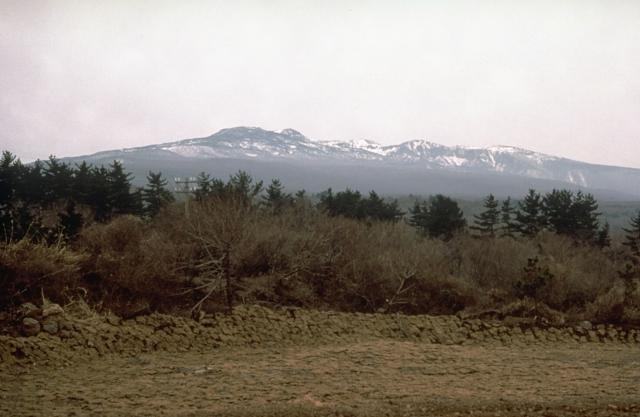
Der Berg Hallasan auf Jeju-do

Etwa 70 % Südkoreas sind gebirgig. Höchster Berg ist der Vulkan Hallasan mit 1950 Metern auf der Insel Jeju, auf dem südkoreanischen Festland sind am höchsten der Jirisan im Süden mit 1915 Metern und der Seoraksan im Nordosten mit 1708 Metern. Südkorea wird von fünf größeren Gebirgen durchzogen, das größte ist das Taebaek-Gebirge. Es beginnt im südöstlichen Nordkorea und zieht sich dann fast die gesamte Ostküste Südkoreas entlang. Vom Taebaek zweigt der zweitgrößte, Sobaek genannte Gebirgszug in südwestlicher Richtung ab; er zieht sich durch das Zentrum des Landes. Kleiner sind das Gwangju-, das Charyeong- und das Noryang-Gebirge. Die aus Nordkorea über den Seoraksan bis zum Jirisan verlaufende Hauptwasserscheide heißt Baekdu-daegan (백두대간; 白頭大幹).

### Flüsse
Vier größere Flüsse durchziehen Südkorea. Der längste von ihnen heißt Nakdonggang und hat eine Länge von 525 Kilometern. Er entsteht aus dem Zusammenfluss zweier im Taebaek-Gebirge entspringender Quellflüsse bei der Stadt Taebaek und fließt von dort, anders als die meisten Flüsse des Landes, nach Süden und mündet bei Busan ins Ostmeer. Zweitlängster Fluss mit 497,5 Kilometern ist der Hangang, dessen Nordarm in Nordkorea entspringt. Sein Südarm entspringt ebenfalls am Berg Taebaek. Beide Han-Flüsse vereinigen sich etwa 35 Kilometer vor Seoul, bevor sie vereint die Hauptstadt mittig durchfließen und kurz danach als Grenzfluss zu Nordkorea in das Gelbe Meer münden. Weitere bedeutende Flüsse sind der Geumgang (401 Kilometer) und der Seomjingang (212 Kilometer).

### Küste und Inseln
Südkorea stößt an drei Seiten ans Meer:
- Im Osten an das Ostmeer,
- im Süden an die Koreastraße,
- im Westen an das Gelbe Meer.

Die Küstenlinie ist insgesamt 2413 Kilometer lang.
Die Küsten im Westen und Süden weisen als Ria viele Buchten und Halbinseln auf, denen rund 4400 mittelgroße und kleinere Inseln vorgelagert sind. Davon sind weniger als 500 bewohnt. An der Westküste liegt das zweitgrößte Wattenmeer der Erde mit dem Namen Saemangeum. Der buchtenarmen und vielerorts steilen Ostküste sind nur wenige und sehr kleine Inseln und Felsen vorgelagert.
Die mit Abstand größte Insel heißt Jejudo. Sie liegt rund 150 Kilometer südlich der Südwestküste des Festlands, ist 1845,6 Quadratkilometer groß und bildet mit einigen kleinen Inseln die Provinz Jeju-do.

### Flora und Fauna
Etwa zwei Drittel des Landes sind bewaldet. Die ursprünglichen Mischwälder mit Eichen, Ahorn, Buchen, Ulmen, Pappeln, Fichten und Espen sind an vielen Stellen einem Sekundärwald gewichen, da sehr viel Wald dem Brennholzbedarf und dem Brandrodungsfeldbau zum Opfer gefallen ist. In höheren Lagen schließt Nadelwald mit Fichten und Lärchen an. Die Pflanzenwelt Südkoreas ist beträchtlich artenreicher als die Mitteleuropas. Allein die leicht sichtbaren höheren Pflanzen sind mit etwa 3400 Arten und Unterarten in 880 Gattungen vertreten. So reicht Koreas Pflanzenpalette von alpinen Latschen und Rhododendren oberhalb der Baumgrenze im Nordgebirge bis zum subtropischen Bambus, Lorbeer und Kamelien an der warmen Südküste und auf Jejudo.

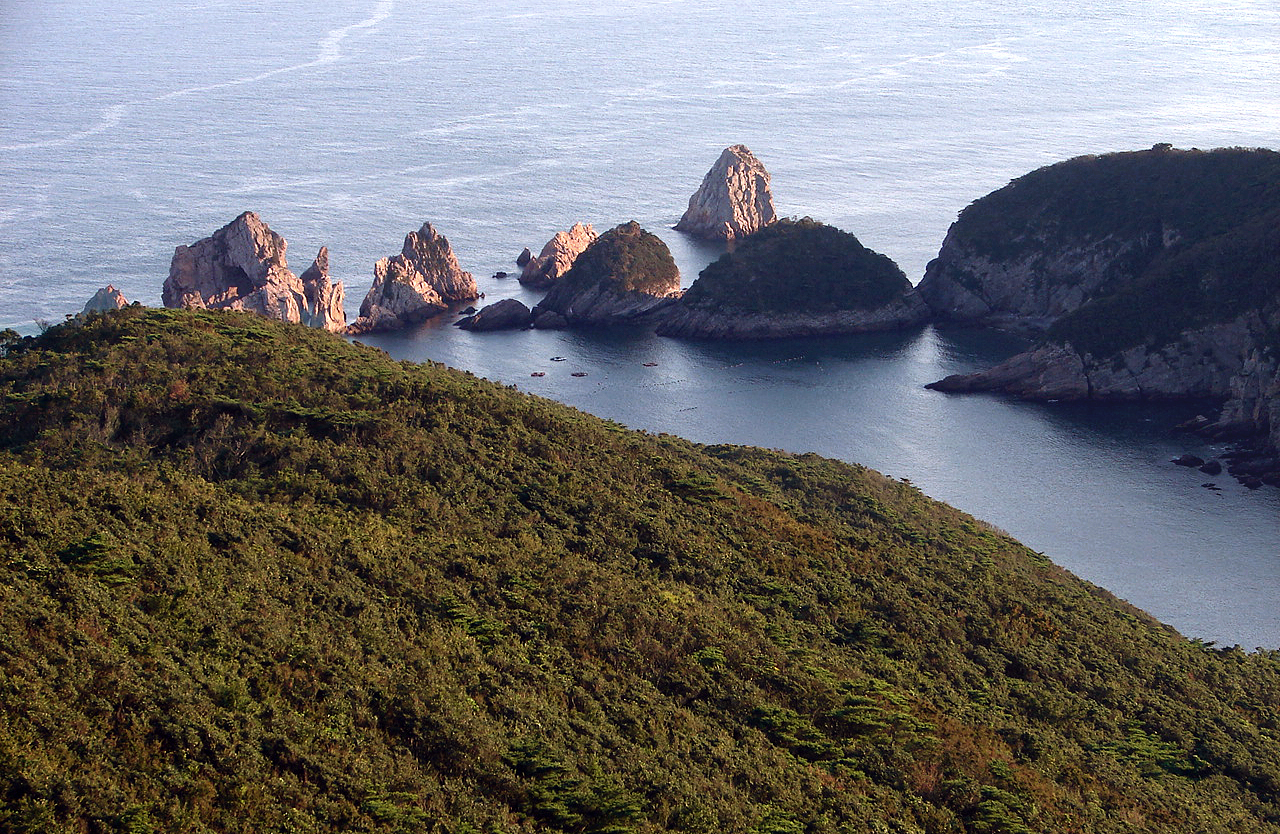
Dadohaesang Nationalpark

Große Raubtiere wie Tiger, Leoparden und Kragenbären waren auf der gesamten Koreanischen Halbinsel verbreitet; durch Abholzung und Wilderei sind sie seit den 1930ern und 40ern aber praktisch aus Korea verschwunden. Während Tiger und Leopard ausgestorben sind, überlebte ein kleiner Restbestand von Kragenbären im Norden in der demilitarisierten Zone und im Süden im Jirisan-Nationalpark, wo die Regierung in den 1990er Jahren ein Erhaltungs- und Wiederansiedlungsprojekt begann. Weitere Raubtiere in den Wäldern sind der Luchs, die Bengalkatze, der Marderhund, das Feuerwiesel, der Fischotter und im Nordosten des Landes der Mongolische Wolf. Zu den größeren Säugetieren gehören der Langschwanzgoral, das Sibirische Moschustier, verschiedene Hirscharten und Wildschweine. An den Küsten gibt es Seehunde. Bemerkenswerte Vogelarten sind die Mandarinente, der Weißbauch-Schwarzspecht, Mandschurenkranich und Halsband-Zwergohreule.
Etwa 3,9 % der Staatsfläche Südkoreas stehen unter Naturschutz.

### Naturerscheinungen
Anders als das benachbarte Japan ist Südkorea kaum von Naturkatastrophen betroffen. So ereignen sich in Südkorea nur durchschnittlich 20 Erdbeben pro Jahr. Davon liegen im Mittel 9,2 Erdbeben jährlich über dem Wert 3,0 auf der Richterskala (entspricht der „Wahrnehmungsschwelle“ eines Erdbebens). Im langjährigen Trend hat die Anzahl der Beben allerdings seit 1992 wieder zugenommen. Im Jahr 2006 ereigneten sich insgesamt 50 Erdbeben, im Jahr 2007 waren es insgesamt 42 und im Jahr 2008 insgesamt 46. In Japan hingegen werden im Jahr rund 1200 Erdbeben mit Intensitäten größer 3,0 auf der Richterskala gezählt. In Südkorea gibt es außerdem keine aktiven Vulkane.
Vor allem in der Zeit zwischen Ende Juli und Anfang September können Taifune auftreten, die meist aber ihre Kraft schon verlieren, bevor sie Südkorea erreichen. Von März bis Mai ist die Luft bisweilen mit feinem gelbem Wüstensand (kor. 황사 hwangsa) gefüllt, der aus China oder der Mongolei zusammen mit Schadstoffen herüberweht und sich wie eine Nebelglocke über das Land legt.

### Klima

Klimaareale in Südkorea

Südkorea liegt in der gemäßigten Klimazone, in der man vier verschiedene Jahreszeiten unterscheidet. Der überwiegende Teil des Landes liegt nach der Köppen-Klimaklassifikation in Kontinental-borealen bzw. Transbaikalischen und Winterfeuchten Klimaten. Ausgenommen hiervon ist die in den Subtropen gelegene Insel Jejudo sowie  Höhenregionen über 1700 Meter.
Der Frühling beginnt meist zwischen Ende März und Anfang April und ist mild und recht sonnig. Die Winde tragen dann oft feinen gelben Wüstenstaub aus der Wüste Gobi nach Südkorea. Im Sommer führen Südwinde heiße, feuchte Luft von den Philippinen herbei. Die sommerliche Monsunzeit, in Südkorea Jangma (장마) genannt, beginnt meist Ende Juni oder Anfang Juli und reicht bis in den September hinein. Ein Großteil der jährlichen Niederschläge geht in dieser Zeit hernieder. Regen wechselt dabei mit klaren Tagen. Dem folgt ein sehr heißer Mittsommer, der vor allem durch die hohe Luftfeuchtigkeit nur schwer erträglich ist. Die Tageshöchsttemperatur übersteigt dann oft 30 °C, begleitet von einer Luftfeuchtigkeit von 80 bis 95 %.
Mitte September setzt der Herbst ein, wenn die Winde wieder aus Nordwest wehen. Die trockene Kontinentalluft sorgt für viel Sonne, während die Temperatur langsam zu sinken beginnt. Der Winter ist in Südkorea sehr kalt und trocken. Die Winde aus Sibirien bringen selten Schnee. Ab Januar sorgt eine besondere Klimakonstellation für ein eigentümliches Temperaturschema, bei dem sich drei kalte Tage mit vier etwas milderen abwechseln.
 Klimadaten
| Monat                             | Jan     | Jan     | Feb     | Feb     | Mär                  | Mär                  | Apr                  | Apr                  | Mai      | Mai      | Jun    | Jun    | Jul               | Jul               | Aug               | Aug               | Sep               | Sep               | Okt      | Okt      | Nov      | Nov      | Dez      | Dez     |
| --------------------------------- | ------- | ------- | ------- | ------- | -------------------- | -------------------- | -------------------- | -------------------- | -------- | -------- | ------ | ------ | ----------------- | ----------------- | ----------------- | ----------------- | ----------------- | ----------------- | -------- | -------- | -------- | -------- | -------- | ------- |
| Jahreszeit                        | Winter  | Winter  | Winter  | Winter  | Frühling             | Frühling             | Frühling             | Frühling             | Frühling | Frühling | Sommer | Sommer | Sommer            | Sommer            | Sommer            | Sommer            | Herbst            | Herbst            | Herbst   | Herbst   | Herbst   | Herbst   | Herbst   | Winter  |
| Wetter- unterscheidungs- merkmale | kalt    | kalt    | kalt    | kalt    | kalt                 | mild                 | mild                 | mild                 | mild     | mild     | warm   | warm   | warm              | warm              | warm              | warm              | warm              | gemäßigt          | gemäßigt | gemäßigt | gemäßigt | gemäßigt | gemäßigt | kalt    |
| Wetter- unterscheidungs- merkmale | trocken | trocken | trocken | trocken | trocken              | trocken              | trocken              | trocken              | trocken  | trocken  | feucht | feucht | feucht            | feucht            | feucht            | feucht            | feucht            | feucht            | trocken  | trocken  | trocken  | trocken  | trocken  | trocken |
| Wetter- unterscheidungs- merkmale | Schnee  | Schnee  | Schnee  | Schnee  | Hwangsa (Smog/Staub) | Hwangsa (Smog/Staub) | Hwangsa (Smog/Staub) | Hwangsa (Smog/Staub) | klar     | klar     | Regen  | Regen  | viel Regen/Taifun | viel Regen/Taifun | viel Regen/Taifun | viel Regen/Taifun | viel Regen/Taifun | viel Regen/Taifun | klar     | klar     | klar     | klar     | Schnee   | Schnee  |

|                        | Jahr  | Frühling | Sommer | Herbst | Winter | Jan  | Feb  | Mär  | Apr  | Mai  | Jun  | Jul  | Aug  | Sep  | Okt  | Nov  | Dez  |
| ---------------------- | ----- | -------- | ------ | ------ | ------ | ---- | ---- | ---- | ---- | ---- | ---- | ---- | ---- | ---- | ---- | ---- | ---- |
| T-Mittel (°C)          | 11,5  | 10,4     | 22,7   | 13,4   | −0,5   | −2,1 | −0,3 | 4,6  | 10,9 | 15,9 | 20,0 | 23,6 | 24,4 | 19,6 | 13,7 | 6,9  | 0,8  |
| T-Min (°C)             | 6,5   | 4,8      | 18,5   | 8,2    | −5,5   | −7,0 | −5,2 | −0,8 | 5,0  | 10,2 | 15,3 | 19,9 | 20,4 | 14,9 | 8,0  | 1,8  | −4,2 |
| T-Max (°C)             | 16,5  | 16,1     | 26,9   | 18,7   | 4,4    | 2,8  | 4,6  | 9,9  | 16,8 | 21,7 | 24,8 | 27,4 | 28,5 | 24,4 | 19,5 | 12,1 | 5,8  |
| T-Abstand (°C)         | 10,0  | 11,3     | 8,4    | 10,4   | 9,8    | 9,8  | 9,7  | 10,6 | 11,7 | 11,5 | 9,5  | 7,5  | 8,1  | 9,5  | 11,4 | 10,4 | 9,9  |
| Frosttage              | 114,2 | 26,0     | 0,7    | 17,1   | 70,5   | 25,5 | 21,9 | 18,0 | 6,7  | 1,3  | 0,4  | 0,2  | 0,2  | 0,4  | 3,6  | 13,1 | 23,0 |
| Regentage              | 119,6 | 28,1     | 39,8   | 26,0   | 25,6   | 8,8  | 8,6  | 9,1  | 9,7  | 9,3  | 11,6 | 15,2 | 13,1 | 10,0 | 7,3  | 8,7  | 8,2  |
| Niederschlag (mm)      | 1404  | 287      | 723    | 283    | 111    | 37   | 44   | 66   | 110  | 111  | 187  | 289  | 247  | 159  | 67   | 57   | 30   |
| Luftdruck (hPa – 1000) | 11,9  | 9,0      | 22,2   | 12,1   | 4,2    | 3,7  | 4,2  | 5,7  | 8,8  | 12,5 | 17,9 | 24,1 | 24,5 | 17,7 | 11,3 | 7,2  | 4,6  |
| Bewölkung (%)          | 52,9  | 51,8     | 66,9   | 49,9   | 43,2   | 42,2 | 47,5 | 49,7 | 52,1 | 53,6 | 66,2 | 71,8 | 62,7 | 59,4 | 45,2 | 45,0 | 40,0 |

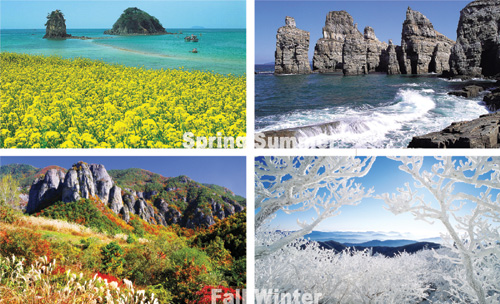
Südkorea hat vier Jahreszeiten.

Mittelwerte der Jahre 1961–1990. Die Jahreszeiten bezeichnen jeweils ein ganzes Vierteljahr (Frühling: März bis Mai, Sommer: Juni bis August, Herbst: September bis November, Winter: Dezember bis Februar)
Anmerkung: Die Quelle dieser Daten ist nicht mehr verfügbar, wohl aber statistische Klimadaten der koreanischen Regierung von 2001 bis 2017

Die Durchschnittsdaten einzelner Regionen weichen teilweise deutlich von den genannten ab. In den nördlichen und zentralen Regionen muss über das Jahr hinweg mit höheren Temperaturdifferenzen gerechnet werden als in den südlichen Küstengebieten. An der Ostküste ist es meist etwas wärmer als an der Westküste, da das Taebaek-Gebirge am Einfallen kalter Winde aus Sibirien hindert.

Klimadiagramm Seoul

### Umweltverschmutzung
Das schnelle Wirtschaftswachstum Südkoreas führte zu zahlreichen Nebenwirkungen auf die Umwelt. Emissionen aus Industrie und Verkehr erzeugen eine hohe Luftbelastung und lassen sauren Regen entstehen. Pro Kopf werden in Südkorea jährlich 9,5 Tonnen Kohlenstoffdioxid (Schätzung für 2002) ausgestoßen. Südkorea hatte 2015 die neunt-höchsten CO2-Emissionen. Südkorea ist trotz seiner relativ kleinen Bevölkerung der weltweit zweitgrößte Konsument von FCKW. Ein weiteres großes Problem stellen die Verschmutzung der Gewässer durch Abwässer aus Wohngebieten und Industrie sowie die rasch wachsenden Müllberge dar, die teilweise durch die verschwenderische Verpackung von Konsumgütern ausgelöst werden. Das Problem der grenzüberschreitenden Umweltverschmutzung versucht das Umweltministerium Südkoreas zusammen mit den zuständigen Stellen Japans und der Volksrepublik China zu lösen.

### Städte

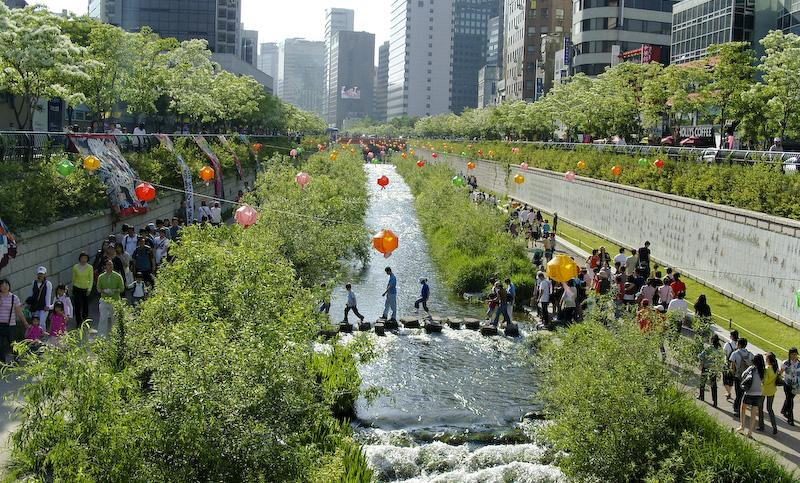
Cheonggyecheon-Strom in der Innenstadt Seouls

Im Jahr 2023 lebten 82 Prozent der Einwohner Südkoreas in Städten. Größte Stadt ist mit mehr als 10 Mio. Einwohnern die Hauptstadt Seoul im Nordwesten. Zusammen mit den umliegenden Städten bildet sie die Sudogwon genannte Metropolregion, mit etwa 25 Millionen Einwohnern einer der größten Ballungsräume der Welt. Im äußersten Südosten der Halbinsel liegt Südkoreas zweitgrößte Stadt Busan (3,5 Mio. Einwohner); sie besitzt einen der umschlagstärksten Häfen der Welt. Danach folgen die vor den Toren Seouls an der Westküste gelegene Hafenstadt Incheon (2,9 Mio. Einwohner) sowie das im südöstlichen Landesinneren befindliche Daegu mit 2.493.264 Einwohnern. Fünftgrößte Stadt ist das zentral gelegene Daejeon mit 1,5 Mio. Einwohnern, sechstgrößte Gwangju mit 1,5 Mio. Einwohnern im Südwesten. Anders als die zuvor genannten Städte sind Suwon (1,2 Mio. Einwohner), Goyang (1,0 Mio. Einwohner) und Seongnam (0,98 Mio. Einwohner) keine politisch einer Provinz gleichgestellten Gebilde, sondern gehören zur Provinz Gyeonggi-do. Sie liegen wie Incheon so nahe bei Seoul, dass sie inzwischen an dessen U-Bahn-Netz angeschlossen wurden. Achtgrößte Stadt ist das am südlichen Teil der Ostküste gelegene Ulsan mit 1,2 Mio. Einwohnern.

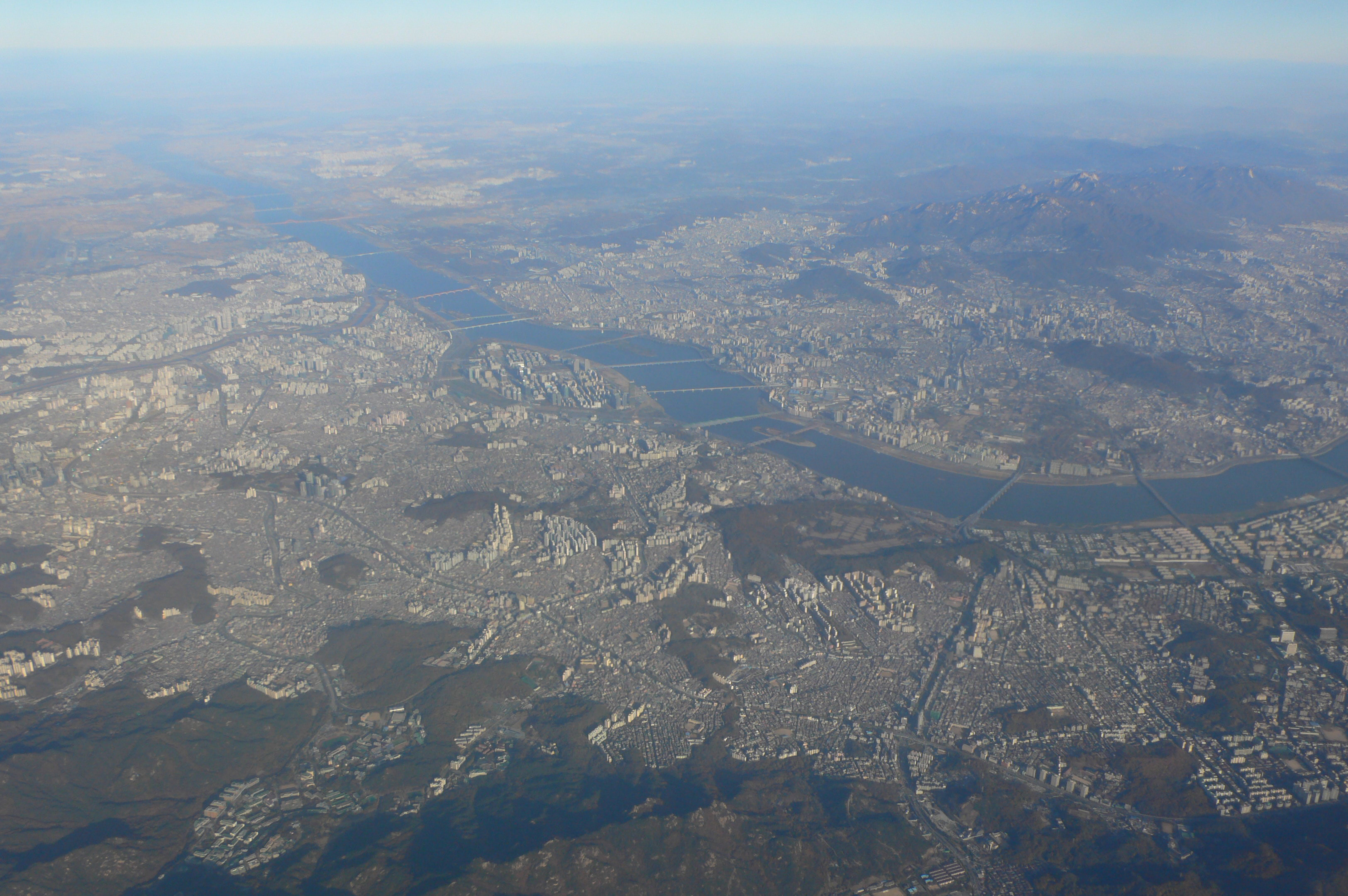
Seoul aus der Vogelperspektive

Nach dem Ende des Koreakriegs setzte in Südkorea eine Landflucht von den ländlichen Gebieten in die Städte, und hier insbesondere nach Seoul ein. Seit 1990 sind aber zunehmend die Vororte von Seoul Siedlungsziel, wo mit großangelegten Bauprogrammen ganze Satellitenstädte hochgezogen wurden.

### Verwaltungsgliederung
Südkorea ist auf der höchsten Unterebene politisch gegliedert in eine Besondere Stadt:
Seoul,
in eine Besondere autonome Stadt:
Sejong,
in sechs selbstständige Großstädte:
Busan, Daegu, Daejeon, Gwangju, Incheon und Ulsan
in acht Provinzen:
Chungcheongbuk-do, Chungcheongnam-do, Gangwon-do, Gyeonggi-do, Gyeongsangbuk-do, Gyeongsangnam-do, Jeollabuk-do und Jeollanam-do
sowie in eine Besondere autonome Provinz:
Jeju-do.

## Bevölkerung

### Demografie

Bevölkerungspyramide Südkoreas 2023

Südkorea hatte 2023 51,7 Millionen Einwohner. Das jährliche Bevölkerungswachstum betrug + 0,1 %. Trotz eines Sterbeüberschusses (Geburtenziffer: 4,9 pro 1000 Einwohner vs. Sterbeziffer: 7,3 pro 1000 Einwohner) wuchs die Bevölkerung durch Migration. Die Anzahl der Geburten pro Frau lag 2022 statistisch bei 0,8 und damit eine der niedrigsten weltweit. Die Lebenserwartung der Einwohner Südkoreas ab der Geburt lag 2022 bei 82,7 Jahren. Die Lebenserwartung in Südkorea ist in den letzten Jahrzehnten enorm angestiegen: Im Jahre 1950 betrug sie laut Zahlen der UN noch 35,6 Jahre. Im Jahr 2023 waren 11,2 Prozent der Bevölkerung unter 15 Jahre, während der Anteil der über 64-Jährigen 18,4 Prozent der Bevölkerung betrug. Die hohe Lebenserwartung führt zu einem schnellen Anstieg der Bevölkerung über 65 Jahre. Waren etwa 2000 nur 7,2 % der Bevölkerung über 65, so erreichte der Anteil dieser Altersgruppe im Jahre 2015 schon 13,1 %.
| Jahr | Einwohnerzahl | Jahr | Einwohnerzahl |
| ---- | ------------- | ---- | ------------- |
| 1950 | 19.211.000    | 1990 | 42.923.000    |
| 1955 | 21.531.000    | 1995 | 45.299.000    |
| 1960 | 25.341.000    | 2000 | 47.386.000    |
| 1965 | 28.907.000    | 2005 | 48.708.000    |
| 1970 | 33.209.000    | 2010 | 49.553.000    |
| 1975 | 35.387.000    | 2020 | 51.780.000    |
| 1980 | 38.050.000    | 2030 | 51.306.000    |
| 1985 | 40.809.000    | –    | –             |

Südkorea wies 2015 zu der Zeit eine Bevölkerungsdichte von etwa 513 Personen pro Quadratkilometer auf. Im Jahr 2023 lebten 82 Prozent der Einwohner Südkoreas in Städten.

### Bevölkerungsstruktur und Migration
Der Großteil der Bevölkerung Südkoreas sind Koreaner.
Die Gesamtbevölkerung der Koreanischen Halbinsel, also die der heutigen Staaten Nord- und Südkoreas zusammen, ist in ethnischer Hinsicht weitgehend homogen. Da der Vorgängerstaat Korea seit der Vereinigung durch das Silla-Reich im Jahre 668 bis zur Teilung nach dem Zweiten Weltkrieg 1945 fast immer eine politische Einheit war, entwickelte sich eine weitgehend einheitliche Kultur mit nur geringen regionalen Unterschieden.
Ab dem 15. Jahrhundert wurde Japanern Zugang zum Hafen von Busan gewährt und es bestanden temporäre Händlerenklaven, jedoch war die Anzahl der Bewohner unbeständig. Aufgrund von regelmäßigen Unruhen und Angriffen durch japanische Wokou-Piraten wurden diese jedoch mehrmals geschlossen.
Während der Besatzung Koreas zwischen 1910 und 1945 erhöhte sich die Zahl der Japaner drastisch von wenigen Zehntausenden auf etwa 700 Tsd. und machten am Ende über 7 % der Bevölkerung aus. Nach der Befreiung Koreas mussten Japaner das Land verlassen. Im befreiten Korea war die Haltung gegenüber allen fremden Mächten äußerst misstrauisch und daher gab es so gut wie keine Ausländer im Land.
Während der Nachkriegsära wurden die Chinesen diskriminiert, da die Regierung eine ethnisch möglichst homogene Bevölkerung anstrebte. Nach 1945 lebten mehrere zehntausend Chinesen im Land, die nach der Niederlage der Kuomintang im chinesischen Bürgerkrieg eingewandert sind. Die meisten von ihnen waren rechtlich Staatsbürger der Republik China (Taiwan), das auch die chinesischsprachigen Schulen und das Chinatown in Südkorea finanziert. In den 1960er Jahren gab es gesetzliche Regelungen, die die Größe des Besitzes von Ausländern regelte, dies betraf vor allem die Chinesen. Die Staatsbürgerschaft Südkoreas zu erlangen war praktisch unmöglich und ein Großteil kehrte in den 60ern in die verbliebene Republik China auf Taiwan zurück. Da Südkorea neben Japan die Asienkrise im Jahre 1997 am besten überstanden hat, ist eine große Zahl von Arbeitern aus anderen Teilen Asiens (Thailand, Philippinen und Indien) und sogar aus Afrika nach Südkorea eingewandert, um in den großen Fabriken Arbeit zu finden. Viele hiervon befinden sich illegal im Land. Die Anzahl an registrierten Ausländern in Südkorea stieg von etwa 469.000 im Jahr 2004 auf 1.752.346 im Jahr 2022. Durch die Beziehungen zu den USA seit der Nachkriegszeit haben sich mittlerweile auch viele US-Amerikaner angesiedelt, vor allem im Seouler Stadtteil Itaewon prägen sie das Stadtbild. Hier befindet sich auch das „UN-Dorf“ nebst vielen Botschaften und ausländischen Unternehmen.
Die Zahl der sich in Südkorea aufhaltenden Volksrepublik-Chinesen belief sich Ende November 2010 auf 0,61 Mio., darunter 0,4 Mio. Koreaner mit chinesischer Staatsangehörigkeit der Volksrepublik. Diese Chinesen stellen somit die größte ausländische Bevölkerungsgruppe in Südkorea dar, gefolgt von Amerikanern (128 Tsd.), Vietnamesen (120 Tsd.), Philippinern (47 Tsd.), Japanern (41 Tsd.), Thailändern (40 Tsd.), Mongolen (30 Tsd.) und Indonesiern (29 Tsd.). Im Jahre 2017 waren 2,3 % der Bevölkerung im Ausland geboren. Der Anteil der Ausländer liegt damit noch auf einem niedrigen Niveau, steigt allerdings kontinuierlich an.
Auf der anderen Seite wohnen viele ethnische Koreaner im Ausland, insbesondere in den Vereinigten Staaten und der Volksrepublik China, wo jeweils rund zwei Millionen Koreaner leben. Etwa 660.000 leben in Japan, etwa eine halbe Million lebt in Russland und den übrigen ehemaligen Sowjetrepubliken.
Es gibt einen kleinen Flüchtlingsstrom von Nordkorea nach Südkorea über Drittstaaten. Das Entkommen aus dem diktatorischen Regime Nordkoreas ist generell mit großen Schwierigkeiten verbunden. Um die Flüchtlinge an die Lebensweise in einer Demokratie zu gewöhnen, existiert das Umerziehungslager Hanawon, in dem Stand Januar 2014 etwa 160 Nordkoreaner auf eine schlussendliche „Einbürgerung“ warten. Bis Ende 2015 siedelten etwa 29.000 Menschen aus Nordkorea nach Südkorea aus.

### Religionen
Die Religionsfreiheit wird durch die Verfassung garantiert. Eine offizielle Staatsreligion gibt es entsprechend nicht.
Die Religionslandschaft in Südkorea weist eine hohe Vielfalt auf. Um 2015 waren 56 % der Südkoreaner religionslos, 28 % Christen (20 % der Bevölkerung evangelisch), 16 % Buddhisten und Angehörige der koreanischen Schamanenreligion.
Der religiöse Aufschwung seit den 1950er Jahren, in Parallele zu starkem wirtschaftlichem Wachstum, beschäftigt die Religionssoziologen. Detlef Pollack schreibt:

„Die Entwertung der konfuzianischen Staatsreligion sowie die Diskreditierung des Buddhismus durch die japanische Kolonialherrschaft ebnete nach dem Zweiten Weltkrieg den Weg für den Aufstieg des Christentums, das damit zum Marker für Modernität wurde und darüber hinaus von vielen auch mit dem modernen koreanischen Nationalismus identifiziert wurde.“

#### Schamanismus
Der Schamanismus ist das ursprüngliche Glaubenssystem Koreas. Er ähnelt in vieler Hinsicht den schamanischen Bräuchen der benachbarten Länder und gründet auf dem Glauben an Geister, die es zu beschwichtigen und von denen es Schutz zu erbitten gilt.

#### Konfuzianismus
Ab etwa 600 n. Chr. erlangte der Konfuzianismus in Korea zunehmende Bedeutung. Weniger eine echte Religion als vielmehr eine Gesellschaftsordnung, prägt diese Philosophie die südkoreanische Gesellschaft wesentlich. Da er aber erst seit 1995 offiziell als Religion anerkannt wird, gibt ihn kaum ein Südkoreaner als seine Religion an. Das ist vermutlich der Hauptgrund für die vergleichsweise hohe Religionslosigkeit in Südkorea.

#### Buddhismus

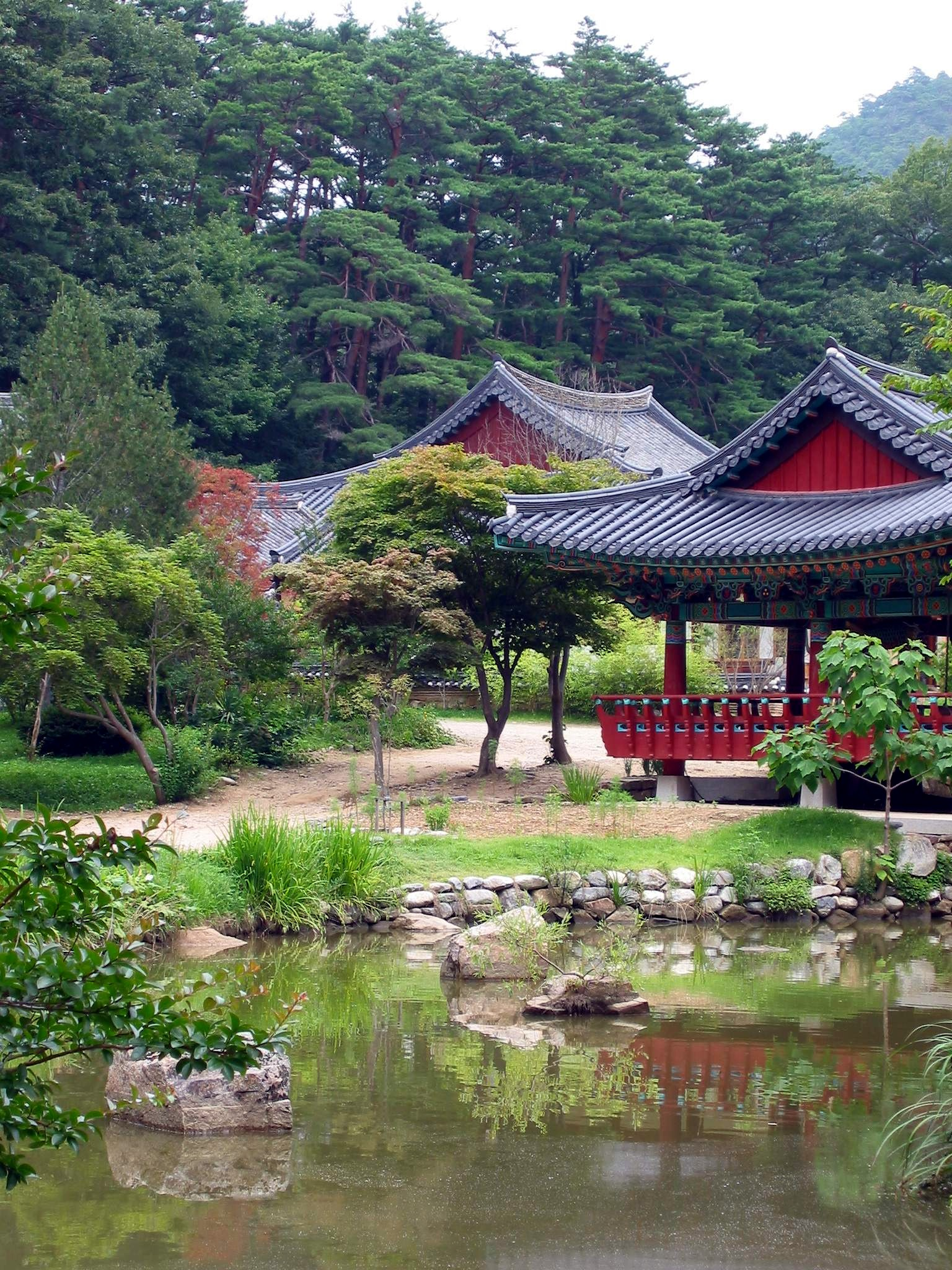
Der buddhistische Tempel Buryeongsa

Der Buddhismus erreichte Nord- und Südkorea von Indien aus über China und wurde im Jahre 372 in Goguryeo, 384 in Baekje und 528 n. Chr. in Silla Staatsreligion. Seine Blütezeit hatte er, als Silla beinahe die gesamte Koreanische Halbinsel erobert hatte. Während der Joseon-Dynastie galt er als Wurzel der Korruption und wurde unterdrückt. Die Mönche zogen sich meist in die Berge zurück, und der Buddhismus verlor an Einfluss, verschwand aber nie ganz. Buddhistische Schulen koreanischer Herkunft gibt es teilweise auch in den USA und in Europa.

#### Christentum
Das Christentum in Korea breitete sich erst ab dem Jahr 1784 durch koreanische Intellektuelle aus, die bei Bildungsreisen in China mit der Religion in Kontakt gekommen waren. Chinesische Großstädte bildeten damals Anlaufstellen westlicher Kulturen, und europäische Missionare gründeten Schulen und Kirchen. Die sich in Korea langsam und meist heimlich vermehrenden Christen wurden von der konfuzianistisch geprägten Monarchie unterdrückt, bis im Jahr 1882 die Religionsfreiheit gewährt wurde. Seit den 1960er Jahren erlebte das Christentum mit dem Wirtschaftsaufschwung und der damit verknüpften Ausbreitung der Bildung einen beispiellosen Aufstieg. Südkorea ist nach den Philippinen und Osttimor das ostasiatische Land mit dem höchsten Bevölkerungsanteil bekennender Christen. Im Jahr 2018 gehörten etwa 13,3 Millionen Südkoreaner dem christlichen Glauben an. Von den christlichen Konfessionen stellten mit Abstand die evangelischen Kirchen mit 9,7 Millionen, insbesondere die presbyterianischen Kirchen mit etwa 6,5 Millionen unter anderen reformierten Kirchen, den größten Anteil dar. Insgesamt gab es ungefähr 200 verschiedene evangelische Denominationen. Seit 1990 befanden sich fast die Hälfte der fünfzig größten evangelikalen Megakirchen in Südkorea. Protestanten betrieben zudem sechs Fernsehsender, 109 Universitäten, 631 Schulen und 196 medizinische Einrichtungen. Sie stellten etwa 35 Prozent der Abgeordneten des nationalen Parlaments, und im Jahr 2019 waren um die 30.000 Personen auf weltweiter Mission unterwegs.
Neben dem starken angloamerikanischen theologischen Einfluss haben auch bekannte deutschsprachige Theologen wie Karl Barth, Dietrich Bonhoeffer und Emil Brunner eine wesentliche Bedeutung. Der Einfluss des christlichen Fundamentalismus und die Verknüpfung zwischen Kirche und Politik prägen zunehmend die reformierte Kirche und die Gesellschaft Südkoreas. Beispielsweise wurde 2012 innerhalb des staatlichen Korea Advanced Institute of Science and Technology, eines der führenden Forschungsinstitute des Landes, eine Arbeitsgruppe für die Kreationismus-Forschung eingerichtet. Pläne zur Streichung von Passagen zur Evolutionstheorie aus Schulbüchern, die dem Kreationismus widersprechen, wurden nach öffentlichen Protesten von Wissenschaftlern allerdings verworfen.

#### Neue religiöse Bewegungen
In Korea sind ebenfalls mehrere neue religiöse Bewegungen entstanden, inklusive Daesoon Jinrihoe und Siegesaltar. Ebenfalls in Korea ihren Ursprung haben christlich-synkretische Bewegungen wie Jundokwan (Olivenbaum) oder die als nach ihrem Gründer Sun Myung Moon als „Moon-Bewegung“ bezeichnete Vereinigungskirche.

### Sprache und Schrift
Die koreanische Sprache ist in Südkorea offizielle Amts- und Schriftsprache. Anerkannte Minderheitensprachen gibt es nicht. Die koreanische Sprache wird von einigen Sprachwissenschaftlern zu den Altaisprachen gezählt, von anderen als isolierte Sprache angesehen. Möglicherweise ist sie mit Japanisch-Ryūkyū näher verwandt. Koreanisch sprechen weltweit etwa 78 Millionen Menschen. Die Unterschiede zwischen den regionalen Dialekten sind marginal, mit Ausnahme des auf Jejudo gesprochenen Dialekts. Für viele Begriffe hat die Sprache sowohl ein rein koreanisches als auch ein dem Chinesischen entlehntes sogenanntes sinokoreanisches Wort. Darüber hinaus werden viele englische Wörter in die koreanische Sprache übernommen.
Englisch wird als erste Fremdsprache von der Grundschule an unterrichtet. In den oberen Stufen kommt eine zweite Fremdsprache hinzu. Die traditionellen Sprachen seit der Nachkriegszeit waren lange Zeit Deutsch, Französisch oder Japanisch, in seltenen Fällen Spanisch. Die Bedeutung der europäischen Sprachen ist seit den 1990er Jahren zurückgegangen, während Bedeutung des Chinesischen und Japanischen ansteigt und die Betonung auf den Englischunterricht zunehmend stärker geworden ist.

Das Wort Hangeul in Hangeul

Die koreanische Schrift Hangeul ist eine Alphabetschrift mit 24 Buchstaben. Davon sind 10 Vokale und 14 Konsonanten. Diese Buchstaben werden silbenweise zu Blöcken kombiniert, wodurch der Eindruck entstehen kann, sie sei ähnlich komplex wie die chinesische Schrift. Tatsächlich ist die Schrift sehr logisch aufgebaut. Die chinesische Schrift, in Nord- und Südkorea Hanja genannt, war auf der Koreanischen Halbinsel bis zum Ende der japanischen Kolonialzeit im Jahre 1945 Amtsschrift, trotz der Einführung der Hangeul-Schrift durch Großkönig Sejong im 15. Jahrhundert. Chinesische Zeichen haben im heutigen Alltagsgebrauch eine deutlich geringere Bedeutung als in Japan. In südkoreanischen Veröffentlichungen werden zum Teil Wörter in Hangeul durch ihre in Klammern gesetzten Entsprechungen in Hanja ergänzt, um besonders bei Homonymen die Bedeutung zu verdeutlichen. Veröffentlichungen, die ausschließlich Hanja verwenden, sind aber die Ausnahme. An südkoreanischen Schulen lernen die Schüler rund 1800 Hanja-Zeichen, auf Universitäten kommen weitere Zeichen aus den eingeschlagenen Fachrichtungen dazu. Allgemein geht der Gebrauch von Hanja aber zurück. Dies hängt auch mit der allgemeinen Bewegung zusammen, die Rolle der koreanischen Sprache sowohl in der schriftlichen als auch in der mündlichen Praxis zu stärken. Auch seitens der Sprachwissenschaft und den Medien gibt es Bemühungen, die koreanische Sprache zu pflegen. Offiziell zuständig für die Sprachpflege ist das Nationale Institut für Koreanische Sprache.

### Gesundheit
Südkorea hat eines der besten und mordernsten Gesundheitssysteme der Welt. Im Jahr 2021 lag Südkorea im Gesundheitsindex von Statista auf Rang 3 und auf Platz 1 des CEOWORLD magazine Health Care Index. Südkorea hat weltweit eine der höchsten Überlebensrate bei Krebserkrankungen und südkoreanische Krankenhäuser zählen zu den am besten ausgestatteten der Welt, sowohl was die Technik anbelangt als auch die Aufnahmekapazitäten.
Die Gesundheitsausgaben des Landes betrugen im Jahr 2022 9,7 % des Bruttoinlandsprodukts. Im Jahr 2020 praktizierten in Südkorea 25,1 Ärztinnen und Ärzte je 10.000 Einwohner. Die Sterblichkeit bei unter 5-Jährigen betrug 2022 2,8 pro 1000 Lebendgeburten.
Ein wesentlicher Gesundheitsindikator ist die Körpergröße. Nach einer Studie von Bentham et al. (2016) erfuhren Menschen in Südkorea das größte durchschnittliche Körperwachstum im vergangenen Jahrhundert (1896 bis 1996). Zwischen 2012 und 2021 liegt die durchschnittliche Körpergröße in Südkorea bei Menschen in ihren 30er-Jahren für Männer bei 174,65 cm und für Frauen bei 161,77 cm. Dieses korreliert mit der Zunahme der Lebenserwartung. Die Lebenserwartung der Einwohner Südkoreas ab der Geburt lag 2022 bei 82,7 Jahren (Frauen: 85,6, Männer: 79,9). Sie ist damit eine der höchsten der Welt und die höchste für Frauen. Die Lebenserwartung stieg von 75,9 Jahren im Jahr 2000 bis 2022 um 9 %. Dabei hat Südkorea weltweit eine der höchsten Krebsüberlebensraten.
Nach Statistiken der OECD ist die Selbsttötungsrate in Südkorea unter den OECD-Staaten seit 2003 eine der höchsten. Die Rate lag 2015 bei 25,8 Selbsttötungen pro 100.000 Personen. Selbsttötung gilt als großes Problem in Südkorea und sorgt für viel Aufmerksamkeit aufgrund einiger Selbsttötungen von Prominenten. Bis in die 1990er Jahre hatte Südkorea eine im Vergleich mit anderen Industriestaaten niedrige Suizidrate. In den 1990er und vor allem Ende der 1990er Jahre stieg diese stark an. Als ein Grund dafür wird die Asienkrise ab 1997 gesehen. Von 1998 bis 2002 war die Zahl der Selbsttötungen rückläufig, stieg aber von 2002 bis 2011 fast stetig an. Spätestens seit 2003 hat Südkorea kontinuierlich eine höhere Suizidrate als Deutschland. Seit 2011 ist die Suizidrate wieder leicht rückläufig bei rund 36 Selbsttötungen pro Tag (Deutschland rund 25, 2020).

## Geschichte
Die ausführlichere Geschichte vor dem Zweiten Weltkrieg ist unter Geschichte Koreas zu finden.

### Vor der Teilung
Die ersten menschlichen Überreste, die in Korea gefunden wurden, stammen aus der Zeit vor etwa 500.000 Jahren. Die koreanische Halbinsel wurde bereits in der Jungsteinzeit von Menschen besiedelt. Der Überlieferung nach wurde Joseon (auch bekannt als „Gojoseon“, um es von der Dynastie des 14. Jahrhunderts zu unterscheiden) im Jahr 2333 v. Chr. durch Dangun, das nach mehreren Kriegen zerfiel. Charakteristisch für die Ausgrabungen dieser Epoche war die Verbreitung der Dolmen-Kultur.
Das alte Korea wurde zur Heimat einer Reihe von konkurrierenden Stadtstaaten, die ständig auftauchten und verschwanden. Drei Königreiche, Baekje, Koguryŏ und Silla, gingen aus ihnen hervor und dominierten zusammen die koreanische Geschichtsszene für mehr als zweihundert Jahre, eine Zeit, die als die Drei Reiche Koreas bekannt ist. Im Jahr 676 gelang es Silla, einen Großteil Koreas zu vereinen, mit Ausnahme des Königreichs Balhae. Die Herrschaft dieser beiden Königreiche über ganz Korea und einen Teil der Mandschurei führte zur Entstehung der Zeit der Nord- und Südstaaten.
Nach dessen Niedergang im 10. Jahrhundert gründete der General Wang Geon im Jahr 918 das Königreich Goryeo (von dem der Name Korea stammt). Im 13. Jahrhundert schwächten die mongolischen Invasionen Goryeo: Nach fast dreißig Jahren Krieg behielt das Königreich weiterhin ihre Kontrolle über das Territorium Koreas, wurde aber zum Tributstaat der Mongolen. Dem Zusammenbruch des mongolischen Reiches folgte eine Reihe politischer Kämpfe und nach dem Aufstand von General Yi Seong-gye im Jahr 1388 löste die Joseon-Dynastie die Goryeos ab.
Zwischen 1592 und 1598 fielen die Japaner in Korea ein, nachdem sich der Hof Joseons geweigert hatte, der japanischen Armee unter der Führung von Toyotomi Hideyoshi in ihrem Feldzug zur Eroberung Chinas sicheres Geleit zu gewähren. Der Krieg endete 1598 mit einem herben Fehlschlag und dem japanischen Rückzug aus ihrer Umzingelung in Busan. In diesem Krieg trat Admiral Yi Sun-sin als Nationalheld in Erscheinung und brachte das berühmte „Schildkrötenschiff“ zum Einsatz.
Im 17. Jahrhundert wurde Korea zweimal von den Mandschu angegriffen, welche später die Qing-Dynastie Chinas begründeten. Im Laufe des 19. Jahrhunderts erhielt Korea dank seiner isolationistischen Politik und der fast vollständigen Abschottung von der Außenwelt das Epithet „Einsiedlerkönigreich“. Die Joseon-Dynastie versuchte, sich gegen den westlichen Imperialismus zu schützen, wurde aber gezwungen, ihre Türen für den Handel zu öffnen. Nach den Chinesisch-Japanischen Kriegen und dem Russisch-Japanischen Krieg geriet das Korea unter japanische Besatzung (1910–1945). 1919 kam es zur Bewegung des Ersten März, bei der die Koreaner, unter Beteiligung von 2 Millionen Menschen, versuchten die japanische Fremdherrschaft abzuschütteln. Mit dem Ende des Zweiten Weltkriegs kapitulierten die Japaner an sowjetische und amerikanische Truppen, die die nördliche bzw. südliche Hälfte Koreas besetzten.

### 1945–1949: Nachkriegszeit
Nach der Kapitulation Japans im September 1945 im Zweiten Weltkrieg schlugen die Vereinigten Staaten vor, die koreanische Halbinsel entlang dem 38. Breitengrad in eine amerikanische und sowjetische Besatzungszone aufzuteilen. Im Jahr 1948 gingen als Folge der Teilung der Halbinsel zwischen den Sowjets und den Amerikanern zwei neue Regierungen hervor, die bis heute Bestand haben. Im Norden gelangte ein antijapanischer Guerillero namens Kim Il-sung durch sowjetische Unterstützung an die Macht; im Süden wurde das Staatsoberhaupt der Provisorischen Regierung der Republik Korea im Exil, Syngman Rhee, zum Präsidenten ernannt.
Ursprünglich sollte die Verwaltung des Landes bis zur Bildung einer gesamtkoreanischen Regierung von den USA und der Sowjetunion übernommen werden. Diese wurde allerdings nie erreicht. Stattdessen errichteten die Sowjetunion im Norden und die USA im Süden Besatzungszonen mit Militärregierungen. Als im Jahre 1947 die Generalversammlung der Vereinten Nationen auf Antrag der USA beschloss, in den beiden Landesteilen Wahlen abzuhalten, lehnte dies die Sowjetunion ab. Daher fand die Wahl am 10. Mai 1948 nur im Süden statt. Aktives und passives Frauenwahlrecht wurden am 17. Juli 1948 eingeführt.
Am 15. August 1948 kam es dann zur Staatsgründung der Republik Korea. Die USA übergaben offiziell die Macht an die gewählte Regierung, beließen aber ihre Truppen im Land. Der Norden beantwortete die einseitige Staatsgründung im Süden mit Gründung der Demokratischen Volksrepublik Korea am 9. September 1948 in Pjöngjang. Beide Staaten sahen sich als einzige rechtmäßige Regierung der gesamten Koreanischen Halbinsel und verkündeten, darum auch kämpfen zu wollen.
Im April 1948, noch unter der Herrschaft der US-Militärregierung (USAMGIK), begann der Jeju-Aufstand der Süd-Joseon-Arbeiterpartei. Nachdem Südkorea unabhängig wurde, eskalierte die Unterdrückung der Rebellion zunehmend. Der Aufstand wurde schließlich im Mai 1949 mit vielen Gräueltaten und Massakern durch südkoreanische Soldaten und antikommunistische Milizen niedergeschlagen. 14.000 bis 30.000 Menschen wurden getötet – 86 % davon durch Regierungstruppen.
Mitte des Jahres 1949 waren die Truppen der Sowjetunion vertragsgemäß aus Nordkorea abgezogen. Nordkorea konnte mit Hilfe der Sowjetunion und Chinas seine Industrie schneller aufbauen als Südkorea. Dies lag daran, dass die Schwerindustrie von den Japanern während ihrer Kolonialzeit vor allem im rohstoffreicheren Norden angesiedelt worden war. Im landwirtschaftlich fruchtbareren Süden dagegen wurde von ihnen die Landwirtschaft gefördert und ausgebaut. Daher und dank der Hilfe der Sowjetunion war Nordkorea schneller in der Lage, sich wirtschaftlich zu erholen und eine schlagkräftige Armee aufzubauen.

### 1950–1959: Koreakrieg und Folgen

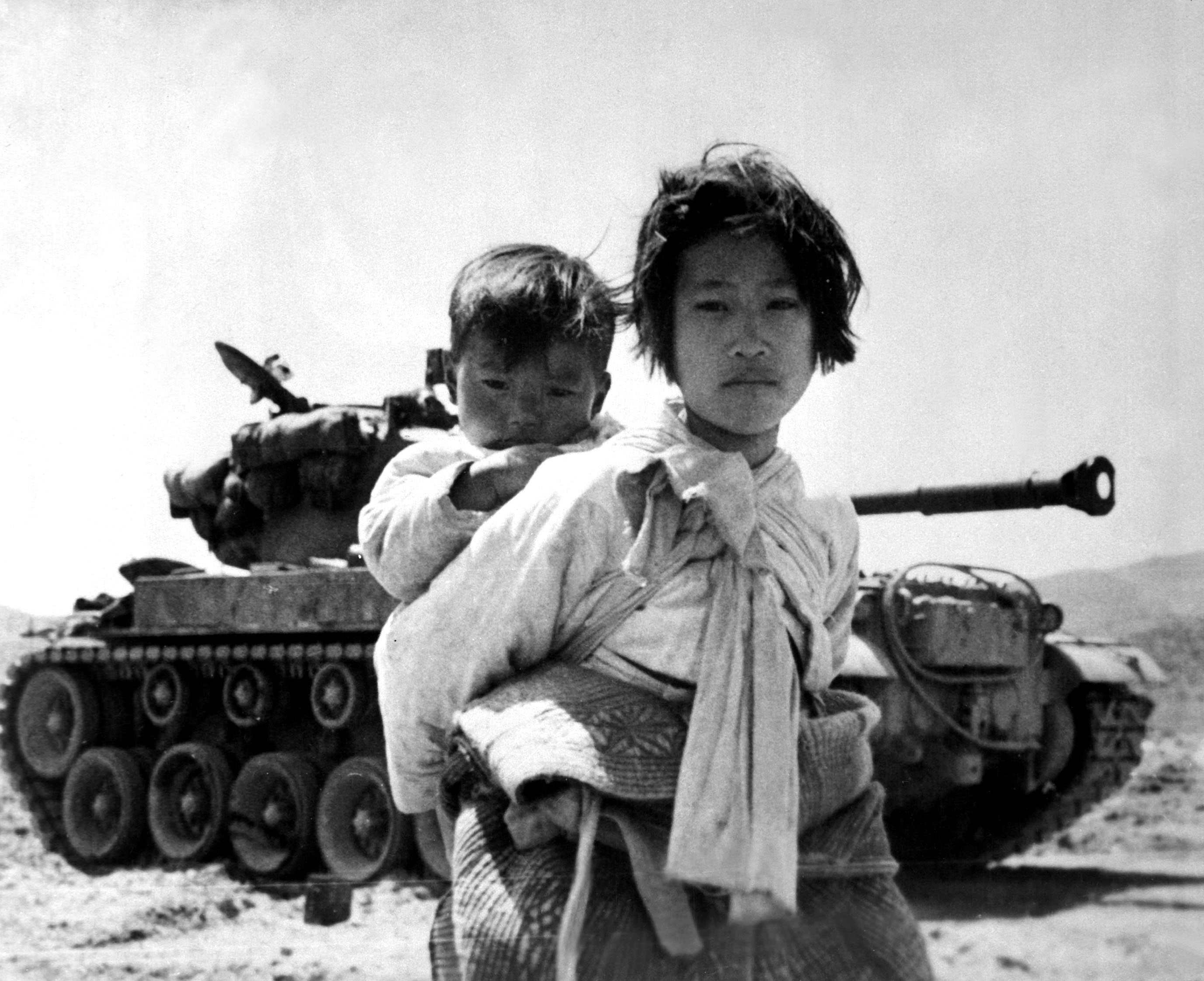
Ein koreanisches Mädchen trägt ihren Bruder an einem liegengebliebenen Panzer vorbei (Juni 1951).

Am 25. Juni 1950 überschritt die Nordkoreanische Volksarmee die Grenze am 38. Breitengrad und leitete damit den Koreakrieg ein. Der amerikanische Präsident Harry S. Truman hatte bereits wieder einige Truppen nach Südkorea geschickt, die aber keinesfalls stark genug waren, die materielle Überlegenheit der nordkoreanischen Truppen über die südkoreanische Armee auszugleichen. Die Hauptstadt Seoul fiel bereits nach drei Tagen, etwa einen Monat später kontrollierten die Nordkoreaner bereits die gesamte Koreanische Halbinsel bis auf einige Inseln und einen schmalen Streifen um Busan im Südosten. Erst hier gelang es den Südkoreanern, die Lage zu stabilisieren.
Während des Krieges verübten die südkoreanischen Streitkräfte viele Massaker in Südkorea. 1950 wurden nach der nordkoreanischen Invasion rund 100.000 mutmaßliche Kommunisten von den Südkoreanern hingerichtet.
Mit der Landung bei Incheon Mitte September 1950 gelang es den UN-Truppen, den Vormarsch der Nordkoreaner zu beenden. Am 30. September überschritten die Truppen Südkoreas den 38. Breitengrad, um die Koreanische Halbinsel unter ihrer Flagge wieder zu vereinigen. Im November erreichte man erste Abschnitte des Grenzflusses Yalu zu China. Die Chinesen wollten ein vereinigtes Korea unter US-amerikanischem Einfluss nicht dulden und griffen mit einer zunächst 300.000 Soldaten umfassenden „Freiwilligenarmee“ in Nordkorea ein. Die UN-Truppen wurden schließlich bis südlich des 38. Breitengrades zurückgedrängt, wo die Front erstarrte.

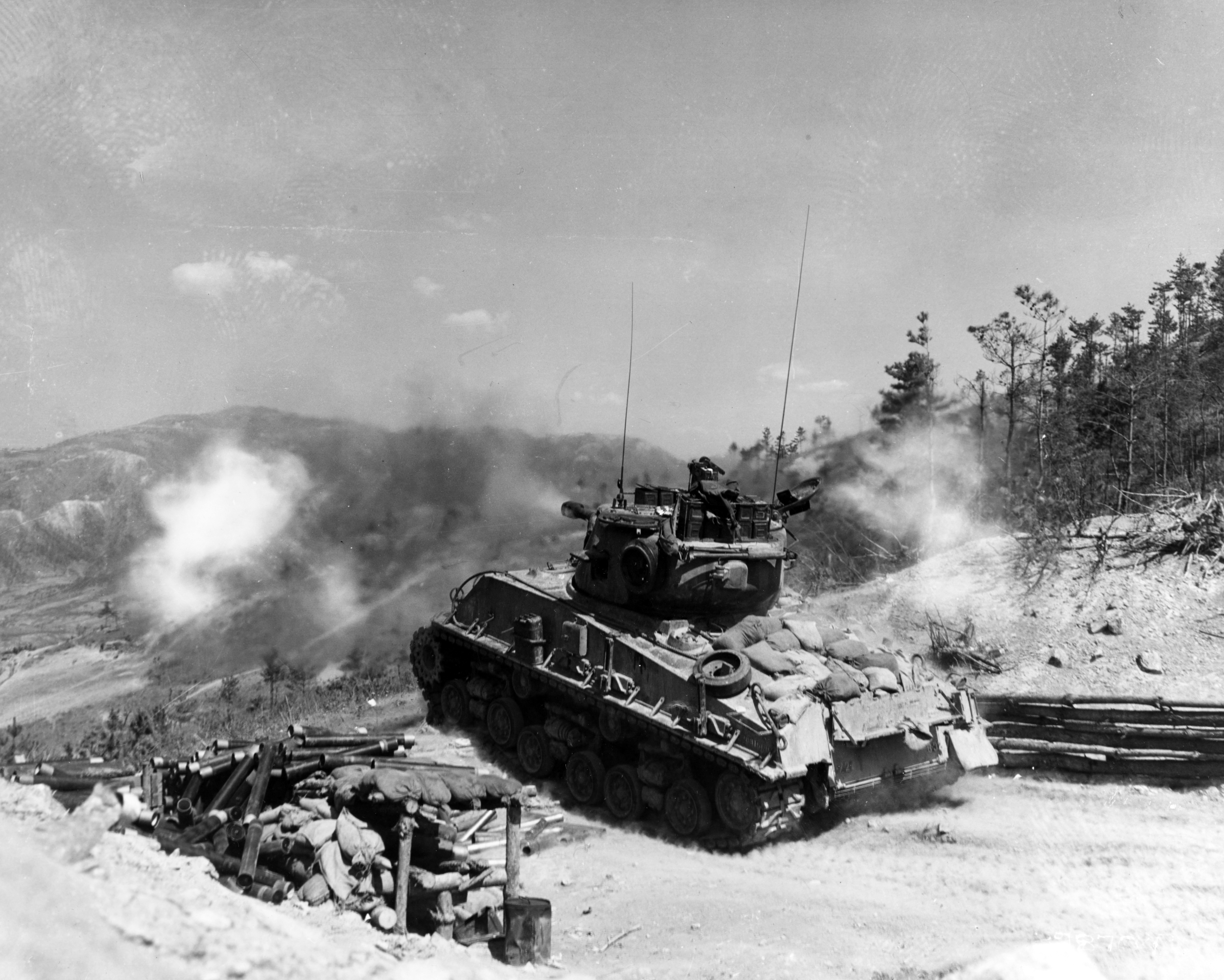
Ein Sherman-Panzer beschießt eine feindliche Bunkerstellung (Mai 1952).

Der Waffenstillstand wurde am 27. Juli 1953 vereinbart, unterzeichnet von der UNO, Nordkorea und China. Rhee Syng-man, der Präsident Südkoreas, weigerte sich, den Vertrag zu unterzeichnen. Man verfügte die Einrichtung einer demilitarisierten Zone etwa entlang des 38. Breitengrades. Die demilitarisierte Zone ist auch heute noch die Grenze zwischen beiden koreanischen Staaten. Ein Friedensvertrag wurde nicht unterzeichnet, obwohl die Absicht dazu mehrfach bekundet wurde.
Die Folgen des Koreakriegs waren dramatisch. Die Schätzungen der Anzahl getöteter Koreaner schwanken zwischen einer und drei Millionen; weit mehr noch waren vertrieben worden. Die koreanische Infrastruktur lag zum größten Teil in Schutt und Asche. Mindestens genauso schlimm waren die psychischen Folgen. Die Angst vor einer erneuten Invasion beeinträchtigt die Politik beider Staaten.
Nach dem Koreakrieg ging es trotz westlicher Entwicklungshilfe wirtschaftlich mit Südkorea kaum aufwärts. Als Land ohne größere Bodenschätze war Südkorea auf Importe angewiesen, auch waren die wenigen Industrieanlagen und die gesamte Infrastruktur zerstört. Dass es zunächst nur schleppend voranging, wurde vorwiegend der Misswirtschaft des Präsidenten Rhee Syng-man angelastet. Er sicherte sich bei den folgenden Wahlen durch Verhaftungen von Oppositionellen und mehreren Verfassungsänderungen seine Wiederwahl. Die wirtschaftliche Entwicklung blieb danach enttäuschend, die Korruption war eklatant, und der Regierungsstil von Rhee wurde immer autokratischer.
Eine Landreform führt zur entschädigungslosen Enteignung des japanischen Großgrundbesitzes und das Land wurde in kleine Parzellen aufgeteilt.

### 1960–1987: Militärregierungen
Im Frühjahr des Jahres 1960 kam es monatelang zu landesweiten Studentendemonstrationen gegen Rhee; sie fanden immer mehr Unterstützung in der Bevölkerung. Der Unmut spitzte sich zur Aprilbewegung des 19. April zu und am 26. April 1960 war Rhee schließlich gezwungen zurückzutreten. Es wurden Neuwahlen ausgerufen und am 19. August wurde Yun Bo-seon mit überwiegender Mehrheit zum Präsidenten gewählt. Während der kurzen Amtszeit des Jang Myeon Kabinetts wurde die wirtschaftliche Ausrichtung bestimmt und die Fünfjahrespläne entwickelt. Aber am 16. Mai 1961 putschte sich das Militär unter der Führung von General Park Chung-hee an die Macht, weil angeblich auch eine parlamentarische Regierung die Probleme des Landes nicht in den Griff bekam. Man ließ in der Folgezeit zwar Wahlen zu, diese blieben aber praktisch folgenlos. Wesentliche demokratische Rechte wie Meinungs- und Pressefreiheit blieben den Südkoreanern versagt. Unter Park Chung-hee entwickelte sich eine Militärdiktatur, Oppositionelle (meist Kommunisten) wurden gefoltert und ermordet.
Währenddessen machte Südkorea wesentliche wirtschaftliche Fortschritte. Eine enge Verbindung zwischen Politik und Wirtschaft ließ Großindustrien entstehen. Südkorea wandelte sich in dieser Zeit zu einem modernen, exportorientierten Industriestaat. Dadurch verbesserte sich auch der Lebensstandard der Südkoreaner. Das Bildungswesen wurde verbessert und breiteren Bevölkerungsschichten zugänglich gemacht, die sogenannte Saemaeul Undong (Neues Dorf Kampagne) verbesserte die Lage der Landbevölkerung. Park gilt daher gemeinhin als Architekt des wirtschaftlichen Aufschwungs.

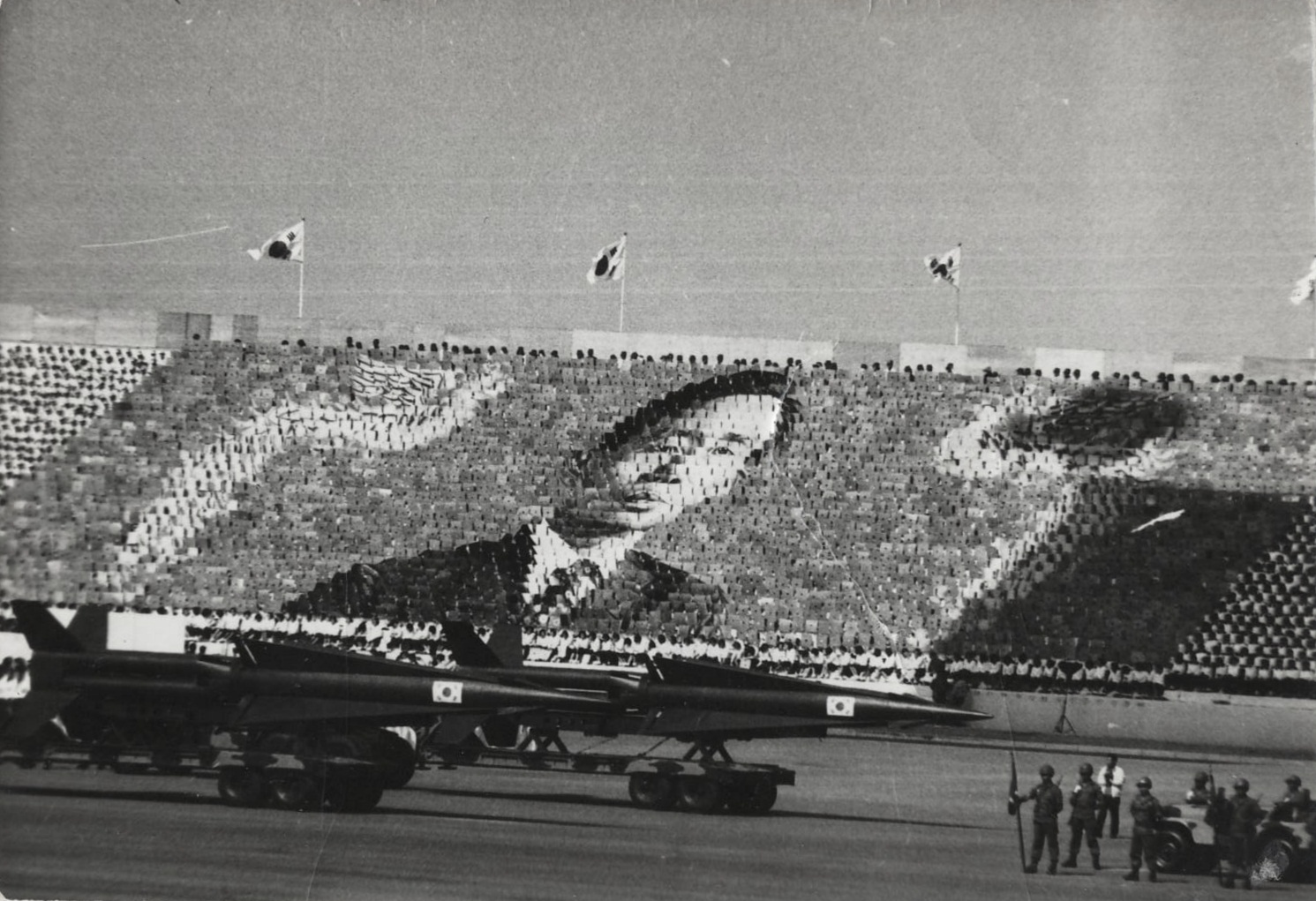
Militärparade für Diktator Park Chung-hee 1973

Ab den 1960er Jahren verfolgte Südkorea eine protektionistische Wirtschaftspolitik. Die meisten Importgüter wurden verboten, das Finanzsystem verstaatlicht, Fünfjahrespläne verabschiedet, der Staat nahm nur sehr wenig Kredite auf und ausländische Investitionen wurden nicht gefördert. Die Bauern sind jedoch gesetzlich dazu verpflichtet, ihre Produktion zu niedrigen Preisen zu verkaufen, was sie in Armut zurücklässt. Aufgrund des Kalten Krieges und seiner geografischen Lage wurde Südkorea von den USA besonders bevorzugt behandelt und erhielt jährlich eine hohe Wirtschaftshilfe. Wirtschaftlich erfolgreiche Konzerne profitierten von staatlichen Subventionen, Schutz vor internationaler Konkurrenz, niedrigen Steuern und spezifischen Standards. Teilhaber solcher Vorteile waren unter anderem auch ein Großteil der zukünftig erfolgreichen Konglomerate Hyundai, Daewoo, Samsung, LG Group usw.
Die Regierung erkannte keinen Mindestlohn oder wöchentlichen Urlaub an, erzwang unentgeltliche Arbeitszeiten zu ihren Gunsten, und die Arbeitstage waren zwölf Stunden lang. Darüber hinaus sind Gewerkschaften und Streiks verboten. In den 1980er Jahren ist die Arbeitswoche eines südkoreanischen Arbeiters die längste der Welt.
1968 und 1975 versuchten nordkoreanische Agenten, Park zu ermorden; dem zweiten Attentat fiel seine Frau zum Opfer. Sein Ende kam unerwartet am 26. Oktober 1979, als Park vom eigenen Geheimdienstchef Kim Jae-gyu erschossen wurde. Der Premierminister Choi Kyu-ha wurde zunächst Interimspräsident und ging aus der Wahl durch ein Wahlgremium am 6. Dezember 1979 als Sieger hervor. Doch schon am 12. Dezember putschte das Militär unter Führung von General Chun Doo-hwan erneut gegen die Regierung.
1980 kam es zu größeren Protesten. Menschen aus allen Gesellschaftsschichten forderten echte Demokratie und Chun versprach demokratische Reformen, ließ mit diesen aber auf sich warten, weshalb Demonstrationen das ganze Land erfassten. Das Militär fürchtete aufgrund der unruhigen Lage eine Invasion des Nordens und griff deshalb besonders hart durch. In einer der Protesthochburgen, in Gwangju, wurde im Mai 1980 ein Exempel statuiert und der Aufstand brutal niedergeschlagen. Laut einer Untersuchung Ende der 1990er Jahre über den als Gwangju-Aufstand oder in Südkorea als 18.-Mai-Gwangju-Demokratiebewegung bekannten Vorfall starben etwa 207–2300 Zivilisten, mehrere Tausend wurden verletzt.
Chun unterdrückte die Opposition weiter, so dass es jahrelang zu keinen größeren Protesten mehr kam. Die wirtschaftliche Entwicklung nahm erneut Fahrt auf, und die Lebensqualität der Südkoreaner stieg deutlich an.
Bei einem Bombenanschlag im Norden von Rangun in Myanmar wurden am 9. Oktober 1983 19 Personen getötet, darunter vier Kabinettsmitglieder der Regierung Chun: Kim Jae-ik, Suh Sook-joon, Hahm Pyong-choon und Außenminister Lee Bum-suk. Chun entging dem Attentat, da er verspätet am Ort des Anschlags eintraf. Nach einer Untersuchung beschuldigte man Nordkorea offiziell des Anschlags.
Ab 1986 wurden die Forderungen nach Demokratie wieder lauter.

### 1987–1997: Etablierung der Demokratie

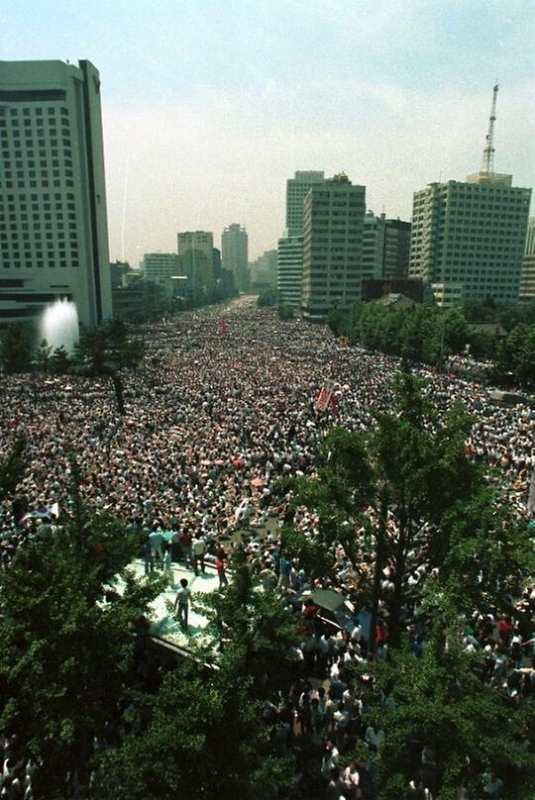
Großversammlung von Studierenden am 9. Juli 1987 anlässlich des Staatsbegräbnisses von Li Han-yeol im Nachgang des Juni-Kampfes

Chun ermöglichte den ersten friedlichen Machtwechsel seit der Gründung Südkoreas, indem er auf großen öffentlichen Druck hin 1987 ankündigte, am Ende seiner Amtszeit 1988 zurückzutreten. Gegen den Widerstand der Bevölkerung wollte er seine Nachfolge zunächst jedoch undemokratisch regeln und selbstständig den Ex-General Roh Tae-woo als seinen Nachfolger bestimmen. Es kam zum Juni-Kampf 1987, als dessen Folge Roh überraschend ankündigte, die Verfassung zugunsten echter demokratischer Reformen ändern zu lassen. Die drei größten Parteien dieser Zeit bestimmten gemeinsam eine neue Verfassung. So wurde der Präsident im November 1987 zum ersten Mal seit 1961 wieder direkt durch die Bevölkerung gewählt und seine Amtszeit auf fünf Jahre verkürzt. Für die Wahl konnten sich die beiden Oppositionsführer Kim Young-sam und Kim Dae-jung nicht auf einen gemeinsamen Kandidaten einigen und kandidierten gegeneinander. Weil die Opposition damit gespalten war, genügten Roh 37 % der Stimmen, um die Wahl zu gewinnen.
Während der Amtszeit Rohs machte die Demokratie in Südkorea deutliche Fortschritte, es wurden viele Reformen beschlossen. 1988 war Südkorea Gastgeber der Olympischen Sommerspiele. Südkorea nahm mit ehemaligen Ostblockstaaten diplomatische Beziehungen auf. Zusammen mit Nordkorea trat das Land am 17. September 1991 den Vereinten Nationen bei. Nach dem Abzug von etwa einhundert amerikanischen taktischen Atomwaffen im September 1991 schlossen am 13. Dezember 1991, 38 Jahre nach dem vorläufigen Ende des Koreakriegs durch den Waffenstillstand, Nord- und Südkorea einen Nichtangriffspakt.
Weil seine Partei mit der Partei Rohs ein konservatives Bündnis gründete, konnte sich Kim Young-sam bei der Wahl im Jahr 1992 gegen Kim Dae-jung durchsetzen. Ein Schwerpunkt seiner Politik war der Kampf gegen die Korruption und die Aufklärung staatlichen Fehlverhaltens. Dabei wurden die ehemaligen Präsidenten Chun Doo-hwan und Roh Tae-woo wegen des Staatsstreichs und des Gwangju-Massakers im Jahr 1980 verurteilt, Chun sogar zum Tode. Beide wurden aber später begnadigt.

### 1997–2007: Asienkrise, Annäherung an Nordkorea und Fußball-WM
Im November 1997 erfasste die Asienkrise Südkorea. Nachdem das Land wirtschaftlich lange Zeit mit zweistelligen Zuwachsraten geglänzt hatte, schrumpfte das Bruttoinlandsprodukt im Jahre 1998 um 6,7 % und die Landeswährung, der Won, verlor stark an Wert. Mit Hilfe eines Kredites des IWF konnte die Krise überwunden werden, schon im Jahre 1999 wuchs das BIP wieder um mehr als 10 %.
Bei der Wahl am 18. Dezember 1997 konnte sich Kim Dae-jung durchsetzen. Der Hauptpunkt seiner Politik war die Aussöhnung mit Nordkorea, die sogenannte Sonnenscheinpolitik. Man stellte zwei während des Koreakriegs unterbrochene Eisenbahnstrecken wieder her; die erste Testfahrt fand am 17. Mai 2007 statt. Darüber hinaus wurde ein gemeinsames Industriegebiet in Kaesŏng gegründet. Der Höhepunkt dieser Politik war ein Treffen Kim Dae-jungs mit dem nordkoreanischen Führer Kim Jong-il in Pjöngjang im Juni 2000. Für diese Politik wurde Kim Dae-jung noch im selben Jahr mit dem Friedensnobelpreis ausgezeichnet.
Im Jahr 2002 richtete Südkorea zusammen mit Japan die 17. Fußball-Weltmeisterschaft aus. Es war das erste Mal, dass zwei Länder gemeinsam Gastgeber dieser Sportveranstaltung wurden, angesichts der gespannten Beziehungen zu Japan umso bedeutsamer. Der Erfolg der südkoreanischen Fußballnationalmannschaft war eine der großen Überraschungen dieses Turniers, sie belegte den vierten Platz. Die Veranstaltung galt im Allgemeinen als großer Erfolg und verbreitete in der Welt ein positives Bild von der gastfreundschaftlichen koreanischen Bevölkerung.
Aus der Präsidentschaftswahl am 19. Dezember 2002 ging Kim Dae-jungs Parteikollege Roh Moo-hyun als Sieger hervor. Er versuchte, die Politik Kim Dae-jungs gegenüber Nordkorea fortzuführen. Auch Roh reiste kurz vor dem Ende seiner Amtszeit vom 2. bis zum 4. Oktober 2007 zu einem Staatsbesuch nach Nordkorea. Dabei unterzeichnete er zusammen mit dem nordkoreanischen Staatschef Kim Jong-il eine Absichtserklärung, Verhandlungen über einen Friedensvertrag aufnehmen zu wollen. Dieser soll das Waffenstillstandsabkommen zur Beendigung des Koreakriegs von 1953 ersetzen. Darüber hinaus sollte es öfter zu Gipfeltreffen kommen.

### Ab 2007: Bedrohung durch Nordkorea, Koreanische Welle und COVID-19-Pandemie
Unter dem ab 2007 amtierenden konservativen Präsidenten Lee Myung-bak kühlte sich das Verhältnis zwischen beiden Staaten jedoch merklich ab. Lee hatte bereits im Wahlkampf angekündigt, eine härtere außenpolitische Linie gegenüber Pjöngjang zu verfolgen. Durch die Übernahme der ebenfalls konservativen Park Geun-hye 2012 wurde diese Entwicklung fortgesetzt. Im Frühjahr 2013 erreichten die Beziehungen beider Länder daher mit der Nordkorea-Krise 2013 einen erneuten Tiefpunkt.
Die Bewegung für den Rücktritt von Präsidentin Park Geun-hye erreichte 2017 ihre Amtsenthebung wegen Korruption. Ihr folgte im Mai 2017 Moon Jae-in ins Präsidentenamt. Dieser zeigte von Anfang an Dialogbereitschaft mit dem nordkoreanischen Machthaber Kim Jong-un, der im Dezember 2017 nach mehreren Raketentests und einem Atombombentest verkündet hatte, dass Nordkorea die Entwicklung zur Atommacht abgeschlossen habe. Nachdem sich der Konflikt gefährlich zugespitzt hatte, ging Kim Jong-un am 1. Januar 2018 überraschend auf das Angebot Südkoreas ein, sein Land im Februar 2018 an den Olympischen Winterspielen in Pyeongchang teilnehmen zu lassen. Beide Länder einigten sich darauf, hochrangige Treffen fortzusetzen, um den Austausch in verschiedenen Bereichen wiederzubeleben. Medien spekulierten darüber, dass Kim Jong-un auf eine Rücknahme von UN-Sanktionen hoffe oder die Beziehungen zwischen Südkorea und den USA unter Präsident Donald Trump schwächen wolle. Die Beziehungen zwischen beiden Ländern blieben daraufhin für einige Jahre etwas entspannter.

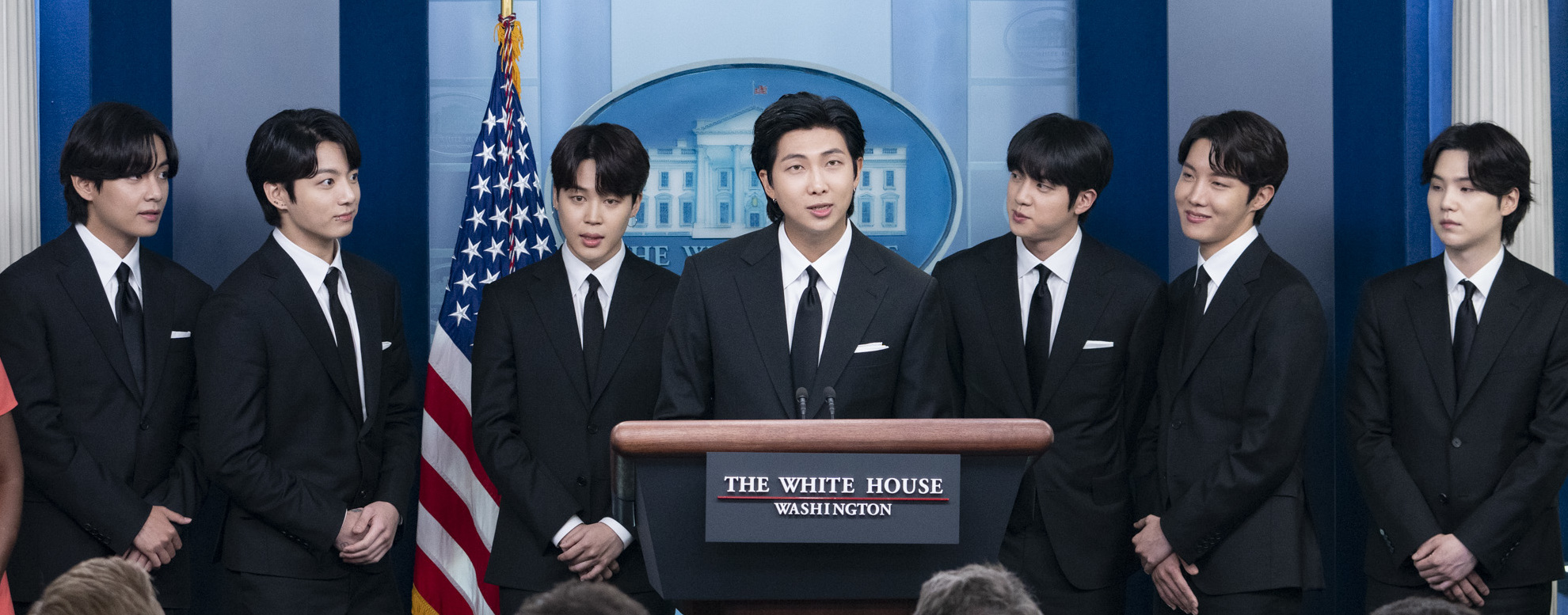
BTS, die erfolgreichste koreanische Band aller Zeiten, bei einer Pressekonferenz im Weißen Haus 2022. Symbolbild für die Koreanische Welle und die damit einhergehende zunehmende internationale Präsenz Südkoreas in den letzten Jahren.

Während der 2010er Jahre stieg die Popularität der zeitgenössischen koreanischen Popkultur weltweit stark an. Dieses Phänomen wird als Koreanische Welle bezeichnet und besteht in Süd-, Südost- und Ostasien schon seit den 1990er Jahren.
Südkorea war zu Beginn der COVID-19-Pandemie das am zweitschwersten betroffene Land nach China, bekam die Situation aber schnell in den Griff, unter anderem durch starke Einschränkungen des öffentlichen Lebens und viele Testungen, aber auch durch die datenschutzrechtlich umstrittene Veröffentlichung von Namen und Adressen von Infizierten. Der Erfolg von Moon Jae-ins sozialliberaler Deobureo-minju-Partei (DMP) in der Eindämmung der Pandemie wurde bei der Parlamentswahl 2020 durch die Bevölkerung bestätigt. 2020 und 2021 hatte Südkorea im weltweiten Vergleich insgesamt nur äußerst geringe Inzidenzzahlen. 2022 lockerte die Regierung die Maßnahmen deutlich und ließ die Omikron-Variante durchlaufen.
2022 verschlechterten sich die Beziehungen zu Nordkorea nach einer Reihe von Raketentests durch Nordkorea deutlich. Südkorea und die USA führten in der Folge ab dem 22. August 2022 das größte Militärmanöver in der Region seit 2017 durch. Nordkorea schrieb daraufhin seine Atomwaffenpolitik gesetzlich fest. 2022 feuerte Nordkorea so viele Raketen in einem Jahr ab wie nie zuvor.

### Politische Staatskrise ab Dezember 2024
Am Abend des 3. Dezember 2024 erklärte der südkoreanische Präsident Yoon Suk Yeol das Kriegsrecht, um seinen Haushalt gegen die Opposition durchzusetzen, die im Parlament die Mehrheit besitzt. Durch das südkoreanische Kriegsrecht wurden alle politischen Aktivitäten, Versammlungen und Kundgebungen verboten. Nach wenigen Stunden hat das Parlament, teilweise nachdem Abgeordnete die Zäune um das von der Polizei abgesperrte Parlamentsgebäude überklettern mussten, das Kriegsrecht einstimmig aufgehoben. Am nächsten Morgen erklärte Präsident Yoon das Kriegsrecht seinerseits für aufgehoben, und das Militär zog sich zurück.
Die Opposition forderte den Rücktritt des Präsidenten und drohte mit einer Amtsenthebung. Mitte Dezember 2024 stimmte das Parlament schließlich mit 204 zu 85 Stimmen bei 8 ungültigen Stimmen sowie 3 Enthaltungen für eine Amtsenthebung Yoon Suk Yeols. Ende Dezember 2024 stimmte das Parlament auch für eine Amtsenthebung des interimistischen Präsidenten Han Duck-soo, ab diesem Zeitpunkt übernahm Choi Sang-mok vorübergehend die Amtsgeschäfte des Präsidenten. Ende März 2025 übernahm Han Duck-soo schließlich wieder die Amtsgeschäfte. Am 4. April 2025 wurde Yoon Suk Yeol schließlich durch das Verfassungsgericht endgültig des Amtes enthoben.
Nach dem Rücktritt Duck-soos im Mai 2025 wurde der bisherige Finanzminister Choi Sang-mok zum Ministerpräsidenten und interimistischen Präsidenten ernannt.
Wenige Stunden nach dem Amtsantritt erklärte Sang-mok wiederum seinen Rücktritt und der bisherige Bildungsminister Lee Ju-ho wurde zum Ministerpräsidenten und interimistischen Präsidenten ernannt.

## Politik

### Politisches System

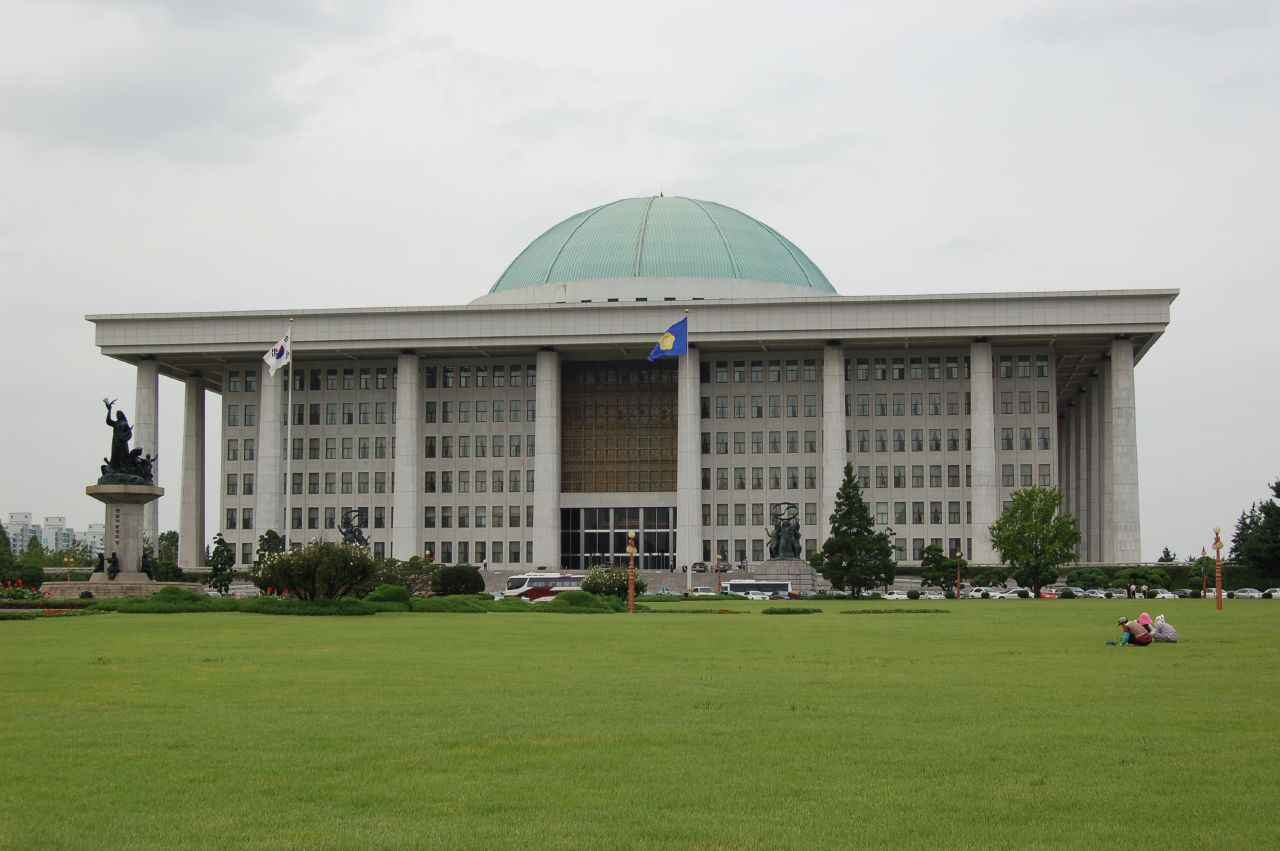
Das Gukhoe-Gebäude

Am 17. Juli 1948 wurde die erste Verfassung Südkoreas beschlossen. Im Zuge der politischen Umwälzungen wurde sie insgesamt neun Mal überarbeitet, zuletzt am 29. Oktober 1987. Diese Überarbeitung war ein wichtiger Schritt zur Demokratisierung des Landes. Unter anderem wurden dabei die Macht des Präsidenten beschränkt und die Befugnisse der Legislative erweitert. Die Menschenrechte waren danach besser geschützt als zuvor. Die derzeit gültige Verfassung umfasst eine Präambel, 130 Artikel und sechs Zusatzbestimmungen. Sie ist in zehn Kapitel unterteilt: „Allgemeine Bestimmungen“, „Rechte und Pflichten der Bürger“, „Nationalversammlung“, „Exekutive“, „Rechtswesen“, „Verfassungsgericht“, „Wahlen“, „Kommunalverwaltung“, „Wirtschaft“ sowie „Verfassungsänderungen“. Sie sichert die Souveränität des Volkes, verfügt die Gewaltentrennung, bekundet Ziele wie die friedliche und demokratische Wiedervereinigung mit Nordkorea, fordert das Streben nach Frieden und zur Zusammenarbeit auf internationaler Ebene ebenso wie die Verpflichtung des Staates, für das Gemeinwohl zu sorgen. Eine Verfassungsänderung erfordert eine Zweidrittelmehrheit in der Nationalversammlung und muss außerdem durch eine einfache Mehrheit einer Volksabstimmung bestätigt werden.
Das Staatsoberhaupt der Republik Korea ist der direkt vom Volk gewählte Präsident. Der Präsident wird für jeweils fünf Jahre gewählt und kann nicht wiedergewählt werden. Er ist der höchste Vertreter der Republik und vertritt diese nach innen und außen. So empfängt er ausländische Diplomaten, verleiht Orden und kann Begnadigungen aussprechen. Er steht auch an der Spitze der Verwaltung und setzt in dieser Funktion von der Nationalversammlung beschlossene Gesetze in Kraft. Er ist Befehlshaber der Armee und kann den Krieg erklären.
Der Premierminister wird vom Präsidenten ernannt. Er leitet die Regierung. Das Kabinett besteht aus mindestens 15 und höchstens 30 Mitgliedern, es wird ebenfalls vom Präsidenten zusammengestellt. Sowohl Premierminister als auch Kabinettsmitglieder müssen vom Parlament bestätigt werden. Das südkoreanische Parlament hat nur eine Kammer und wird Gukhoe (Nationalversammlung) genannt. Die Parlamentarier werden für vier Jahre gewählt. Das Parlament besteht aus 300 Abgeordneten, die durch ein Grabenwahlsystem bestimmt werden: 243 werden durch Sieg in ihren Wahlkreisen direkt gewählt, die übrigen 56 Sitze werden unter denjenigen Parteien verteilt, die mindestens 3 % der Stimmen erhalten haben. Die letzte Parlamentswahl fand am 10. April 2024 statt. Stand 25. Juli 2025 setzt sich die Nationalversammlung der Südkorea wie folgt zusammen: Von insgesamt 300 Sitzen hält die Deobureo-minju-Partei (더불어민주당) 167 Sitze, die Gungminui-him (국민의힘) 107 Sitze, die Jogug-hyeogsin-dang (조국혁신당) 12 Sitze, die Jinbo-Partei (진보당) 4 Sitze, die Reformpartei (개혁신당) 3 Sitze, die Gibonsodeuk-Partei (기본소득당) 1 Sitz und die Sozialdemokratische Partei (사회민주당) 1 Sitz. Die verbleibenden 3 Sitze werden von parteilosen Abgeordneten gehalten.
Ein weiteres wichtiges Organ im System Südkoreas ist das Verfassungsgericht. Es überwacht die Arbeit der Regierung und entscheidet im Falle von Misstrauensanträgen und Ähnlichem. Das Gericht besteht aus neun Obersten Richtern: Der Präsident persönlich ernennt drei Richter für den obersten Gerichtshof; das Parlament bestimmt weitere drei Richter, muss diese aber vom Präsidenten bestätigen lassen; die letzten drei Richter werden vom Vorsitzenden des Obersten Gerichtshofs ernannt. Wie auch in Deutschland und Österreich bspw. kann nur das Verfassungsgericht Normen für verfassungswidrig erklären. Ein Vorteil in Südkorea ist die hohe Zugänglichkeit des Verfassungsgerichts: Im Vergleich zu Deutschland bspw. gibt es kaum Hürden, eine Verfassungsbeschwerde einzulegen.

### Parteienlandschaft

Parteienlandschaft seit 1948

Südkoreas Parteilandschaft ist sehr dynamisch. Es werden häufig neue Parteien gegründet, alte Parteien aufgeteilt, bestehende Parteien fusioniert oder Parteien umbenannt. Insbesondere vor der Präsidentschaftswahl sowie vor der Parlamentswahl kommt es zu den zuvor genannten Ereignissen. Häufig stehen bestimmte politische Faktionen hinter Spitzenpolitikern, die je nach Lage sich mit anderen Politikern zusammenschließen oder eben getrennte Wege gehen. Die Partei, mit der längsten Lebenszeit war die konservative Freiheitspartei mit knapp über 22 Jahren. Dennoch nehmen diese neu gegründeten Parteien häufig Bezug auf die Politik nicht mehr existierender Parteien. Die 2014 gegründete Gemeinsame Demokratische Partei beschreibt sich selbst als Nachfolger der Demokratischen Partei, die von 1955 bis 1963 existierte.
Die Parteien werden häufig in die drei Hauptkategorien „konservativ“ (보수주의, bosujuui), „demokratisch“ (민주주의, minjujuui) und „progressiv“ (진보주의, jinbojuui) eingeteilt. Meist gibt es eine starke konservative Partei und eine starke demokratische Partei. Die demokratischen Parteien haben sich als Gegenpol zu den konservativen Parteien etabliert, die die meiste Zeit die Regierung stellten. Manchmal werden die demokratischen Parteien auch dem progressiven Lager zugerechnet. Die demokratischen Parteien sind eher mitte-links oder links-liberal, enthalten aber auch häufig linke und konservative Mitglieder. Unter den progressiven Parteien werden klassische sozialdemokratische Arbeiterparteien und sozialistische Parteien zusammengefasst.
Progressivismus im Allgemeinen bezieht sich auf verschiedene progressive Ideen wie Marxismus, demokratischem Sozialismus, Sozialdemokratie und Linksnationalismus. Unmittelbar nach der Befreiung wurde der Progressivismus von den verschiedenen sozialdemokratischen und kommunistischen Organisationen vertreten, verschwand aber praktisch infolge ihrer Unterdrückung, während der Ersten Republik und dem Koreakrieg. In den 1970er Jahren trat der Progressivismus in Korea als Hauptachse für die Wiedervereinigung in Erscheinung. Innerhalb der Studentenbewegungen kam es in den 80ern zu einer Reihe an Sozialkonstruktdebatten (사회구성체 논쟁, sahoeguseongche nonjaeng).
Es bildeten sich die Zivildemokratische Revolution (시민 민주 혁명, kurz CDR), die Nationaldemokratische Revolution (민족 민주 혁명, kurz NDR) und die Volksdemokratische Revolution (민중 민주 혁명, kurz PDR). Die NDR nahm die Mainstream-Stellung der Bewegung an und entwickelte sich Mitte der 80er zur Nationalen Befreiung und Volksdemokratischen Revolution (민족해방민중민주주의혁명, kurz NLPDR). Sie stützte sich auf die Theorie der nationalen Befreiung und der Volksdemokratischen Revolution (민족해방민중민주주의혁명론), laut der die Republik Korea sich in halbkolonialen Zuständen unter der Vorherrschaft der Vereinigten Staaten befindet. Infolge der scheinbaren Billigung des Militärputsches des 12. Dezember 1979, der blutigen Niederschlagung des Gwangju-Aufstandes und der Unterdrückung des existierenden „bürgerlich-liberaldemokratischen Systems“ durch die zuvor als „Freiheitsfreund“ gesehenen USA formierten sich anti-amerikanische Studentengruppierungen an den Universitäten, unter anderem auch die mit der NLPDR rivalisierende Juche-Fraktion. Aus der NLPDR 1986 wurde die Gruppe der Konstituierenden Versammlung (제헌의회그룹) gegründet, welche die Ansicht vertrat, dass eine Konstituierende Versammlung einberufen werden müssen, um das faschistische Militärregime zu stürzen. Die Studentenbewegung spaltete sich später aufgrund inhaltlicher Streitigkeiten in zwei Hauptströmungen, Nationale Befreiung (민족해방, minjokhaebang) und Volksdemokratie (민중민주파, minjungminju).
Die Nationale Befreiung, oder auch kurz, NL (National Liberation), betrachtet die Spaltung des Landes als einen „nationalen Widerspruch“, das Vorrang über dem marxistischen Klassenwiderspruch habe. Sie vertritt insbesondere Demokratisierung, Antiimperialismus, Wiedervereinigung und Antifaschismus.
Die PD-Fraktion (Peoples Democracy) räumte dem Klassenkampf, dem „Klassenwiderspruch“, Vorrang ein, identifizierte die Arbeiterklasse als den wichtigsten revolutionären Akteur und konzentrierte sich auf Arbeiterbewegungen, um die Kapitalistenklasse herauszufordern. Im Gegensatz dazu verfolgte die NL-Fraktion einen linksnationalistischen Ansatz und betrachtete das koreanische Volk – sowohl den Norden als auch den Süden – als den wichtigsten revolutionären Akteur. Sie argumentierten, dass die Vereinigung des koreanischen Volkes zum Widerstand gegen den amerikanischen Imperialismus Vorrang vor der Auseinandersetzung mit internen Klassenkämpfen haben sollte.
Nach dem Zusammenbruch der Sowjetunion 1991 schwenkte die Nationale Befreiung auf eine Position ein, die auf politischem Liberalismus und Linksnationalismus basierte, während sich die Volksdemokratie auf die Verteidigung des europäischen Modells der Sozialdemokratie konzentrierte. Einige progressive Kräfte haben sich an die Bewegungstheorie der 1980er Jahre gehalten.

### Politische Indizes
| Name des Index                     | Indexwert    | Weltweiter Rang | Interpretationshilfe | Jahr |
| ---------------------------------- | ------------ | --------------- | --- | ---- |
| Fragile States Index               | 29,8 von 120 | 161 von 179     | Stabilität des Landes: nachhaltig 0 = sehr nachhaltig / 120 = sehr alarmierend Rang: 1 = fragilstes Land / 179 = stabilstes Land | 2024 |
| Demokratieindex                    | 7,75 von 10  | 32 von 167      | Unvollständige Demokratie 0 = autoritäres Regime / 10 = vollständige Demokratie                                                  | 2024 |
| Freedom in the World Index         | 83 von 100   | —               | Freiheitsstatus: frei 0 = unfrei / 100 = frei                                                                                    | 2024 |
| Rangliste der Pressefreiheit       | 64,1 von 100 | 61 von 180      | Erkennbare Probleme für die Pressefreiheit 100 = gute Lage / 0 = sehr ernste Lage                                                | 2025 |
| Korruptionswahrnehmungsindex (CPI) | 64 von 100   | 30 von 181      | 0 = sehr korrupt / 100 = sehr sauber                                                                                             | 2024 |

### Menschenrechtssituation
In Südkorea ist die Todesstrafe offiziell erlaubt, wird aber seit etwa 1997 de-facto nicht praktiziert. Im Dezember 2007, nach einem Jahrzehnt ohne Hinrichtungen, hat Amnesty International Südkorea als Staat eingestuft, der die Todesstrafe zwar nicht per Gesetz, aber in der Praxis abgeschafft hat. Seit 1998 hält man ein inoffizielles Hinrichtungsmoratorium ein, weswegen keine Todesstrafen mehr vollstreckt werden. Die Todesstrafe wird gesetzlich aufgrund der angespannten Lage mit Nordkorea weiterhin beibehalten. Im Jahr 2006 wurde eine Person zum Tode verurteilt, nach Angaben von Amnesty International saßen im Juni 2006 63 zum Tode verurteilte Gefangene in südkoreanischen Gefängnissen ein. Es gibt zunehmende Bestrebungen, die Todesstrafe abzuschaffen. Zwar wird die Abschaffung von der Bevölkerung mehrheitlich abgelehnt, jedoch haben im Dezember 2004 175 der 299 Mitglieder des Parlaments einen Gesetzesvorschlag gegen die Todesstrafe unterschrieben. Anfang 2006 gab das Justizministerium bekannt, eine Studie über die Folgen der Abschaffung vornehmen zu wollen. Der oberste Gerichtshof entschied, dass die Todesstrafe mit der Verfassung vereinbar sei, ihre Abschaffung fällt aber in die Zuständigkeit der Legislative.
Jedes Jahr leisten mehrere Hundert dem Einberufungsbefehl nicht Folge und werden daraufhin zu mindestens 18 Monaten Haft verurteilt. Von 1950 bis 2013 waren deshalb allein 17.840 Zeugen Jehovas mindestens 18 Monate im Gefängnis. Das Verfassungsgericht hatte erst 2011 die Vorschläge für einen alternativen Ersatzdienst abgelehnt und die allgemeine Wehrpflicht für verfassungskonform erklärt. Wenngleich offenbar eine Tendenz kürzerer Haftstrafen zu beobachten war, erhielten Kriegsdienstverweigerer aus Gewissensgründen weiterhin einen Eintrag ins Vorstrafenregister, was ihre Chancen auf dem Arbeitsmarkt minderte. Sechs Bezirksrichter, die bei ihren Entscheidungen Bedenken hatten, legten mehrere Fälle, in denen es um Wehrdienstverweigerer aus Gewissensgründen geht, erneut dem Verfassungsgericht vor.

### Außen- und Sicherheitspolitik

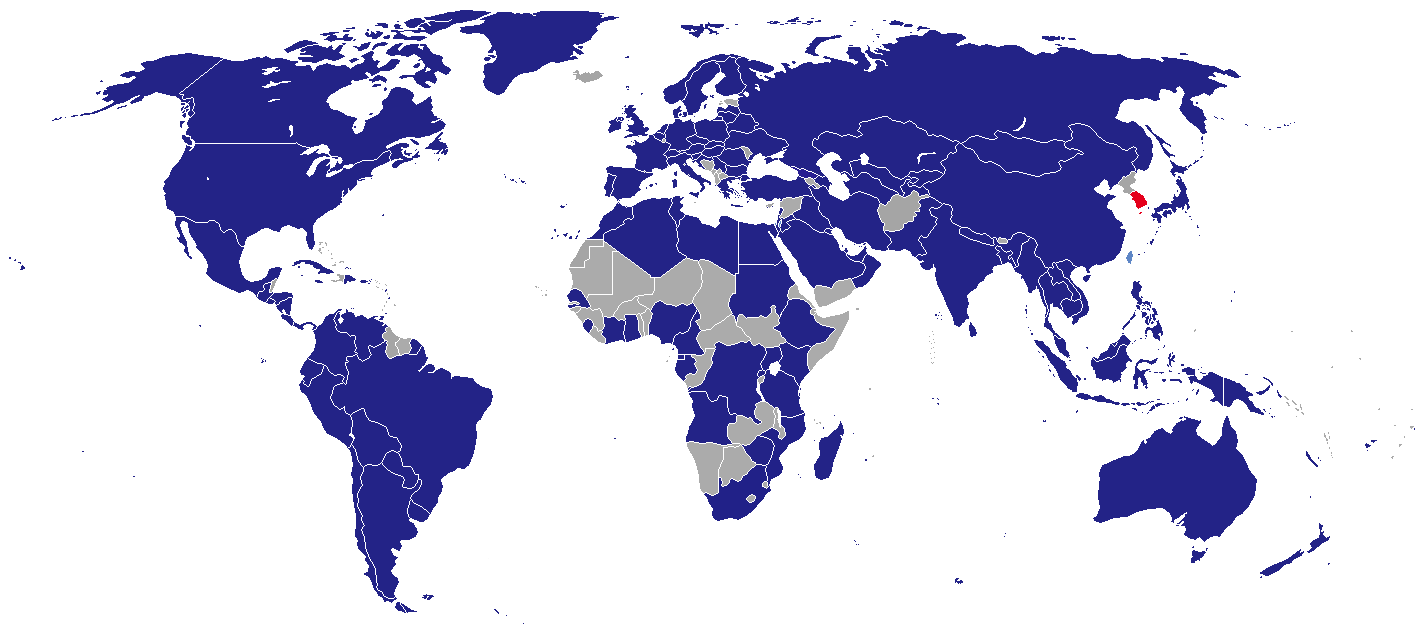
Staaten mit diplomatischen Vertretungen aus Südkorea

Südkorea pflegt zu den meisten Staaten der Erde gute bis sehr gute Beziehungen. In einem direkten Konflikt befindet sich Südkorea lediglich mit Nordkorea. Die Bedrohung durch Nordkorea ist der Hauptgrund für die intensive Verteidigungs- und Sicherheitspolitik Südkoreas.

#### Beziehungen zu Nordkorea

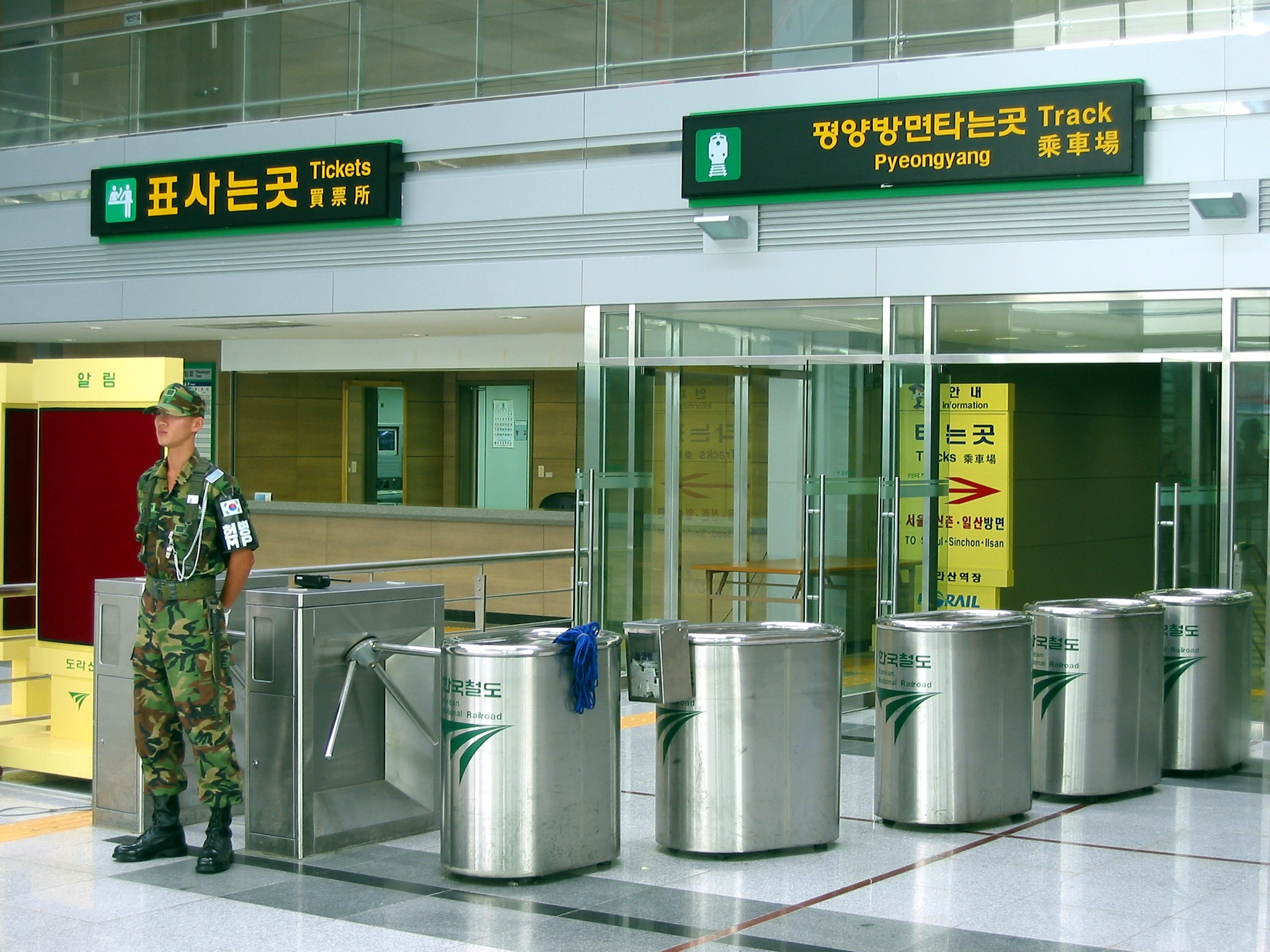
Dorasan: Der Zugang zu den Gleisen nach Pjöngjang ist abgesperrt.

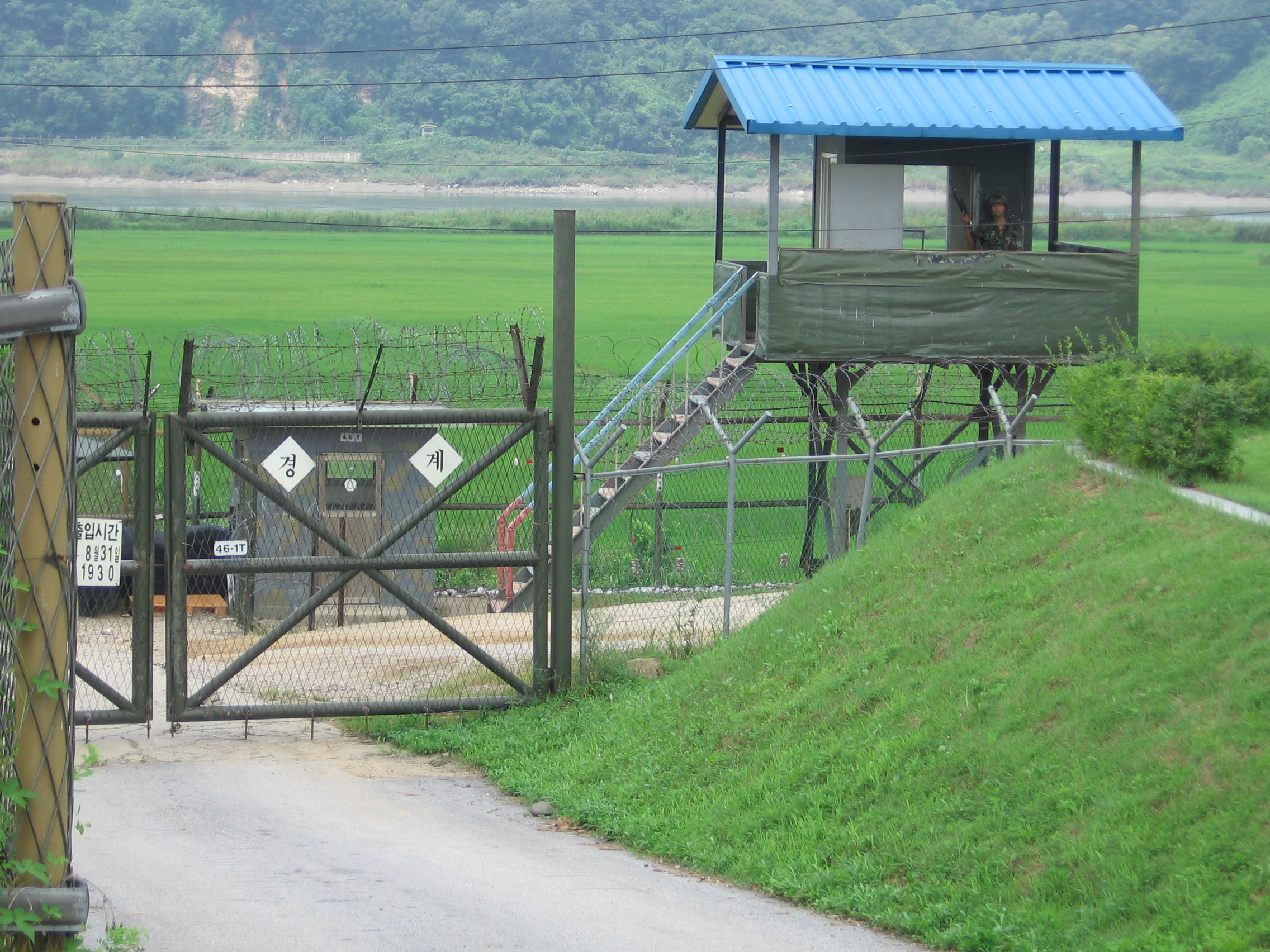
Eine bewachte Abzäunung einige Kilometer vor der demilitarisierten Zone

Diese Flagge wird bei gemeinsamen Auftritten von Nord- und Südkorea benutzt, wie bei den Olympischen Sommerspielen 2004.

Die Beziehungen zu Nordkorea haben sich, nach einer Zeit der Entspannung um das Jahr 2000, in den letzten Jahren wieder deutlich verschlechtert.
Nach dem Ende des Koreakrieges war die Angst vor einer erneuten Invasion des Nordens sehr groß. Noch in den 1980er Jahren wurden regelmäßig Probealarme exerziert, die das gesamte öffentliche Leben miteinbezogen. Vor dem Hintergrund der terroristischen Aktivitäten des Nordens war dies nachvollziehbar. Im Oktober 1983 verübten nordkoreanische Agenten ein Attentat auf eine südkoreanische Regierungsdelegation in der damaligen burmesischen Hauptstadt Rangun. Präsident Chun Doo-hwan überlebte, der Außenminister und 16 andere Südkoreaner wurden getötet. 1988 platzierte der nordkoreanische Geheimdienst eine Bombe in einem südkoreanischen Passagierflugzeug, das daraufhin über dem Indischen Ozean explodierte. 115 Menschen wurden dabei getötet. Dass ein erneuter Krieg nicht unwahrscheinlich war, zeigen Tunnel von mehreren Kilometern Länge, die von Nordkorea aus unter der Demilitarisierten Zone hindurch getrieben wurden. Diese auf südkoreanischer Seite noch verdeckten Tunnel sollten es im Kriegsfall ermöglichen, rasch und unbemerkt Infanterie in das südkoreanische Hinterland einzuschleusen. Es wurden insgesamt vier Tunnel entdeckt, die Existenz noch weiterer wird vermutet. Mit dem Ende der Militärdiktatur im Jahre 1988 und mit dem wirtschaftlichen Abstieg Nordkoreas ließ die Angst vor einer erneuten Invasion aber mehr und mehr nach. Da nach dem Koreakrieg nur ein Waffenstillstandsabkommen geschlossen wurde, befinden sich beide Staaten aber offiziell noch im Kriegszustand miteinander.
Kim Dae-jung gelang es, einige gemeinsame Projekte mit dem Norden zu begründen. So gibt es das Industriegebiet Kaesŏng auf nordkoreanischer Seite, in dem südkoreanische Firmen mit nordkoreanischen Arbeitskräften produzieren. Auch die Gyeongui-Linie, eine Eisenbahnstrecke von Seoul über Pjöngjang nach Sinŭiju an der chinesischen Grenze, wurde wiederhergestellt, sie verkehrt allerdings vorerst nur von Seoul bis zur innerkoreanischen Grenze. Im Jahr 2000 kam es zu einem historischen Treffen zwischen dem damaligen südkoreanischen Präsidenten Kim Dae-jung und dem nordkoreanischen Machthaber Kim Jong-il in Pjöngjang. Doch musste Kim Dae-jung im Jahr 2002 eingestehen, im Vorfeld des Treffens rund 100 Millionen Dollar an die nordkoreanische Regierung gezahlt zu haben.
Die Politik und das Leben in Südkorea wurden in der Vergangenheit in großem Maße von der Angst vor einer neuen Invasion durch Nordkorea bestimmt. In den letzten Jahren nahm die Angst deutlich ab. Trotzdem ist es Südkoreanern durch das Nationale Sicherheitsgesetz (국가 보안법, 國家 保安法, gukga boanbeop) verboten, Kontakt nach Nordkorea aufzunehmen. Nordkorea darf in der Öffentlichkeit nicht gelobt oder für dieses geworben werden. Das Gesetz wurde am 1. Dezember 1948 beschlossen, 1963 und 1980 geändert und ist in Kraft. Es wurde vor der Demokratisierung als „Gummiparagraph“ zur Unterdrückung politischer Opposition missbraucht, denn es ist inhaltlich sehr unbestimmt, und sieht schon für regierungsfeindliche Äußerungen, Besitz und Weitergabe regierungsfeindlichen Materials, Mitgliedschaft in regierungsfeindlichen Organisationen und Nichtanzeige derartiger Straftatbestände Strafen bis hin zur Todesstrafe vor. Das Verfassungsgericht hat das Gesetz im August 2004 überprüft und für verfassungskonform erklärt, die Nationale Menschenrechtskommission im September desselben Jahres hingegen deren Abschaffung empfohlen. Präsident Roh sprach sich gleichfalls für seine Abschaffung aus. Der deutsche Staatsbürger und Exilkoreaner Song Du-yul wurde im März 2004 auf Grund des Gesetzes zu sieben Jahren Haft verurteilt, die in der nächsten Instanz in eine Bewährungsstrafe umgewandelt wurde. Nach Informationen von Amnesty International waren im Dezember 2004 mindestens neun Personen auf Grund dieses Gesetzes inhaftiert, sechs von ihnen Mitglieder der verbotenen pro-nordkoreanischen Studentenorganisation Hanchongnyeon.
Zu Beginn seiner Amtszeit äußerte Präsident Roh Moo-hyun, er könne eher mit einem atomar bewaffneten Nordkorea leben als mit einem kollabierenden Norden. Diese Aussage musste er zwar als politische Inkorrektheit zurücknehmen, aber er dürfte damit die Einstellung vieler Südkoreaner wiedergegeben haben. Zudem gibt es Zweifel, ob die beiden Staaten nicht schon zu lange voneinander getrennt sind. Während im geteilten Deutschland immerhin noch zum Teil gegenseitige Besuche, Briefkontakte und Telefongespräche stattfanden, sind die beiden koreanischen Staaten praktisch vollständig voneinander isoliert. Abgesehen von einigen wenigen Familientreffen in den letzten Jahren gab es keinerlei Kontakte; die meisten Familien wissen nicht einmal, ob ihre im anderen Staat wohnenden Verwandten überhaupt noch leben.
Die Beziehungen zwischen den beiden Ländern kühlten allerdings nach der Wahl des ehemaligen Präsidenten Lee Myung-baks wieder ab. Nach dem Untergang des Kriegsschiffes Cheonan im März 2010, für dessen Versenkung Nordkorea verantwortlich gemacht wurde, stellte Südkorea den Handel mit dem nördlichen Nachbarn ein und erklärte, dass es den UN-Sicherheitsrat anrufen werde. Nordkorea brach daraufhin alle Beziehungen ab, versetzte seine Truppen in Kampfbereitschaft und kündigte ein Sicherheitsabkommen, das bewaffnete Auseinandersetzungen verhindern sollte. Zudem sollten alle Südkoreaner aus der Industrieregion Kaesŏng ausgewiesen werden.
Die Spannung auf der Koreanischen Halbinsel erreichte durch einen Artilleriebeschuss der Insel Yeonpyeong nahe der inoffiziellen Seegrenze durch nordkoreanische Einheiten am 23. November 2010 einen vorläufigen Höhepunkt. Für erneute Spannung sorgte ein nordkoreanischer Atomwaffentest im Februar 2013, der die Verhängung von UN-Sanktionen gegen das Land zur Folge hatte. Als Reaktion auf die Sanktionen kündigte Nordkorea am 8. März 2013 den Nichtangriffspakt auf, was die Wahrscheinlichkeit eines Krieges wieder in den Vordergrund rücken lässt.
Die Wiedervereinigung mit dem Norden bleibt politisch ein aktuelles Thema; die Erfahrungen der deutschen Wiedervereinigung haben Befürchtungen geweckt, dass Südkorea die Kosten nicht würde tragen können, selbst wenn das nominale Bruttoinlandsprodukt Südkoreas mittlerweile das dreizehntgrößte der Welt ist. In Nordkorea leben 26,1 Millionen Einwohner auf einer Fläche von 122.762 km², im Süden sind es 51,8 Millionen Einwohner auf einer Fläche von 99.392 km². Wegen des im Vergleich zur DDR viel stärkeren Gewichts des anderen Staates, nach Fläche wie nach Bevölkerungszahl, wären voraussichtlich noch höhere Transferzahlungen zu leisten als nach der Wiedervereinigung Deutschlands.

#### Beziehungen zu den USA
Leitlinie der südkoreanischen Außenpolitik ist die strategische Partnerschaft zu den Vereinigten Staaten, wegen der gemeinsamen Wahrnehmung Nordkoreas als Bedrohung. Die Vereinigten Staaten sehen Südkorea als einen ihrer wichtigsten Verbündeten überhaupt und vergeben dorthin große Beträge an sogenannter „militärischer Entwicklungshilfe“. Südkorea steht seit 1989 auf der Liste der Major non-NATO ally und gehört damit zu den engsten diplomatischen, militärischen und strategischen Partnern der USA außerhalb der NATO. Die USA haben in Südkorea große Truppenkontingente stationiert.

#### Beziehungen zu China
Seit der Aufnahme diplomatischer Beziehungen zur Volksrepublik China im Jahre 1992 entwickeln sich insbesondere die Wirtschaftsbeziehungen dynamisch. China ist Südkoreas größter Handelspartner, der bedeutendste Absatzmarkt und ein wichtiger ausländischer Produktionsstandort. Die Zustimmung Südkoreas im Jahr 2017 zur Errichtung des Raketenabwehrsystems THAAD (Terminal High Altitude Area Defense) des amerikanischen Militärs im südkoreanischen Landkreis Seongju sorgte für ein angespanntes Verhältnis mit China. Ein Grund, weshalb THAAD so viel Kritik aus China erfuhr, ist, dass die Anlage in der Lage sein soll, Informationen über chinesische Raketen zu liefern. Südkorea und der militärische Verbündete USA begründeten die Installation mit der Bedrohung durch Nordkorea. Nachdem Südkorea 2016 ankündigte, man wolle dem Vorschlag der USA folgen und dem Raketenabwehrsystem zustimmen, erhob China Sanktionen gegen Südkorea, in der Hoffnung, die südkoreanische Regierung wurde von ihrem Plan abrücken. Der Disput zwischen Südkorea und China hielt 18 Monate an, einige südkoreanischen Unternehmen in China litten darunter und K-Pop-Stars mussten ihre Konzerte absagen. Im Oktober 2017 vereinbarten beide Staaten, die Beziehungen wieder zu normalisieren. Allerdings blieb das Verhältnis angespannt und China beobachtet kritisch die amerikanische militärische Präsenz in Südkorea. Der Balanceakt Südkoreas zwischen den USA und China ist zu einem wichtigen Politikum und Wahlthema geworden.

#### Beziehungen zu Japan
Auch nach fast 80 Jahren nach der Unabhängigkeit von Japan sind die Beziehungen noch immer belastet. Trotz ihrer geographischen Nachbarschaft stellte Südkorea aufgrund wirtschaftlicher Erwägungen als auch mutmaßlicher Sympathien des damaligen Präsidenten erst im Jahr 1965 erstmalige diplomatische Beziehungen zu Japan her, gegen Protest der damaligen Demokratie- und Studentenbewegungen. Das Embargo auf japanische Kultur- (e.g. Cartoons, Comics und Seifenopern) und sonstige Exportgüter blieb bis 1997 bestehen.
Ein Großteil der Koreaner hat bis heute eine negative Haltung gegenüber Japan. Hauptgrund ist die mangelnde Aufarbeitung der Verbrechen der Besatzungszeit als auch der offenbar fehlende Mangel an jeglicher Reue der japanischen Regierung, die seit 1955 hauptsächlich von der rechtskonservativen, teils rechtsnationalistischen LDP gestellt wurde. Offizielle Geschichtsbücher in Japan stellen die Eingliederung Koreas in das Japanische Kaiserreich sehr einseitig dar, so werden vor allem Narrativen über die Verbesserungen der Infrastruktur und Industrie betont, während die versuchte vollständige Zwangsassimilierung der Koreaner und das Verbot ihrer Sprache verschwiegen werden. Viele Japaner sind sich daher der Geschehnisse der Vergangenheit kaum bewusst und verstehen die Gründe für die Anfeindungen aus Südkorea nicht.
Das Thema der „Trostfrauen“, Sexsklavinnen, die während der Kriegsjahre zur Bedienung des japanischen Militärs gezwungen wurden, zusammen mit der Frage der Zwangsarbeit von Koreanern während des Zweiten Weltkriegs, gehört zu den emotional aufladenden Fragen, die aus Japans kolonialer Herrschaft über die koreanische Halbinsel von 1910 bis 1945 resultieren und die koreanisch-japanischen Beziehungen bis heute belasten.
Am 10. August 2010 entschuldigte sich der japanische Ministerpräsident Naoto Kan bei Südkorea für die Kolonialherrschaft seines Landes von 1910 bis 1945. Damit sei auch die Hoffnung auf eine Verbesserung der südkoreanisch-japanischen Beziehungen verbunden. Kan wurde daraufhin von der japanischen Rechten als auch von Shinzo Abe kritisiert.
Am 28. Dezember 2015 schlossen Japan und Südkorea ein Abkommen, mit dem beide Staaten den Streit um die „Trostfrauen“ endgültig beilegen wollten. Die „Trostfrauen-Vereinbarung“ der damaligen südkoreanischen Präsidentin Park Geun-hye und dem japanischen Premierminister Shinzo Abe zielte darauf ab, das Problem ein für alle Mal zu lösen. Sie sah die Gründung einer Stiftung in Korea mit einer Zahlung von 1 Milliarde Yen (etwa 8 Millionen Dollar) aus Japan vor, um überlebenden Opfern und ihren Familien zu helfen. Doch die Vereinbarung wurde von vielen Koreanern als unzureichend und übereilt kritisiert und später von Parks Nachfolger Moon Jae-in 2018 für ungültig erklärt.
In einer Anfang März 2023 von Gallup Korea durchgeführten Umfrage stimmten überwältigende 85 Prozent der koreanischen Befragten der Vorstellung nicht zu, dass „Japan seine Vergangenheit bereut“, während zwei Drittel der Koreaner in einer anderen Umfrage sagten, dass sie mit einer „indirekten Entschuldigung Japans“ über den hauptsächlich von Korea unterstützten Fonds nicht einverstanden seien. Laut einer Umfrage aus dem Jahr 2015 durchgeführt zusammen von der Dong-a Ilbo und der Asahi Shimbun antworteten bei der Frage „Do you believe Japan has sufficiently repented over its colonial rule over Korea?“ 96 Prozent der koreanischen Befragten mit „Nein“, 8 Prozent mit „Ja“ und 3 Prozent mit „Sonstige“. In Japan waren es 65 Prozent „Ja“, 20 Prozent „Nein“ und 15 Prozent „Sonstige“.
Für die Koreaner deutet nicht nur der Wortlaut der offiziellen japanischen Entschuldigungen um ein unaufrichtiges Eingestehen von Fehlverhalten, sondern auch das Verhalten ihres Nachbarn scheint das Gegenteil von Reue zu zeigen. Die Entschuldigungen seien zumeist gefolgt von widersprüchlichen Handlungen und Aussagen, um die Wählerschaft zu befriedigen.
Abe versuchte 2014 die 1993 „Kono-Erklärung“ des damaligen Kabinettsekretärs Yōhei Kōno, die erstmals die Rolle der japanischen kaiserlichen Armee bei der Rekrutierung von „Trostfrauen“ und die Errichtung militärischer Bordelle anerkannte, in denen diese Frauen zum Dienst gezwungen wurden, zu revidieren.
Die französisch-deutsche Partnerschaft wird oft als Vorbild für zukünftige koreanisch-japanische Beziehungen gesehen.

#### Beziehungen zu Deutschland
Die ersten bilateralen Beziehungen auf einer formalen Ebene wurden am 26. November 1883 mit der Unterzeichnung des „Deutsch-Koreanischen Handels-, Schiffahrts- und Freundschaftsvertrags“ gelegt. Mit dem Japan-Korea-Protektoratsvertrag von 1905 verlor Korea seine Souveränität und die Auslandsvertretung und -repräsentation wurden an Japan übertragen; die diplomatischen Geschäfte der zwischenzeitlich in Korea eingerichteten deutschen Ministerresidentur gingen an die Deutsche Gesandtschaft in Tokio über, wodurch die diplomatischen Beziehungen zwischen Deutschland und Korea endeten. Nach Ende des Zweiten Weltkrieges waren Deutschland durch das Besatzungsstatut der Siegermächte rechtliche Schranken gesetzt. Durch die Pariser Verträge und ihre Ratifizierung am 5. Mai 1955 erhielt Deutschland seine staatliche Souveränität wieder. Damit war der Weg für die Aufnahme der diplomatischen Beziehungen mit dem 1948 gegründeten Südkorea frei und der Austausch zwischen den beiden Staaten wurde auf staatlicher Ebene aufgenommen.
Im Jahr 1961 belief sich die deutsche Entwicklungshilfe für Südkorea auf insgesamt 75 Millionen DM. Mit rund 35 Millionen DM sollte ein Großteil der Entwicklungshilfe für den Ausbau des Fernsprechwesens finanziert werden. Etwa 20,72 Millionen DM sollte in den Ausbau der staatlichen Kohlengruben investiert werden. Neben der monetären Unterstützung sah die Bundesrepublik einen weiteren Beitrag zur Entwicklungshilfe in Südkorea vor. Eine Vereinbarung über ein „Programm zur vorübergehenden Beschäftigung [süd]koreanischer Bergarbeiter“ trat durch einen Notenwechsel zwischen der Bundesrepublik und der Republik Korea am 16. Dezember 1963 in Kraft. So wurde die Bundesregierung allmählich von der Idee überzeugt, südkoreanische Bergarbeiter unter dem Deckmantel der „technischen Entwicklungshilfe“ nach Deutschland anzuwerben. Die Anwerbepolitik richtete sich eigentlich gezielt auf südeuropäische und damit kulturell nahe „Gastarbeiter“ aus dem Mittelmeerraum. Am 21. Dezember bestiegen 247 südkoreanische Männer ein Flugzeug am Flughafen Gimpo, das sie nach Deutschland brachte. Es war die erste südkoreanische Delegation, die in deutschen Bergwerken arbeitete. Die Zahl der von 1962 bis 1977 ausgewanderten Gastarbeiter südkoreanischer Nationalität betrug etwa 8.000, weitere 10.000 Frauen wanderten in derselben Zeit nach Deutschland aus, um in Krankenhäusern zu arbeiten.
Die heutige Beziehung gilt als positiv. Beide Staaten kooperieren auf der internationalen Bühne im Sinne von Freiheit und Demokratie. Seit der Koreanischen Welle wird koreanische Kultur in Deutschland immer bekannter.

### Militär

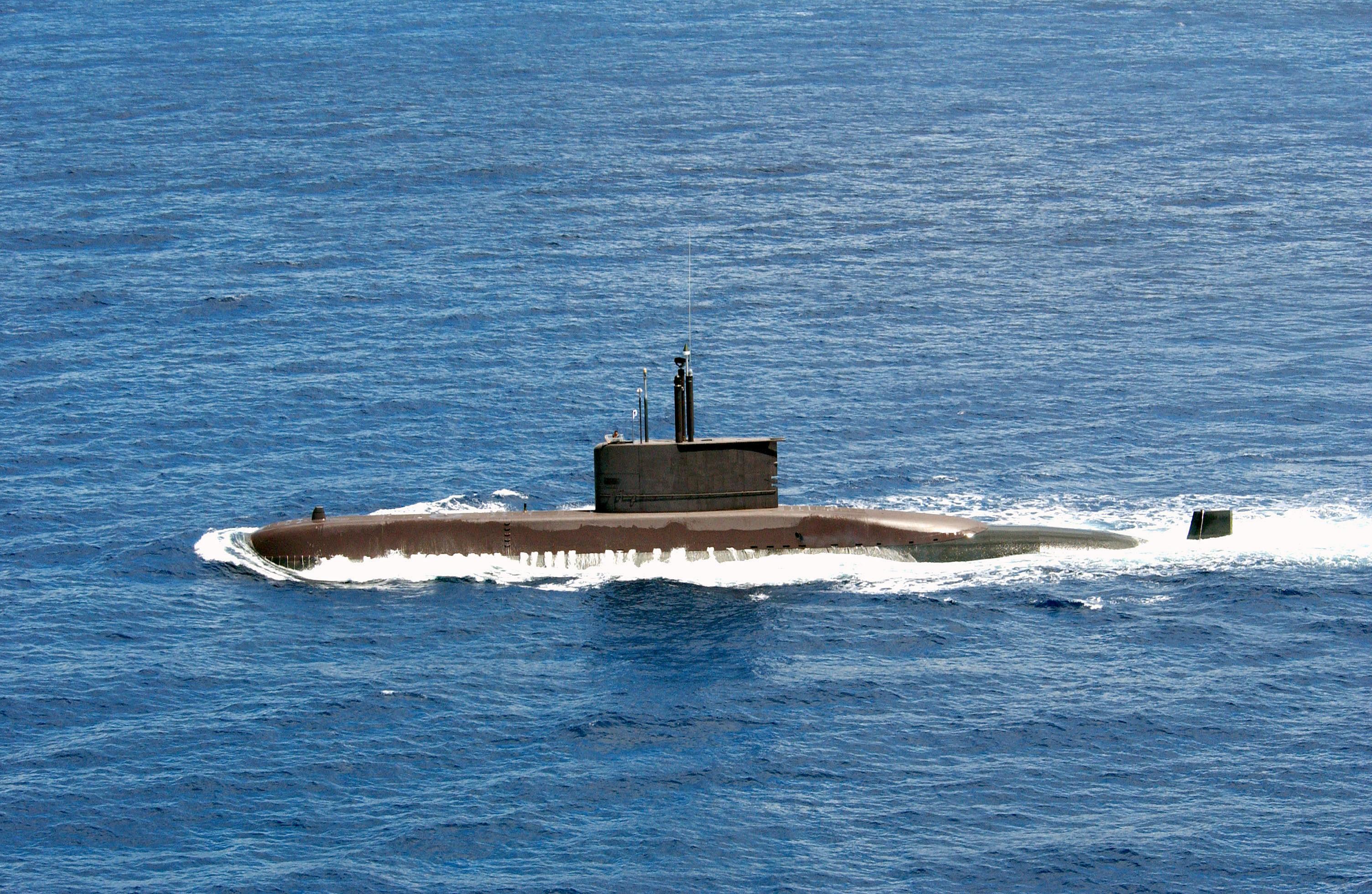
Das südkoreanische U-Boot Chang Bogo (U-Boot-Klasse 209), 2005

Die Streitkräfte der Republik Korea verfügen über knapp 685.000 Männer und Frauen in vier Teilstreitkräften und zwei paramilitärischen Organisationen, deren strategisches Kernstück das Heer ist. Damit leistet sich das Land das fünft- bis siebtgrößte Militär der Welt. Auch die anderen Staaten Ostasiens haben „starke“ Streitkräfte, gemessen an der Zahl der Soldaten (Volksrepublik China, Nordkorea), ihrem Verhältnis zur Bevölkerungszahl (Nordkorea, Republik China) oder an der Größe des Verteidigungshaushaltes (Japan, Nordkorea, Volksrepublik China). In Südkorea sieht man sich am meisten durch Nordkorea bedroht. Südkorea gab 2017 knapp 2,6 Prozent seiner Wirtschaftsleistung oder 39,2 Mrd. Dollar für seine Streitkräfte aus und lag damit weltweit auf Platz 10.
Das Oberkommando (OPCON, operational control) über die südkoreanischen Streitkräfte wurde beim Ausbruch des Koreakrieges 1950 an die USA übergeben. 1978 wurde die Befehlsgewalt an die Combined Forces Command (CFC) übertragen. Seit 1994 liegt die Befehlsgewalt in friedlichen Zeiten beim Republic of Korea Joint Chiefs of Staff (ROK JCS). Im Kriegsfall (wartime OPCON) liegt diese bei den USA. Nach einem ursprünglichen Beschluss vom Februar 2007 sollte es auch im Kriegsfall ab dem 17. April 2012 an Südkorea fallen. Der Zeitpunkt der Übergabe war jedoch fortlaufender Diskussionsgegenstand. Während des G20-Gipfels in Toronto im Juni 2010 kamen der damalige südkoreanische Staatspräsident Lee Myung-bak sowie der damalige US-Präsident Barack Obama überein, den Zeitpunkt der Übergabe auf den 1. Dezember 2015 zu verschieben. Als Hauptgrund wurde die in jüngster Zeit ansteigende Bedrohungslage durch Nordkorea angeführt, hauptsächlich untermauert durch den Atombombentest im Mai 2009 sowie den mutmaßlichen Angriff auf das Kriegsschiff Cheonan im März 2010. Bei einem Treffen im Oktober 2014 im Pentagon wurde die Übergabe erneut vertagt. Eine Übergabe wurde um das Jahr 2020 erwartet, ist bisher aber immer noch nicht durchgeführt worden.
In Südkorea herrscht eine Wehrpflicht für Männer mit einer Dienstzeit von 24 bis 28 Monaten.
Die südkoreanischen Streitkräfte kooperieren eng mit den amerikanischen Streitkräften. Im Februar 2010 waren rund 28.500 Mann der US-Truppen in Korea stationiert, mit denen jedes Jahr eine gemeinsame Militärübung abgehalten wird. Im Rahmen des KATUSA-Programmes können südkoreanische Wehrpflichtige in jenen Einheiten der US Armee dienen, die in Korea stationiert sind.
Seit fast 20 Jahren engagieren sich die Streitkräfte auch in Auslandsmissionen. Der erste Einsatz im Ausland begann 2004, als etwa 3600 Soldaten für etwa vier Jahre humanitäre und Wiederaufbauhilfe im Irak unterstützten. Zwischen 2002 und 2007 waren rund 200 Soldaten (Sanitätsdienst und Pionierwesen) im Rahmen der Operation Enduring Freedom in Afghanistan stationiert. Im Juli 2009 wurden, auf Bitten der Vereinten Nationen, 350 Soldaten zur Friedenssicherung in den Süden des Libanon entsandt. Im Februar 2010 wurde eine 240 Mann starke Einheit zur Friedenssicherung in das vom Erdbeben betroffene Haiti verlegt. Neue Pläne sahen zudem vor, im Juli 2010 etwa 350 Soldaten erneut nach Afghanistan zu schicken, um den Wiederaufbau zu unterstützen.

## Wirtschaft
Südkorea wird in der Populärliteratur zu den sogenannten „Tigerstaaten“ gezählt: Seit den 1960er Jahren hat sich das Land in rasantem Tempo zu einer der bedeutendsten Volkswirtschaften der Welt entwickelt, das in einigen Technologiebranchen die weltweite Führerschaft übernommen hat.
Südkorea stellt die dreizehntgrößte Volkswirtschaft in der Welt dar (Stand 2023), ist der fünftgrößte Exporteur (2022), der zehntgrößte Importeur (2022) und belegt den vierten Platz im Economic Complexity Index (ECI). In den 1990er Jahren war es eine der zehn größten, bis es von den einwohnerreichen BRICS-Staaten überholt wurde. Südkorea überholte 2018 die Kaufkraftparität Japans und wird laut dem IWF 2026 um 12 Prozent vor Japan liegen. Das Pro-Kopf-Bruttoinlandsprodukt Südkoreas entspricht mittlerweile dem eines durchschnittlichen EU-Landes. Die Wachstumsraten sind noch immer wesentlich höher als in Europa oder den USA. Nach Angaben der WAZ lag das Bruttoeinkommen 2006 bei rund 21.000 US$, 2022 lag es bei 32.886 US$. Zum Vergleich: Anfang der 1960er Jahre betrug es 100 US$. Seit Anfang 2010 gehört Südkorea, als erstes ehemaliges Nehmerland, zu den Geberländern des OECD-Entwicklungsausschusses.
Das Land führt eine Wertpapierbörse – die Korea Exchange – mit dem Leitindex der Volkswirtschaft, dem KOSPI.
Im Global Competitiveness Index, der die Wettbewerbsfähigkeit eines Landes misst, fiel Südkorea gegenüber den Vorjahren um einen Rang und belegt Platz 27 von 137 Ländern (Stand 2022). Der Index für wirtschaftliche Freiheit 2024 des Landes war der 14 höchste von 176 Ländern.
| Jahr                                    | 2010    | 2015    | 2016    | 2017    | 2018    | 2019    | 2020    | 2021    | 2022    | 2023    |
| --------------------------------------- | ------- | ------- | ------- | ------- | ------- | ------- | ------- | ------- | ------- | ------- |
| BIP in Mrd. USD (Kaufkraftparität)      | 1.595,7 | 2.021,4 | 2.105,3 | 2.216,6 | 2.347,7 | 2.407,6 | 2.482,0 | 2.685,8 | 2.955,8 | 3.105,2 |
| BIP pro Kopf in USD (Kaufkraftparität)  | 32.202  | 39.623  | 41.105  | 43.156  | 45.511  | 46.511  | 47.881  | 51.880  | 57.202  | 60.046  |
| BIP-Wachstum (real)                     | 7,0 %   | 2,9 %   | 3,2 %   | 3,4 %   | 3,2 %   | 2,3 %   | −0,7 %  | 4,6 %   | 2,7 %   | 1,4 %   |
| Inflation (in Prozent)                  | 2,9 %   | 0,7 %   | 1,0 %   | 1,9 %   | 1,5 %   | 0,4 %   | 0,5 %   | 2,5 %   | 5,1 %   | 3,6 %   |
| Staatsverschuldung (in Prozent des BIP) | 28 %    | 39 %    | 39 %    | 38 %    | 38 %    | 40 %    | 46 %    | 48 %    | 50 %    | 51 %    |

### Konglomerate
Familienbetriebene Konglomerate werden auf koreanisch Jaebeol genannt. Sie bestehen aus rechtlich unabhängigen Einzelunternehmen, in der sich die Anteile der Firmen oft mehrheitlich im Besitz der Gründerfamilie befinden. Samsung, Hyundai, SK, LG und Lotte gelten als die größten Konglomerate. Sie sind charakteristischerweise sehr stark diversifiziert und die Mitgliedskonzerne sind in den verschiedensten Branchen aktiv. Außerhalb Südkoreas sind oft nur einzelne Mitgliedskonzerne der Jaebeol bekannt. Den Namen Samsung führen beispielsweise verschiedene Betriebe im Versicherungs-, Maschinen-, Großhandels- und Immobiliensektor. Unternehmen und sonstige Privatkörperschaften können keine politischen Spenden tätigen, die rechtlich nur Einzelpersonen an die Nationale Wahlkommission anstatt von politischen Parteien tätigen können und in Proportion zu den erhaltenen Stimmen an die jeweiligen Parteien verteilt werden.

### Industrie- und Wirtschaftspolitik
Obwohl die südkoreanische Wirtschaftspolitik weitgehend exportorientiert war, wich das Denken der führenden Wirtschaftspolitiker in vielerlei Hinsicht von der wirtschaftlichen Orthodoxie ab. In den 1970er Jahren standen zwei konkurrierende Ansätze im Raum. Das Wirtschaftsbeamtentum plädierte für eine marktorientierte Wirtschaftsführung, während die politische Führung und Befürworter einer aktiven Industriepolitik einen stärker dirigistischen Kurs verfolgten. Es wurde nicht nur auf den Export gesetzt, sondern auch auf gezielte Industrieplanung, umfassende Regulierungen und direkte Eingriffe, um insbesondere die Schwer- und Chemieindustrie gezielt zu fördern und die Grundlagen für vertiefte Industriezweige zu schaffen. Die Richtung der Wirtschaft wurde in insgesamt sieben fünfjährige Intervalle zwischen 1962 und 1996 angesetzt. Zwischen 1950 und 1966 lag der Fokus auf Importsubstitution, um die Grundlagen für die Schaffung von diversen Wirtschaftszweigen zu legen. Zugleich wurde die Bildung gezielt gefördert und die Alphabetisierungsrate stieg von 22 % im Jahr 1945 auf über 87 % im Jahr 1956.
Im zweiten Fünfjahresplan erfolgte die Transition zur Schwerindustrie, insbesondere der Stahl- und Petrochemieindustrie. Die meisten Autobahnen stammen aus dieser Zeit. Der BIP pro Kopf stieg um das doppelte. Die heimische Stahlproduktion sollte insbesondere den Schiffsbau unterstützen.
Im dritten Fünfjahresplan sollte die heimische Schwerindustrie weiter ausgebaut werden, unter anderem auch um die militärische Abhängigkeit in Verteidigungsfragen mit Nordkorea zu reduzieren. Er beinhaltete fünf Hauptziele, der Elektronik, dem Schiffsbau, Maschinenbau, der Petrochemie und Nichteisenmetallen. Das vierte Intervall war von anhaltenden hohen Konsumgüterpreisen, Immobilienspekulation und dem Ölschock geprägt.
Der fünfte Fünfjahresplan, beginnend ab 1982, begann die Transition zu technologieintensiven Industriezweigen, wie der Elektronik, Präzisionsmaschinen und der Informationstechnologie, weg von der Schwerindustrie. Im sechsten Fünfjahresplan wurde die Handelspolitik liberalisiert und die Unterstützung von einzelnen Wirtschaftszweigen aufgegeben, zugunsten von Klein- und Mittelständigen Betrieben. Die Investition in Forschung und Entwicklung sollte prozentual am BIP bemessen weiter ansteigen. Der siebte Fünfjahresplan verstärkte den Fokus auf High-Tech Industrien, insbesondere Bereichen wie der Mikroelektronik, Optik und Luftfahrt.
Während der Finanzkrise 1997 übte die Regierung Druck auf die Jaebol aus ihre hohe Schuldenlage zu bewältigen. Insbesondere wurde am Beispiel von Daewoo, dem damals zweitgrößten Konglomerat des Landes, deutlich gemacht, dass keine Firma „Too Big to Fail“ sei. Der Konzern wurde am 26. August 1999 von der südkoreanischen Regierung aufgelöst.
Das enorme Wirtschaftswachstum im 20. Jahrhundert wurde in Zusammenarbeit zwischen Regierung und Wirtschaft durch ein Maßnahmenpaket erreicht, das gerichtete Kredite, Importrestriktionen, Exportförderung, Sponsoring von bestimmten Wirtschaftssektoren und Industrien sowie einen enormen Arbeitskräfteaufwand beinhaltete. Andererseits gibt es auch in Südkorea Armut, während noch 2006 etwa 6,7 Prozent der Bevölkerung unterhalb der Armutsgrenze lebten, waren es vier Jahre später 7 %. Darüber hinaus ist insbesondere die Altersarmut zunehmend, 2012 erhielten südkoreanische Bürger ab Renteneintritt lediglich 66,7 % des vorher zur Verfügung stehenden Haushalts-Nettoeinkommens – damit lag Südkorea im Vergleich zu den 30 anderen OECD-Staaten auf dem vorletzten Platz.
Die Asienkrise des Jahres 1997 hat die Schwachstellen dieses Wirtschaftswundermodells offenbart: unter anderem hohe Schulden/Eigenkapital-Verhältnisse, eine massive Überschuldung und Vernachlässigungen im Finanzsektor. Zur Überwindung der Asienkrise hat Südkorea Hilfe des IWF bekommen, allerdings unter der Auflage, sein Finanzsystem zu reformieren und zu liberalisieren. Inwiefern die geforderten Reformen vollständig umgesetzt wurden, ist Gegenstand von Diskussionen. Im Jahre 2001 hat Südkorea seine Schulden beim IWF vollständig zurückgezahlt.

### Urproduktion
Die Bedeutung der Landwirtschaft für die Wirtschaft Südkoreas ist in den vergangenen Jahrzehnten ständig zurückgegangen. Im Jahr 2003 betrug der Anteil der Landwirtschaft am Bruttoinlandsprodukt des Landes etwa 3,2 %. Trotzdem beschäftigt die Landwirtschaft etwa 10 % der Arbeitskräfte. Das wichtigste landwirtschaftliche Produkt ist der Reis, der in etwa 80 % aller Betriebe angebaut wird. Die Selbstversorgung mit Reis ist eine der Prioritäten in der Wirtschaftspolitik Südkoreas – obwohl der Reisanbau in Südkorea relativ teuer ist und etwa 70 % aller Reisfelder künstlich bewässert werden müssen. Weitere landwirtschaftliche Produkte sind Roggen, Weizen, Sojabohnen, Kartoffeln, Gemüse und Obst, wobei der Anbau dieser Produkte ständig sinkt und durch Importe ersetzt wird. Aufgrund von fallenden Preisen für landwirtschaftliche Produkte, die vor allem durch Importe verursacht werden, kommt es immer wieder zu politischen und gesellschaftlichen Auseinandersetzungen.

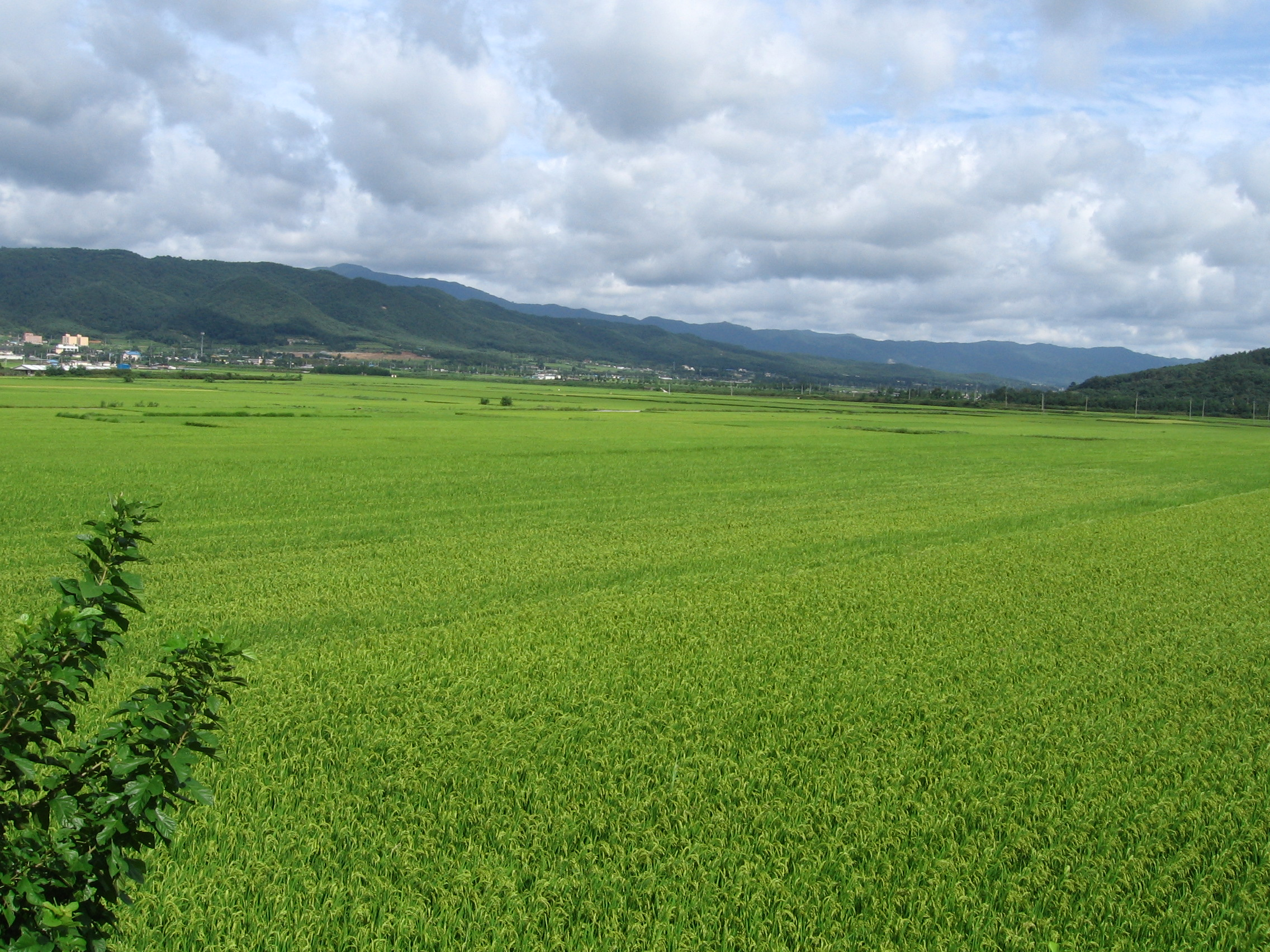
Reisfelder in Gyeongju

Die Viehzucht hat mit dem steigenden Wohlstand der Bevölkerung an Bedeutung gewonnen und ist nun der zweitwichtigste landwirtschaftliche Sektor.
Während der Landreformen in den 1950er Jahren wurde der Großteil des Grundbesitzes an landlose Pächter und Kleinbauern umverteilt. Nahezu sämtliche Landwirte sind Mitglieder des landesweiten Verbandes landwirtschaftlicher Genossenschaften Nonghyup, der unter anderem seine Mitglieder mit Bankleistungen, Schulungen und Marketing unterstützt. Der Verkauf von landwirtschaftlich genutztem Land war bis in die 2000er Jahre untersagt, um wirtschaftliche Ungleichheiten im ländlichen Raum zu reduzieren. Infolge der wirtschaftlichen Liberalisierung seit 1997 wurde der Erwerb einer begrenzten Menge an Land nach und nach unter bestimmten Voraussetzungen möglich gemacht.
Im Moment befindet sich die koreanische Landwirtschaft in einem Strukturwandel, durch den von einzelnen Ehepaaren geführte landwirtschaftliche Betriebe langsam verdrängt werden und durch großflächigere, hochmechanisierte Betriebe ersetzt werden. Auch in der Viehzucht geht der Trend in Richtung Großbetriebe.
Die Forstwirtschaft hat in Südkorea eine sehr geringe Bedeutung. In der ersten Hälfte des 20. Jahrhunderts wurden die dichten Wälder der Koreanischen Halbinsel durch unkontrollierte Abholzung und die kriegerischen Auseinandersetzungen weitgehend zerstört. Nach dem Koreakrieg wurde mit Erfolg begonnen, die Wälder wieder aufzuforsten. Die Wälder Südkoreas haben ein Durchschnittsalter von weniger als 30 Jahren. Der Holzbedarf des Landes wird dennoch fast ausschließlich durch Importe gedeckt.
Die Seetang und Algenanbau stellen nach wie vor bedeutende Einnahmequelle in der maritimen Wirtschaft dar.
Die Fischerei und Fischverarbeitung erwirtschaftete im Jahr 2000 einen Umsatz von etwa 3,6 Milliarden US-Dollar. Südkorea verfügt über fast 100.000 Fischereischiffe, und 140.000 Personen sind in der Fischverarbeitung beschäftigt. Umsatz und Beschäftigung in der Fischerei sinken seit den 1980er Jahren beständig. Die Küstengewässer Südkoreas sind weitgehend leergefischt, was die Regierung im Jahr 1997 veranlasste, die Küsten- und Tiefseefischerei zu regulieren.

### Industrie
Die Industrie trägt fast 35 % zum Bruttoinlandsprodukt bei und beschäftigt etwa 20 % aller Arbeitskräfte. In Südkorea werden vor allem Elektronik wie Computer, Telekommunikationsausrüstungen, Unterhaltungselektronik und Halbleiter hergestellt; daneben Fahrzeuge, Schiffe, Produkte der chemischen Industrie, Stahl und Produkte der Leichtindustrie wie Textilien, Schuhe oder Lebensmittel. In der Produktion von Halbleitern, Flachbildschirmen und Schiffen sind südkoreanische Unternehmen weltweit führend. Nach wie vor kann die südkoreanische Industrieproduktion hohe Wachstumsraten vorweisen.
Der großindustrielle Sektor erreichte in den 1970er Jahren seine größte Ausdehnung. Daneben gewann in den 1980er Jahren die Klein- und Mittelindustrie Beschäftigungsanteile hinzu. Kleine und mittlere Unternehmen erhöhten ihren Gesamtanteil an den Beschäftigten von 35 % im Jahr 1970 auf etwa 58 % im Jahr 1998. Seitdem ist Südkoreas Wirtschaft durch diese duale Wirtschaftsstruktur gekennzeichnet; eine oligopolistische Großindustrie existiert neben einem bedeutenden Wettbewerbssektor von Klein- und Mittelunternehmen.
Die Asienkrise 1997/98 hat die Schwächen in diesem System aufgezeigt. Die mangelhafte Wettbewerbsfähigkeit des südkoreanischen Wirtschaftsmodells führte bei vielen Jaebols zu Finanzierungsproblemen, die sich in steigenden Schuldenquoten widerspiegelten und gegen Ende der 1990er Jahre das ganze System der Jaebols unter Veränderungsdruck brachte. Besonders die Automobilindustrie war von der Krise betroffen. Ein gravierender Fall war der Zusammenbruch des Mutterkonzerns Daewoo (1999) unter der Last von etwa 80 Milliarden US-Dollar an Schulden, der mit dem Konkurs von Daewoo Motors im Jahr 2000 den Niedergang des zweitgrößten südkoreanischen Automobilherstellers nach sich zog.
Diese schwierige Situation führte zu einer Zunahme staatlicher Interventionen, nach einer Phase liberaler Zurückhaltung in den 1990er Jahren. Im Zuge ihres Reformprogramms zur Bewältigung der Krise traf die Regierung auch Maßnahmen zur Zerschlagung einiger dieser Jaebols. Ziel war es, die Unternehmen zu zwingen, sich auf ihr Kerngeschäft zu konzentrieren und unprofitable Geschäftsbereiche zu veräußern. Durch die Entflechtung des Jaebol-Systems und die Übernahme von Eigentumsanteilen durch ausländische Investoren ist nahezu die gesamte südkoreanische Automobilindustrie durch internationale Beteiligungen abgesichert. An der Grundstruktur, der Kontrolle durch Familienclans, hat sich jedoch trotz massiver Veränderungen auf vielen Gebieten wenig geändert.
Koreas Regierung hatte auch einen Fünf-Jahresplan erstellt, um 2010 die globale Designführerschaft zu erreichen.

### Dienstleistungssektor
Der Dienstleistungssektor erwirtschaftet etwa 62 % des südkoreanischen Bruttoinlandsproduktes. Gleichzeitig beschäftigt er etwa 63 % aller Arbeitskräfte. Die wichtigsten Branchen sind Finanzdienstleistungen, Einzelhandel, Transport und Tourismus.
Der Tourismus wuchs seit den 1970er Jahren beständig. Im Jahr 1970 besuchten etwa 170.000 Personen Südkorea. Im Jahr 2002, dem Jahr der Fußballweltmeisterschaft in Japan und Südkorea, kamen 5,3 Millionen Besucher ins Land. Davon waren etwa 43 % Japaner; die zweitgrößte Gruppe der Besucher kam aus der Volksrepublik China. Bereits im Jahr 2008 betrug die Anzahl der Besucher 6.890.841 und im Jahr 2009 7.817.533. Ein kurzer Aufenthalt in Südkorea ist für Besucher aus vielen Staaten ohne Visum möglich. Präsident der Nationalen Tourismusbehörde Südkoreas war von August 2009 bis November 2013 der in Deutschland geborene Lee Charm. In den letzten Jahren stieg die Anzahl der Touristen aus der Volksrepublik China stark an. 2016 besuchten bereits 17,2 Millionen ausländische Touristen das Land. Die Einnahmen aus dem internationalen Tourismus betrugen im selben Jahr über 17 Milliarden US-Dollar.

### Energiewirtschaft
Südkorea liegt in Hinblick auf den Energieverbrauch pro Kopf weltweit auf dem 19. Platz.
In der Asienkrise 1997/1998 wurde sichtbar, dass die südkoreanische Wirtschaft sehr stark von Energieimporten abhängig ist. Seit dem 21. Jahrhundert kommt es deshalb und aufgrund der globalen Erwärmung zur starken Förderung von erneuerbaren Energien.

#### Kennzahlen der Elektrizitätserzeugung
Laut der Korea Electric Power Corporation (KEPCO) betrug die installierte Leistung der Kraftwerke in Südkorea am Ende des Jahres 2012 81.805 MW, davon entfielen auf kalorische Kraftwerke 52.305 MW (63,9 %), auf Kernkraftwerke 20.716 MW (25,3 %) und auf Wasserkraftwerke 6.446 MW (7,8 %). Die installierte Leistung der Wärmekraftwerke verteilte sich wie folgt: Kohle 24.533 MW, Erdgas 20.566 MW sowie Öl 7.206 MW. Insgesamt wurden im Jahre 2012 509,574 Mrd. kWh produziert, davon 180,752 Mrd. durch Kohlekraftwerke (35,5 %), 150,327 Mrd. durch Kernkraftwerke (29,5 %), 113,984 Mrd. durch Gaskraftwerke (22,4 %), 28,244 Mrd. durch Ölkraftwerke (5,5 %) und 7,695 Mrd. (1,5 %) durch Wasserkraftwerke.
Laut dem Korea Energy Economics Institute (KEEI) wiesen die verschiedenen Kraftwerkstypen folgende Erzeugungskosten auf (angegeben in ₩ je kWh):
| Jahr | Kernenergie | Kohle | Öl     | LNG    | GuD    | Wasserkraft | Pumpspeicher |
| ---- | ----------- | ----- | ------ | ------ | ------ | ----------- | ------------ |
| 2002 | 39,87       | 42,55 | 70,96  | 108,77 | 74,19  | 54,57       | 90,39        |
| 2008 | 39,11       | 51,24 | 192,06 | 163,91 | 142,50 | 134,39      | 212,35       |
| 2013 | 39,12       | 58,71 | 221,78 | 215,31 | 158,32 | 170,92      | 204,42       |

Ähnliche Werte findet man für das Jahr 2008 bei dieser Quelle: Atomstrom 39,02 ₩/kWh (0,0247 €/kWh), Strom aus Kohle 51,1 ₩/kWh (0,0324 €/kWh), Wasserkraft 135,6 ₩/kWh (0,0861 €/kWh), Strom aus Erdgas 143,6 ₩/kWh (0,0912 €/kWh), Strom aus Erdöl 191,5 ₩/kWh (0,1216 €/kWh), Windenergie 126,7 ₩/kWh (0,080 €/kWh) und Solarstrom 646,9 ₩/kWh (0,411 €/kWh).
Die Spitzenlast wurde am 12. August 2016 mit 85.180 MW erreicht. Im Jahre 2016 lag Südkorea bzgl. der jährlichen Erzeugung mit 526 Mrd. kWh an Stelle 10 und bzgl. der installierten Leistung mit 111.200 MW an Stelle 11 in der Welt.

#### Kernenergie
Die Kernenergie wurde in Südkorea massiv ausgebaut (siehe Liste der Kernkraftwerke in Asien#Südkorea; 1977 ging der erste Reaktor in Betrieb). 2006 lag der Anteil des Atomstroms um 39 %. Alle Anlagen werden vom Staatsunternehmen und Monopolisten Korea Hydro & Nuclear Power (KHNP) betrieben und vom Subunternehmen Korea Power Engineering Company (KPEC) gebaut. Korea sieht es als Vorteil, dass man – wenn man genügend Uran(brennstäbe) importiert – autark ist. Das Korea-US Atomic Energy Agreement aus den 1970er Jahren verbietet Korea die Urananreicherung und Wiederaufarbeitung. Korea ist hier auf Importe angewiesen.
Für die Brennstoffbeschaffung ist die KEPCO Nuclear Fuel Company (KNFC) verantwortlich, die zusammen mit KEPCO, Hanwha und KHNP in Kanada, Südafrika, Niger und Südamerika in Minenprojekte bzw. Uranbergbau involviert ist. Zur Anreicherung wurde Mitte 2007 ein 10-Jahres-Vertrag mit Areva NP unterzeichnet, und 2009 ein 2,5-Anteil an der Anreicherungsanlage Georges Besse II erworben. Das erste Kraftwerk Kori-1 wurde 1977 ans Netz genommen, im Jahr 1980 waren acht Reaktoren im Bau. Anfangs wurde im Kernkraftwerk Kori ein Design von Westinghouse verwendet, die Reaktoren im Kernkraftwerk Hanbit basieren auf der CP-Serie von Framatome. In Wolsong wurden kanadische CANDU-Anlagen verbaut. Die erste Eigenentwicklung war der OPR-1000 mit 1000 MWe; er ging ab 1998 in Betrieb. Daraus wurde der APR-1400 entwickelt, der mit erhöhter Redundanz und gesteigerter Blockleistung von etwa 1400 MWe ab 2008 gebaut wird und erstmals auch Exporterfolge in den Vereinigten Arabischen Emiraten verzeichnet. im Februar 2012 waren drei Reaktoren im Bau und sechs weitere in Planung, 23 Anlagen waren am Netz. Der Atomstromanteil soll dadurch langfristig auf über 50 % ansteigen.
Zur Entsorgung nuklearer Abfälle wurde 2009 die Korea Radioactive Waste Management Co. Ltd (KRWM) gegründet. KHNP zahlt dafür eine Entsorgungsabgabe von 900.000 Won (571 Euro) pro Kilogramm abgebrannter Brennelemente an KRWM, was je nach Anlagentyp etwa 0,15 bis 0,2 ct/kWh entspricht und im internationalen Vergleich recht hoch ist. Für die Entsorgung von schwach- und mittelradioaktiven Abfällen wurden im Jahr 2000 Gemeinden gebeten, sich freiwillig als Standort zu melden, woraufhin sieben Anträge einreichten, aber in keiner die notwendige Bevölkerungsmehrheit zustande kam. Das Ministry of Knowledge Economy (MKE) wählte 2003 daraufhin vier Standorte aus, der Gewinner sollte 300 Mrd. Won (etwa 190 Mio. Euro) bekommen. Im November 2005 erhielt Gyeongju den Zuschlag, nachdem sich dort 89,5 % der Wähler dafür entschieden, während an anderen Standorten die Zustimmung bei „nur“ 67,5 bis 84,4 % lag. Der Bau des Endlagers Wolsong begann im Juli 2008; es soll bis zu 281.600 m³ Abfälle aufnehmen. Über die Entsorgung von hochradioaktiven Abfällen sollte die Public Engagement Commission bis 2014 einen Bericht erstellen und danach entschieden werden, wenn das ‚Korea-US Atomic Energy Agreement‘ ausläuft. Dann soll festgelegt werden, ob eine direkte Endlagerung durchgeführt wird oder ob ein Einstieg in die Wiederaufarbeitungstechnologie erfolgt. Letztere Lösung wurde 2009 aus global-wirtschaftlichen und politischen Gründen favorisiert. Der Bericht der Public Engagement Commission stand bis Stand November 2015 aus.
Südkorea ist Mitglied im Generation IV International Forum und arbeitet auch an der Entwicklung der Kernfusion (ITER). Der Korea Superconducting Tokamak Advanced Research (KSTAR) mit supraleitenden Spulen wurde dazu 2008 in Betrieb genommen.

#### Fossile Energien
Südkorea hat kaum eigene Ressourcen fossiler Energien; weniger als 3 % des Energiebedarfs können aus eigenen Ressourcen gedeckt werden.
Südkorea ist nach Japan der zweitgrößte Kohleimporteur der Welt. Etwa zwei Drittel des verbrauchten Stroms wurde um 2001 in Kohlekraftwerken produziert. 2008 importierte Südkorea fast 64 Mio. t Kohle allein für die Stromerzeugung. Die wichtigsten Lieferländer waren Indonesien mit 26 und Australien mit 22 Mio. t. Im Jahre 2013 wurden 101 Mio. t Kohle für die Stromerzeugung importiert und es gibt Schätzungen, dass die Importe bis 2030 auf 140 Mio. t ansteigen werden. Kohle aus Indonesien oder Australien kostete im April 2014 etwa 105 USD je Tonne.
Südkorea war 2001 der fünftgrößte Ölimporteur der Welt, es verbrauchte etwa 2,1 Millionen Fass Öl täglich. Mit Erdöl wurde um 2001 etwa 45 % des Primärenergiebedarfs gedeckt. Der Höchstwert von 66 % war Mitte der 1990er Jahre erreicht und fällt seitdem. Um den kontinuierlichen Nachschub an Erdöl zu sichern, wurde die Korea National Oil Corporation (KNOC) gegründet deren Aufgabe es ist, eine strategische Ölreserve zu halten und sich weltweit an Lagerstättenerkundungen und Förderprojekten zu beteiligen.

#### Erneuerbare Energien
Südkorea hat das Kyoto-Protokoll unterzeichnet; Maßnahmen zur Verringerung des Kohlendioxidausstoßes sind vorgesehen. So liegt der Anteil der Wasserkraft seit Jahren konstant bei etwa 1,3 % und soll durch den Bau von Gezeitenkraftwerken wie Sihwa-ho und größeren Anlagen deutlich gesteigert werden. Im Rahmen des Jeju Smart Grid Demonstration Project wird die Insel Jeju unter Leitung des Korea Smart Grid Institute (KSGI) mit einem Intelligenten Stromnetz ausgestattet. Dafür sollen bis zur Fertigstellung im Jahr 2030 rund 2,75 Billionen Won (1,75 Mrd. Euro) investiert werden.

### Arbeitsmarkt
Der Arbeitsmarkt Südkoreas umfasst im Jahr 2024 etwa 29,67 Millionen Personen. Die Arbeitslosenquote lag bei etwa 2,2 % (Stand November). 2016 umfasste er etwa 25,4 Millionen Personen mit einer Arbeitslosenquote von 3,7 %.
12,83 Millionen, bzw. etwa 55 % der südkoreanischen Frauen im arbeitsfähigen Alter sind beruflich aktiv (2024). Im Januar 2016 wurde die Zahl der berufstätigen Frauen mit 11 Millionen angegeben und die Anzahl der arbeitslosen Frauen betrug etwa 408.000.

#### Arbeitsrecht
Laut dem Labour Rights Index erreicht Südkorea den Wert von 83 und ist somit auf Platz 2 in Ostasien nach der Mongolei. Etwa 80 % waren vom Sozialschutz, wie er durch das UN-Forschungsinstitut für soziale Entwicklung definiert wird, abgedeckt. Der Existenzlohn wird auf etwa 1.255.988 Won geschätzt.
Der Anteil der Teilzeitarbeit an der Gesamtbeschäftigung liegt bei 25 % und der befristeten Beschäftigung bei etwa 21 %. 2023 gab es insgesamt 4,33 fatale Arbeitsunfälle.
Bezahlter Mutterschaftsurlaub beträgt 90 Tage und wird mit 83,7 % des Gehalts kompensiert. In Südkorea und Japan haben Eltern jeweils Anspruch auf einen Elternschaftsurlaub von bis zu einem Jahr, der mit 30 % bis 60 % des regulären Gehalts vergütet wird.
Viele der bis heute geltenden Regelungen wurden im Arbeitsgesetz von 1997 festgesetzt und über die Zeit hinweg angepasst.

#### Mindestlohn
In Südkorea gilt ein Mindestlohn, der jährlich angepasst wird. 2024 betrug er 1.708.935 Won im Monat bei Vollzeitbeschäftigung. Im Jahr 2010 betrug er 4110 Won pro Stunde (etwa 2,98 Euro), 2015 stieg er auf 5580 Won (etwa 4,00 Euro). 2023 liegt der Mindestlohn bei 9620 Won (etwa 6,90 Euro).
| Jahr                      | 2011            | 2012            | 2013            | 2014            | 2015            | 2016            | 2017            | 2018            | 2019    | 2020    | 2021    | 2022    | 2023    |
| Won [₩]                   | 4320            | 4580            | 4860            | 5210            | 5580            | 6030            | 6470            | 7530            | 8350    | 8590    | 8720    | 9120    | 9620    |
| Veränderung in % ggü. Vj. | 5,11            | 6,02            | 6,11            | 7,20            | 7,10            | 8,07            | 7,30            | 16,38           | 10,89   | 2,88    | 1,51    | 4,59    | 5,48    |
| Quelle                    | [ 170 ] [ 172 ] | [ 170 ] [ 172 ] | [ 170 ] [ 172 ] | [ 170 ] [ 172 ] | [ 170 ] [ 172 ] | [ 170 ] [ 172 ] | [ 170 ] [ 172 ] | [ 170 ] [ 173 ] | [ 174 ] | [ 175 ] | [ 176 ] | [ 177 ] | [ 171 ] |

#### Gewerkschaften
Im Jahr 2020 lag die Gewerkschaftsbeteiligung bei etwa 12 % und etwa 16 % waren sind in Tarifverhandlungen involviert. 2003 gab es in Südkorea mehr als 6500 Gewerkschaften, die etwa 11 % aller Arbeitskräfte vertraten. Die meisten dieser Gewerkschaften existieren auf Firmenebene, einige davon sind auf nationaler Ebene in zwei nationalen Föderationen vereinigt. Beide großen Gewerkschaftsbünde, die Koreanische Gewerkschaftsföderation (FKTU) und die Koreanische Konföderation Demokratischer Gewerkschaften (KCTU) sind Mitglieder des Internationalen Gewerkschaftsbundes (IGB). Die Zahl der Mitglieder in den zur FKTU gehörenden Einzelgewerkschaften wird mit 878.628 Mitgliedern angegeben, für die KCTU mit 812.500 (Stand: November 2017).
Im Jahr 2003 gab es 319 Streiks, bei denen insgesamt 1,3 Millionen Arbeitstage verloren gingen. Im Jahr 1996 wurde in der Nationalversammlung ein Gesetz vorgeschlagen, das die Entlassung von Arbeitern erleichtern sollte. Dies führte zu einem von der KCTU und der FKTU organisierten Generalstreik, an dem etwa eine Million Arbeiter teilnahmen. Gemäß OECD-Daten betrug die Arbeitsleistung koreanischer Arbeiter im Jahr 2004 insgesamt 2390 Stunden pro Jahr. Nach Angaben der südkoreanischen Regierung sank die Zahl der Arbeitsstunden auf 2316 im Jahre 2007. Gemäß der OECD 2024 ist er auf 1872 Stunden gesunken und ist somit 7,4 % über dem OECD-Schnitt von 1742 Stunden.

### Internationale Wirtschaftsbeziehungen
Die internationalen Wirtschaftsbeziehungen, insbesondere der Export, sind einer der zentralen Punkte der Außenpolitik Südkoreas. Seit 1995 ist das Land Mitglied der WTO. Die Exporte haben sich seit den 1970er Jahren rasant entwickelt. Während sie in den frühen 1970er Jahren etwa 10 % des BIP ausmachten, lag dieser Prozentsatz im Jahr 2014 bei 50,6 %.
Im Economic Complexity Index belegte Südkorea 2022 mit einem Wert von 1,78 Platz 4 von 133 Ländern.
Die wichtigsten Exportgüter sind Elektronik, Fahrzeuge, Unterhaltungselektronik, Nukleartechnik und Maschinen, Stahl, Schiffe sowie Produkte der chemischen Industrie. Die wichtigsten Absatzmärkte für südkoreanische Güter sind Volksrepublik China und die USA. Danach folgen Hongkong, Vietnam und Japan. Die wichtigsten Importgüter sind Rohöl, Lebensmittel, Maschinen und Fahrzeuge, Chemikalien und Metalle. Die meisten Importe stammen aus der Volksrepublik China, den USA, Japan, Deutschland und Australien.
Die gesamten Exporte des Jahres 2015 beliefen sich auf etwa 527 Mrd. US-Dollar, die Importe lagen bei 436 Milliarden. Dies führte zu einem Außenhandelsüberschuss von 91 Milliarden US-Dollar.
Ausländische Firmen investierten in Südkorea im Jahr 2016 nahezu 184 Mrd. US-Dollar. Der größte Investor mit etwa 36 % sind die Staaten der Europäischen Union, danach folgen Singapur, die USA, Hongkong und Japan. Während sich die amerikanischen Investitionen auf den Servicesektor konzentrieren, investieren die japanischen Firmen größtenteils in Industrieunternehmen. Die ausländischen Investitionen werden durch Bedenken über Korruption und unfaire Handelspraktiken gebremst.

### Außenhandel
|         | 2019     | 2019      | 2020     | 2020      | 2021     | 2021      |
|         | Mrd. US$ | % gg. Vj. | Mrd. US$ | % gg. Vj. | Mrd. US$ | % gg. Vj. |
| Einfuhr | 503,3    | −6,0      | 467,6    | −7,1      | 615,1    | 31,5      |
| Ausfuhr | 542,2    | −10,4     | 512,5    | −5,5      | 644,4    | 25,7      |
| Saldo   | 38,9     |           | 44,9     |           | 29,3     |           |

| Export (in Prozent) nach | Export (in Prozent) nach | Import (in Prozent) von | Import (in Prozent) von |
| ------------------------ | ------------------------ | ----------------------- | ----------------------- |
| Volksrepublik China      | 25,3                     | Volksrepublik China     | 22,5                    |
| Vereinigte Staaten       | 14,9                     | Vereinigte Staaten      | 11,9                    |
| Vietnam                  | 8,8                      | Japan                   | 8,9                     |
| Hongkong                 | 5,8                      | Australien              | 5,4                     |
| Japan                    | 4,7                      | Saudi-Arabien           | 3,9                     |
| Taiwan                   | 3,8                      | Vietnam                 | 3,9                     |
| Indien                   | 2,4                      | Taiwan                  | 3,8                     |
| sonstige Staaten         | 34,3                     | sonstige Staaten        | 39,7                    |

### Staatshaushalt
Der Staatshaushalt umfasste 2016 Ausgaben von umgerechnet 321,0 Mrd. US-Dollar; dem standen Einnahmen von umgerechnet 304,3 Mrd. US-Dollar gegenüber. Daraus ergibt sich ein Haushaltsdefizit in Höhe von 1,2 % des BIP.
Die Staatsverschuldung betrug 2016 550 Mrd. US-Dollar oder 39,0 % des BIP. Von der Ratingagentur Standard & Poor’s werden die Staatsanleihen des Landes mit der Note AA bewertet (Stand November 2018) und liegen damit knapp hinter der Bestnote.
2020 betrug der Anteil der Staatsausgaben (in % des BIP) folgender Bereiche:
- Gesundheit: 8,4 %
- Bildung: 4,7 % (2019)
- Militär: 2,7 % (2023)

|                                               | Gesamtbudget (in Billionen Won) | Prozentsatz des Gesamtbudgets | Prozentsatz des BIP |
| --------------------------------------------- | ------------------------------- | ----------------------------- | ------------------- |
| Gesundheit, Soziales und Beschäftigung        | 226,0                           | 35,4 %                        | 10,8 %              |
| Bildung                                       | 96,3                            | 15,1 %                        | 4,6 %               |
| Nationale Verteidigung                        | 57,0                            | 8,9 %                         | 2,7 %               |
| Infrastruktur und Verkehr (SOC)               | 25,0                            | 3,9 %                         | 1,2 %               |
| Forschung und Entwicklung (F&E)               | 31,1                            | 4,9 %                         | 1,5 %               |
| Kultur, Sport und Tourismus                   | 8,6                             | 1,3 %                         | 0,4 %               |
| Umwelt                                        | 12,2                            | 1,9 %                         | 0,6 %               |
| Industrie, KMU und Energie                    | 26,0                            | 4,1 %                         | 1,2 %               |
| Landwirtschaft, Forstwirtschaft und Fischerei | 24,4                            | 3,8 %                         | 1,2 %               |
| Diplomatie und Wiedervereinigung              | 6,4                             | 1,0 %                         | 0,3 %               |
| Soziale Ordnung und Sicherheit                | 22,9                            | 3,6 %                         | 1,1 %               |
| Andere Bereiche                               | 103,0                           | 16,1 %                        | 4,9 %               |

## Infrastruktur
In den letzten Jahrzehnten wurde, dank gezielter Investitionen, ein hochmodernes und dichtes Netz an Verkehr- und Transportinfrastruktur errichtet. Im Logistics Performance Index, der von der Weltbank erstellt wird und die Qualität der Infrastruktur misst, belegte Südkorea 2023 den 17. Platz unter 160 Ländern.

### Schienenverkehr

#### Geschichte
Die erste Straßenbahn wurde 1899 in Seoul eröffnet.
Die erste Eisenbahnverbindung in Korea war ein Teilstück der Gyeongin-Linie, die Seoul mit dem nahen Incheon verbindet und am 18. September 1899 eröffnet wurde. Die Gyeongbu-Linie von Seoul nach Busan wurde am 1. Januar 1905 eröffnet. Parallel zu dieser wichtigsten Relation der Eisenbahn in Südkorea wurde 2004 eine Schnellfahrstrecke eröffnet, die erste des Landes.

#### Eisenbahn

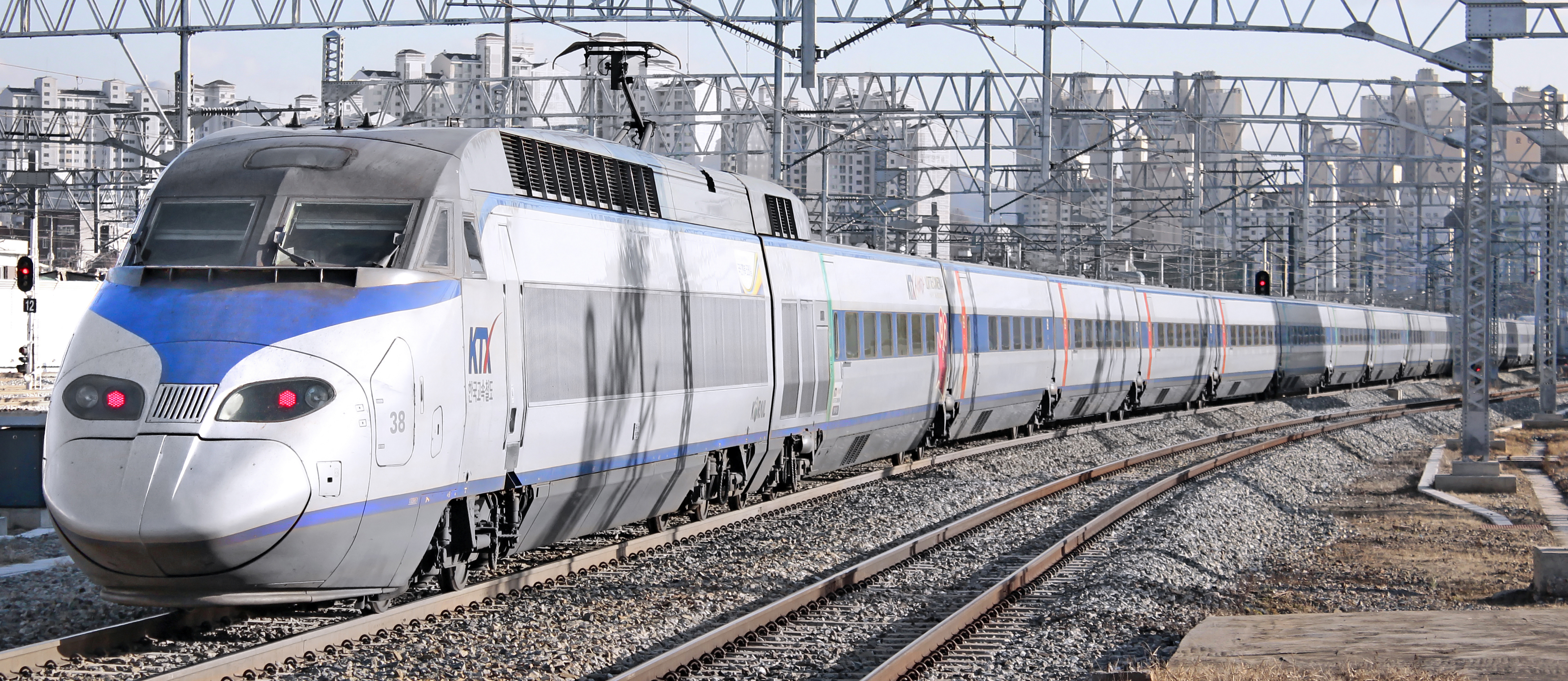
KTX 1

Anfang 2019 hatte das südkoreanische Eisenbahnnetz eine Länge von 4113 km. Davon dienen 656 km dem Hochgeschwindigkeitsverkehr. Die Infrastruktur wird vom Infrastrukturbetreiber Korea National Railway (KNR) entwickelt und betrieben.
Die staatliche Eisenbahnverkehrsbehörde KORAIL wickelt den ganz überwiegenden Teil des Eisenbahnverkehrs in Südkorea ab. Sie besaß im April 2018 insgesamt 16.639 Fahrzeuge. 1530 davon waren Triebköpfe und Personenwagen für Triebzüge des Hochgeschwindigkeitsverkehrs. Weiter liefen in anderen Triebwagen 2937 Fahrzeuge. Im Bestand befanden sich weiter 456 Lokomotiven, 10.665 Güterwagen, 920 Personenwagen und 116 Generatorwagen.
Im Personenverkehr werden vier Zuggattungen angeboten. Zu den Einzelheiten siehe KORAIL#Fahrzeuge.
Da Südkorea das äußere Ende der koreanischen Halbinsel einnimmt, ist seine einzige Landgrenze die zu Nordkorea. Aufgrund der politischen Situation ist der Eisenbahnverkehr zwischen beiden Staaten extrem begrenzt: Personenverkehr gibt es nicht. Wenn es die politische Situation zulässt, findet Güterverkehr zwischen Südkorea und der Sonderwirtschaftszone Kaesŏng statt. Darüber hinaus wurde Ende 2018 von der russischen FESCO Transportation Group und der südkoreanischen Hyundai Glovis, die zur Hyundai Motor Group gehört, geprüft, ob zwischen Südkorea und Russland Privilegierter Eisenbahn-Durchgangsverkehr durch Nordkorea möglich ist. Dazu hielt sich ein südkoreanischer Zug mit 28 südkoreanischen Experten 18 Tage lang in Nordkorea auf, um die Eisenbahninfrastruktur darauf zu überprüfen, ob das technisch möglich ist.

#### U-Bahn

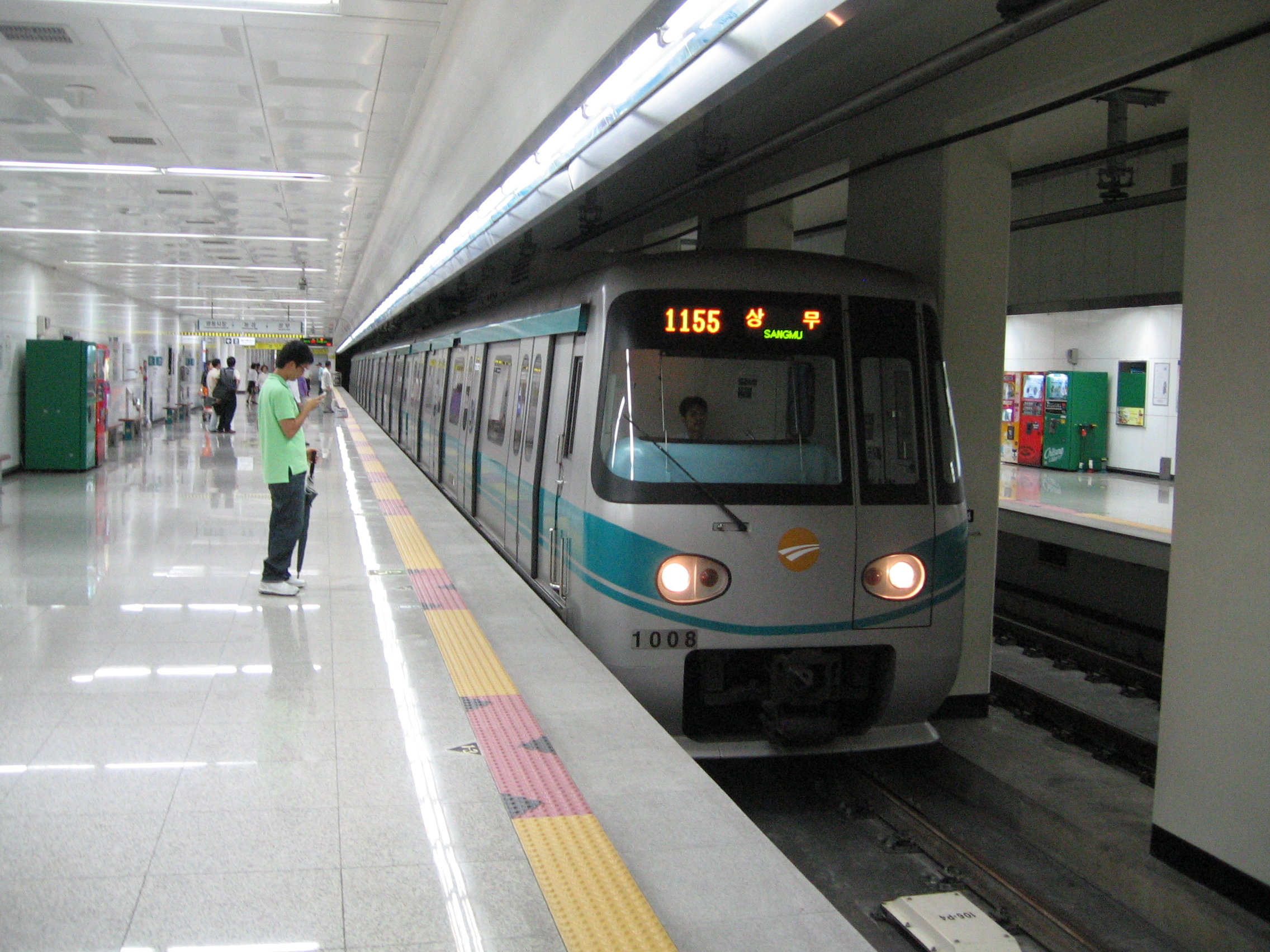
Die U-Bahn Gwangju

In den sechs größten Städten Südkoreas werden U-Bahn-Systeme betrieben. Sie stellen einen Eckpfeiler im Nahverkehr der Großstädte dar und werden laufend erweitert.
Seoul
Das erste und größte U-Bahn-Netz Südkoreas war die U-Bahn Seoul. Sie wurde 1974 eröffnet und umfasst acht Linien mit einer Gesamtlänge von 287 Kilometern und 263 Stationen. Diese U-Bahn verbindet die Stadt mit den zahlreichen Satellitenstädten im Umland und wird täglich von durchschnittlich 5,6 Millionen Passagieren benutzt.
Busan
Die U-Bahn Busan wurde 1985 eröffnet. Das Streckennetz umfasst drei Linien mit einer Gesamtlänge von 88,8 Kilometern und 90 Stationen, die tägliche Transportleistung liegt bei über 706.000 Passagieren.
Daegu
1997 ging die erste Linie der U-Bahn Daegu in Betrieb, eine zweite Linie wurde 2005 eröffnet. Das Netz umfasst seitdem 57,3 Kilometer mit 56 Stationen. Bei einem durch einen psychisch Erkrankten ausgelösten Brand am 18. Februar 2003 kamen fast 200 Personen ums Leben. Der Anschlag gilt weltweit als einer der schwersten in der Geschichte der U-Bahnen (siehe Feuer in der U-Bahn in Daegu).
Incheon
Die 1999 eröffnete U-Bahn Incheon umfasst eine Linie von 24,6 Kilometern Länge mit 22 Stationen. Es ist baulich mit dem Netz der U-Bahn Seouls verbunden.
Gwangju
Die erste Linie der U-Bahn Gwangju wurde 2004 eröffnet und umfasst bisher 14 Stationen bei einer Länge von 12 Kilometern.
Daejeon
Die U-Bahn Daejeon wurde im März 2006 mit 12 Stationen auf 12,4 Kilometern Länge eröffnet.

### Straßenverkehr

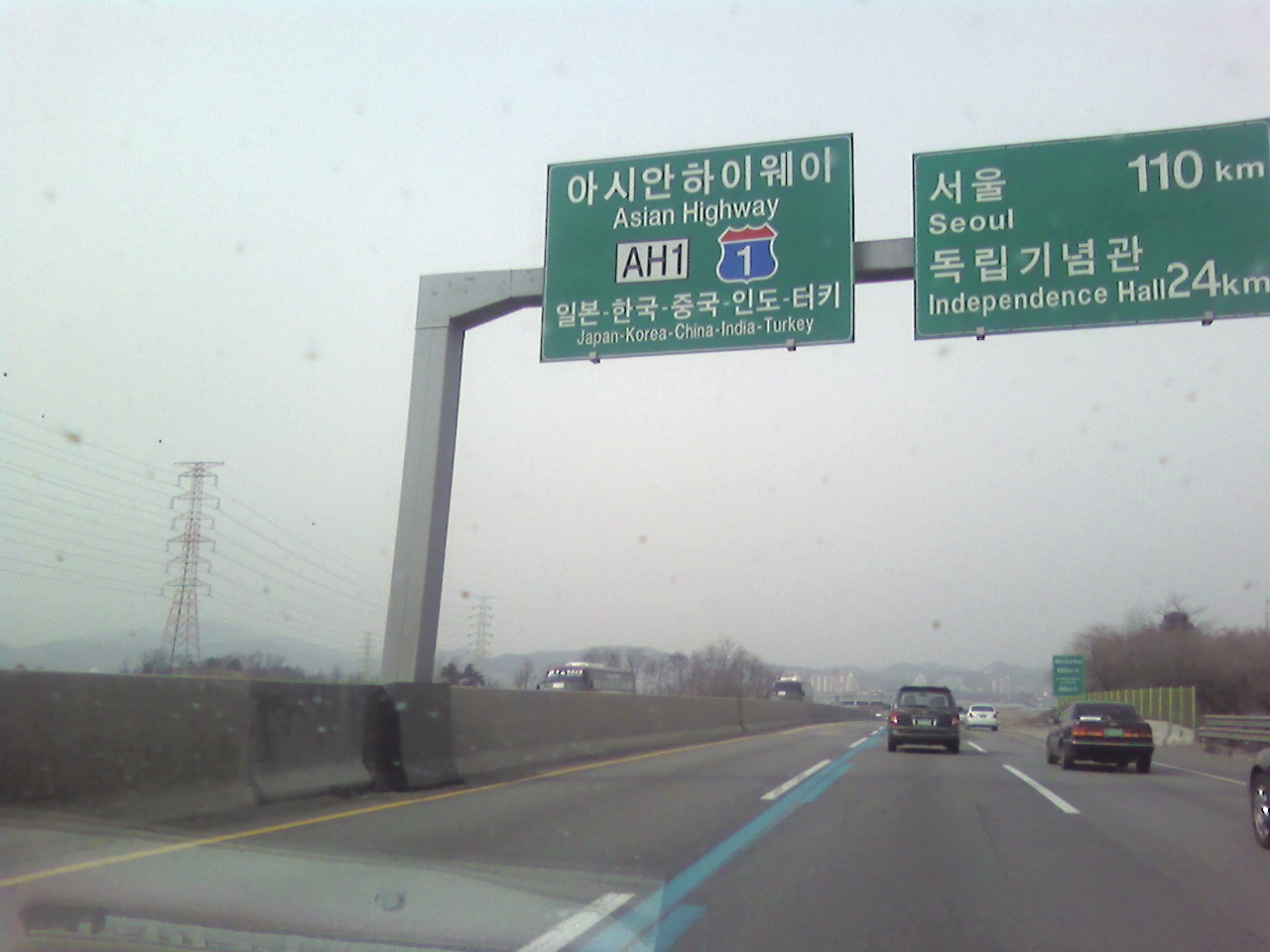
Autobahnbeschilderung für das Asiatische Fernstraßen-Projekt

Das Straßennetz Südkoreas umfasst eine Gesamtlänge von 97.252 Kilometern, von denen 74.641 Kilometer asphaltiert sind. Das Autobahnnetz, in Südkorea Express Way genannt, wurde mit der 1968 eröffneten, 24 Kilometer langen Autobahn von Seoul nach Incheon in Betrieb genommen. Die mit 425,5 Kilometern deutlich längere Autobahn von Seoul nach Busan wurde zwei Jahre später eröffnet. Ende 2005 umfasste das Express-Way-Netz 24 Autobahnen mit einer Gesamtlänge von 2968 Kilometern, die größtenteils mautpflichtig sind. Es herrscht Rechtsverkehr.

#### Busverkehr
Neben den in der Regel gut ausgebauten Stadtbusnetzen verfügt Südkorea auch über ein gut ausgebautes überregionales Busnetz. Intercity-Busse verbinden die meisten Städte des Landes miteinander. Viele Linien machen mehrere Zwischenhalte, andere fahren Nonstop zum Zielort. Etwas teurer sind die Express-Busse, die das nationale Autobahnnetz – meist mit eigener Busspur – nutzen. Rund die Hälfte der Linien beginnt oder endet in Seoul, rund 70 weitere Städte sind an das Netz angebunden. Die meistbefahrenen Linien werden alle 5 bis 10 Minuten bedient, wobei alle Busse ihr Ziel direkt anfahren.

#### Individualverkehr

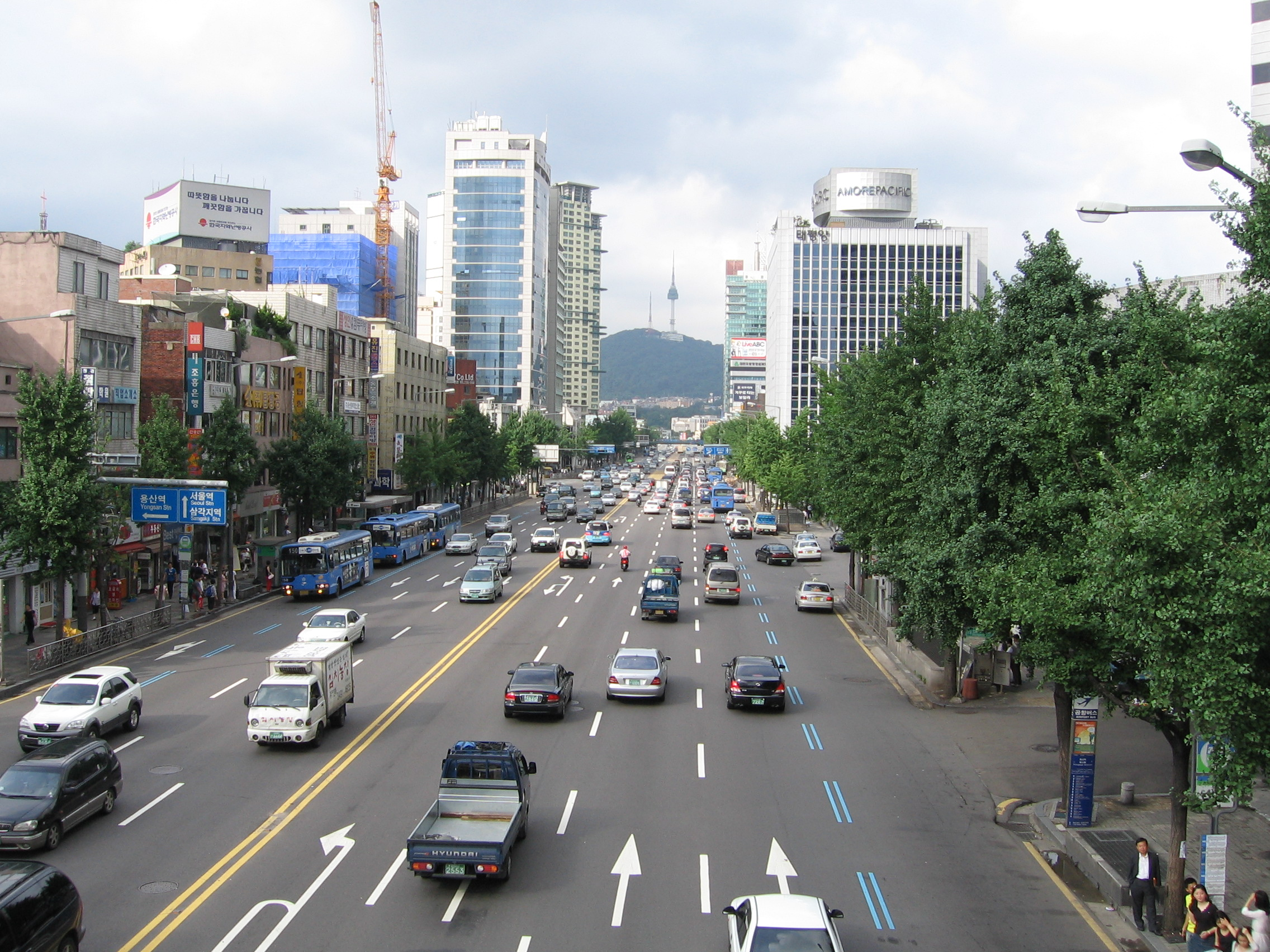
Hauptstraße in Yongsan, Seoul, im Hintergrund der N Seoul Tower

Mit dem wirtschaftlichen Aufschwung des Landes hat der Automobilverkehr einen dramatischen Anstieg erfahren. So stieg die Anzahl der registrierten Fahrzeuge zwischen 1980 und 2006 von 527.729 auf 15.493.681. Dies entspricht einem Anstieg von 14 % jährlich. Noch deutlicher ist die Steigerung, wenn man nur die Klasse der Personenwagen betrachtet. Deren Zahl stieg von 249.102 (1980) auf 11.224.016 im Jahr 2006, das entspricht einem Zuwachs um das 45-fache. Dies führte vor allem in Großstädten zu den üblichen Problemen. Neben der Überlastung der Straßen ist der Straßenverkehr eine schwere Belastung für die Umwelt. So hat Seoul die stärkste Luftverschmutzung aller Städte in den Mitgliedsstaaten der OECD zu ertragen.
2013 kamen im Südkorea insgesamt 12 Verkehrstote auf 100.000 Einwohner. Zum Vergleich: In Deutschland waren es im selben Jahr 4,3 Tote. Insgesamt kamen damit 5930 Personen im Straßenverkehr ums Leben. Das Land hat eine im weltweiten Vergleich hohe Motorisierungsrate. 2014 kamen im Land 459 Kraftfahrzeuge auf 1000 Einwohner.

### Luftverkehr
Um der ebenfalls stark gestiegenen Bedeutung des Luftverkehrs gerecht zu werden, wurde 2001 auf der Insel Yeongjongdo, 52 Kilometer westlich von Seoul, der Incheon International Airport in Betrieb genommen. Er löste als Drehscheibe für internationale Flüge den überlasteten Flughafen Gimpo ab, von dem hauptsächlich nur noch nationale Ziele angeflogen werden.
Vom Incheon International Airport bieten unter anderem die beiden südkoreanischen Fluggesellschaften Korean Air und Asiana Airlines pro Woche mehr als 1700 internationale Direktverbindungen in die wichtigsten Städte Asiens, Nordamerikas, Europas und des Mittleren Ostens an.
Nationale Flüge werden zwischen Seoul, Busan, Jeju, Daegu, Gwangju, Jinju, Wonju, Cheongju, Yeosu, Ulsan, Yangyang und Pohang angeboten. 2003 wurden zwischen diesen Städten 21,3 Millionen Passagiere befördert.

### Schifffahrt

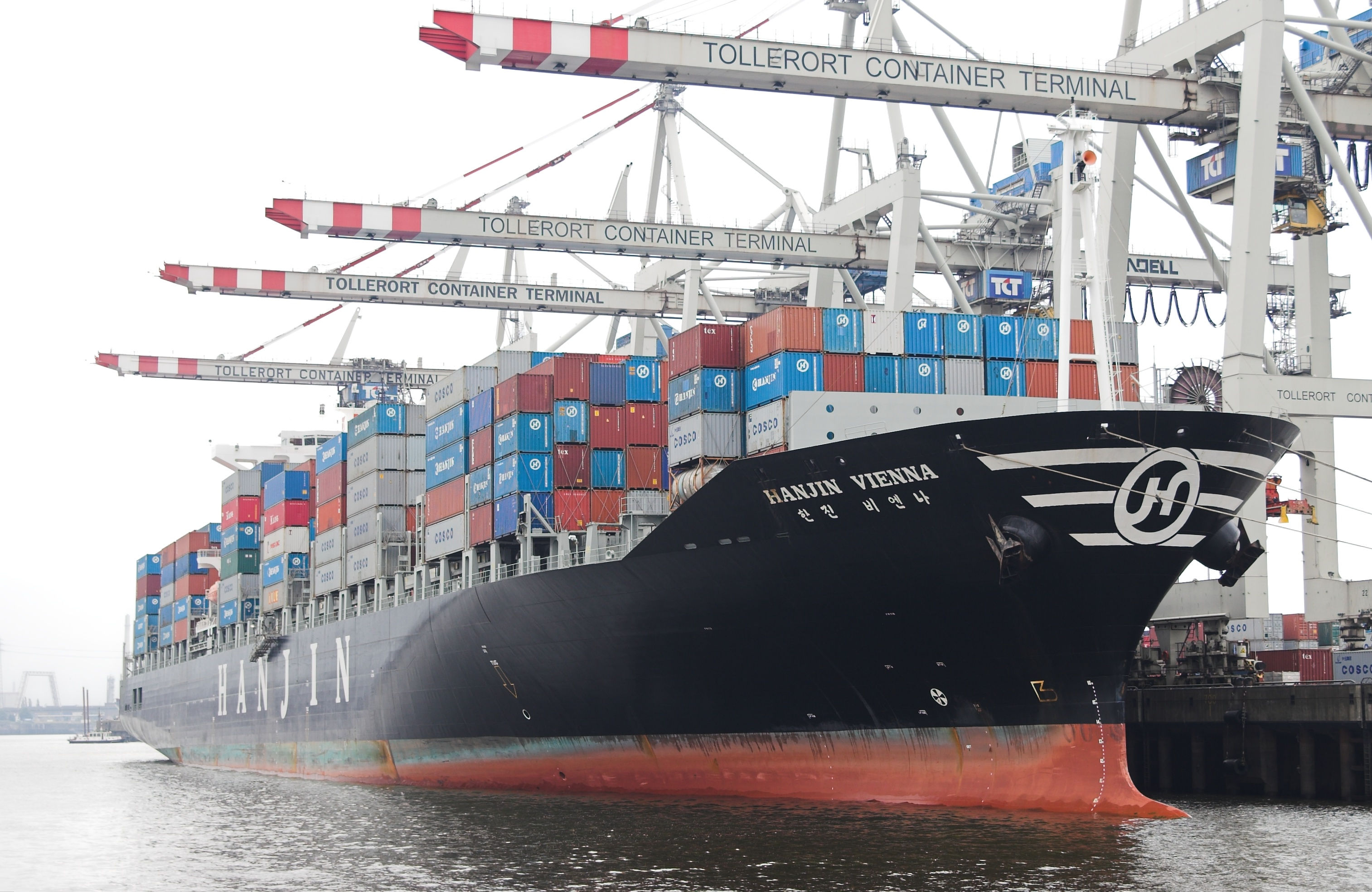
Die „Hanjin Vienna“ der Hanjin Shipping in Hamburg

Durch seine Lage auf der Koreanischen Halbinsel mit hunderten von bewohnten Inseln sowie der Situation als Exportnation spielt die Schifffahrt für Südkorea eine bedeutende Rolle. Die wichtigsten Seehäfen sind Incheon und Gunsan an der Westküste, Mokpo, Jinhae und Masan an der Südküste, sowie Busan, Donghae, Ulsan und Pohang an der Ostküste. Der jährliche Güterumschlag der südkoreanischen Häfen betrug 2003 596 Millionen Tonnen, im Gegensatz zu 9 Millionen Tonnen im Jahre 1961. Die südkoreanische Handelsmarine umfasste 2005 650 Schiffe mit mehr als 1000 Bruttoregistertonnen.
Internationale Fähren fahren von Incheon nach Weihai, Yantai, Qingdao, Shanghai, Tianjin, Dalian und Dandong in der Volksrepublik China. Von Busan werden Routen nach Shimonoseki, Tsushima und Hakata in Japan sowie Yantai in China angeboten. Ebenfalls in China liegt Lianyungang, das von Mokpo angefahren wird. Außerdem Sokcho wird eine Route nach Zarubino in Russland angeboten. Nationale Fähren fahren zu den zahlreichen Inseln. Durch den Jeju International Airport auf der Insel Jeju verlieren die Fährlinien dorthin aber zunehmend an Bedeutung.

### Telekommunikation
Es gibt drei Mobilfunkanbieter in Südkorea: SK Telecom, KT und LG Uplus. Im Jahr 2023 nutzten 97,4 Prozent der Einwohner Südkoreas das Internet.
In Südkorea sind pornografische Webinhalte, nordkoreanische Webseiten sowie Onlinedienste, die nach Ansicht der Behörden die „öffentliche Ordnung“ stören könnten, verboten. Das entsprechende Gesetz, das diese Verbote aufstellte, das „Electronic Communication Business Law“ von 1995, war eins der ersten Internetzensur-Gesetze der Welt. Es werden alle solchen den Behörden bekannten Webseiten blockiert. Diese umfangreiche Internetzensur ist für ein sonst so demokratisches Land ungewöhnlich und wird von vielen NGOs kritisiert.

### Internet
Südkorea hatte 2017 das schnellste Internet der Welt, gefolgt von Norwegen und kleineren Staaten wie Singapur und Bahrain.

### Feuerwehr
In der Feuerwehr in Südkorea waren im Jahr 2019 landesweit 57.779 Berufs- und 94.257 freiwillige Feuerwehrleute organisiert, die in 219 Feuerwachen und Feuerwehrhäusern, in denen 2.144 Löschfahrzeuge und 460 Drehleitern bzw. Teleskopmasten bereitstehen, tätig sind. Der Frauenanteil beträgt 21 Prozent. In den Jugendfeuerwehren sind 26.550 Kinder und Jugendliche organisiert. Die südkoreanischen Feuerwehren wurden im selben Jahr zu 40.030 Brandeinsätzen alarmiert. Hierbei wurden 284 Tote von den Feuerwehren geborgen und 2.219 Verletzte gerettet. Der nationale Feuerwehrverband repräsentiert die südkoreanische Feuerwehr mit ihren Feuerwehrangehörigen im Weltfeuerwehrverband CTIF.

## Forschung und Entwicklung

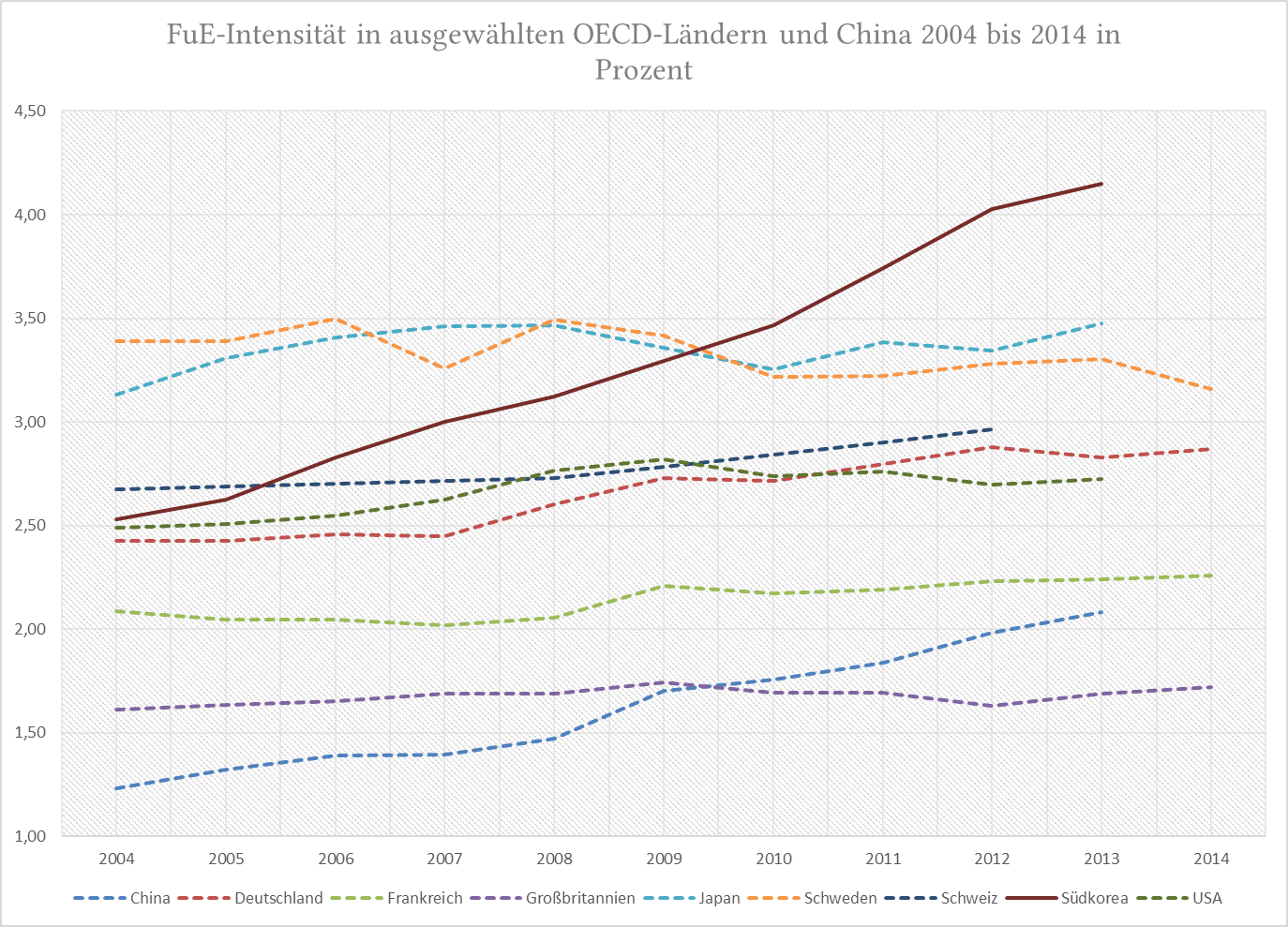
Anteil der Ausgaben für Forschung und Entwicklung Südkoreas am Bruttoinlandsprodukt. Quelle: OECD, EUROSTAT. Berechnungen und Schätzungen des NIW in Schasse et al. (2016). Daten aus dem EFI-Gutachten 2016.

Südkorea gab im Jahr 2014 4,3 % des BIP für Forschung und Entwicklung aus und damit prozentual mehr als jedes andere Land. 2006 implementierte die südkoreanische Regierung ein Regelwerk, durch das Autoren von Fachartikeln in wichtigen Zeitschriften wie Science, Nature und Cell 3 Millionen Won erhalten. Um die Forschung weiter zu stärken, wurde das Institute for Basic Science gegründet, vergleichbar mit RIKEN in Japan und der Max-Planck-Gesellschaft in Deutschland.

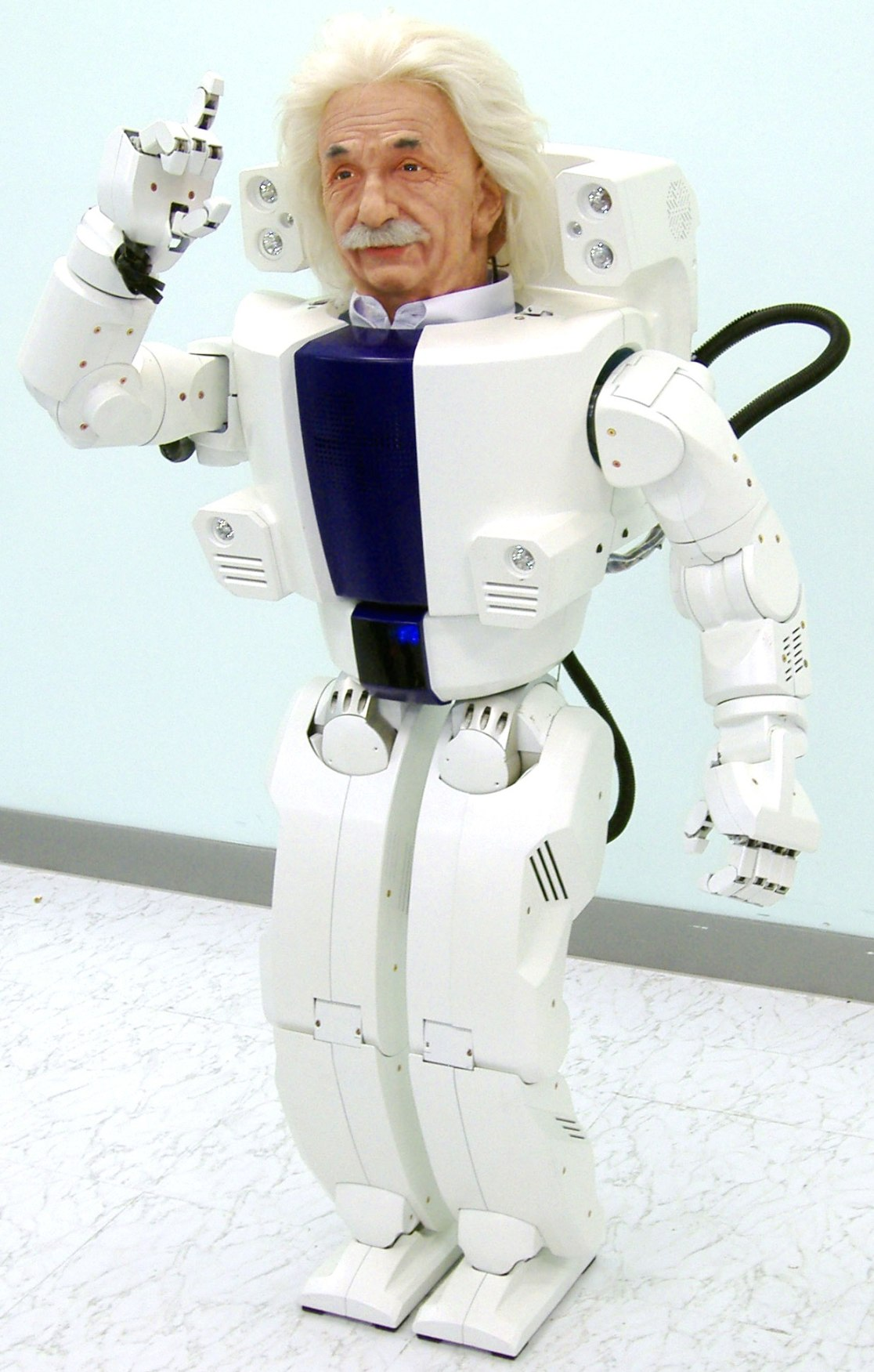
Albert HUBO

### Wissenschaft und Technik
Südkorea hat innerhalb der OECD die höchste Rate von Absolventen in Naturwissenschaften und Ingenieurswesen. Außerdem führt das Land den Bloomberg Innovation Index an (Stand 2021). Des Weiteren weist Südkorea nur geringe Grenzen für neue Technologien auf und wird deshalb als Testmarkt, gerade für Smartphone-Technik, genutzt. Zahlreiche Inventionen neuer Medien und Apps sowie 4G- und 5G-Infrastrukturen werden in Südkorea umgesetzt.
Südkorea mit Abstand das am stärksten automatisierte Land der Welt, mit 1012 Robotern pro 10.000 Angestellten, gefolgt von Singapur mit 730 und Deutschland mit 415.
Nach Japan, den USA und Deutschland verfügt Südkorea über den weltweit vierthöchsten Bestand von Industrierobotern.:S. 52 Das Wachstum betrug von 2011 auf 2014 etwa 59 % und weist eine Menge von 150.505 Robotern auf. In der Servicerobotik ist Südkorea neben Japan führend.:S. 53 2005 entwickelten Forscher des Korea Advanced Institute of Science and Technology (KAIST) den weltweit zweiten, laufenden humanoiden Roboter, HUBO. Ein Team des Korea Institute of Industrial Technology entwickelte den ersten koreanischen Androiden, Ever-1 im Mai 2006.

### Informationstechnologie
Die Errichtung eines IPv4-Netzwerks wurde erstmals vom UCLA-Absolventen Kilnam Chon initiiert und die erste TCP/IP-Verbindung ging am 15. Mai 1982 in Betrieb. Das so entstandene System Development Network (SDN) ist nach dem ARPANet aus den Vereinigten Staaten die zweite TCP/IP-basierte Internet-Implementierung auf der Welt.
1983 wurde über UUCP eine Verbindung mit den Niederlanden und 1984 über CSNET in den Vereinigten Staaten hergestellt. 1993 wurde von der Regierung die nationale „Informatisierung“ und die Entwicklung der Informationsindustrie als Schlüsselaufgaben gesetzt. Der Plan zum Aufbau eines Hochgeschwindigkeits-Informations- und Kommunikationsnetzes nahm über einen Zeitraum von zwei Jahren, von 1993 bis 1994, Gestalt an. Korea Telecom (heute KT) startete den ersten WWW-basierten kommerziellen Internetdienst unter dem Namen KORNET. Gleichzeitig starteten LG Dacom und I-Net's Nurinet Internetdienste für Unternehmen und die allgemeine Öffentlichkeit.
Seit 1995 gewann Nurinet aufgrund ihrer einfachen, nicht-terminalbasierten Benutzerumgebung zunehmend an Popularität und die PC-Kommunikation entwickelte sich weiter in Richtung von Massenmedien. Im Jahr 1997 wurde die 014XY-Servicepauschale eingeführt, und NetsGo und Daum Hanmailnet wurden eröffnet, wodurch Koreas erster kostenloser E-Mail-Service, die erste Online-Suche und die erste Portalseite gestartet wurden.
Von 1998 bis 2002 förderte die Volksregierung die Politik Cyber Korea 21, die auf den Aufbau eines Hochgeschwindigkeits-Kommunikationsnetzes abzielte. Hanaro Telecom (heute SK Broadband), das 1999 als zweiter lokaler Telefondienstanbieter ausgewählt wurde, führte einen ADSL-Dienst mit einer Höchstgeschwindigkeit von 8 Mbit/s ein. Statt ISDN-Koaxialkabeln wurden Lichtwellenleiter ausgewählt.
Um das Jahr 2000 herum verbesserte sich die Geschwindigkeit weiter durch Kabel-Internet, VDSL im Jahr 2002, 100 Mbit/s optisches LAN im Jahr 2005, 160 Mbit/s HFC im Jahr 2010 und 1 Gbit/s Giga-Internet im Jahr 2014. Während kabelgebundenes Internet aktiv war, wurde mobiles Internet aufgrund hoher Gebühren nicht viel genutzt, aber mit der weit verbreiteten Nutzung von Smartphones in den 2010er Jahren stieg die Häufigkeit der mobilen Internetnutzung deutlich an.

### Raumfahrt

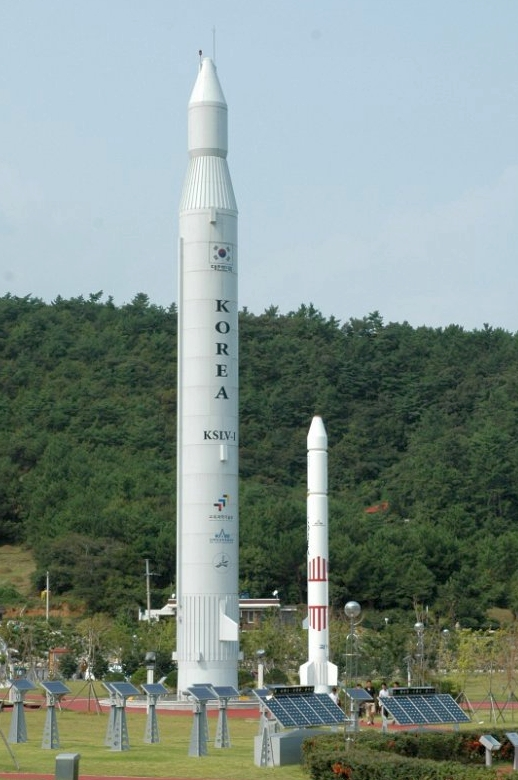
Eine Nachbildung von Naro-1

Südkorea brachte seit 1992 mehr als 15 Satelliten ins All, darunter im Rahmen des KOMPSat-Programms ab 1999 in Zusammenarbeit mit Russland auch vier Fernerkundungs-Satelliten. Der erste dieser Satelliten, Arirang-1, ging 2008 nach neun Jahren Nutzungszeit im All verloren.
Im April 2008 flog Yi So-yeon als erste koreanische Astronautin an Bord einer russischen Soyus TMA-12 ins All. Im Juni 2009 wurde Südkoreas erster Weltraumbahnhof, das Naro Space Center, in Goheung (Jeollanam-do) in Betrieb genommen. Der Start der Rakete Naro-1 im August 2009 scheiterte. Auch der zweite Versuch im Juni 2010 war nicht erfolgreich. Der dritte Start im Januar 2013 war schließlich erfolgreich.
Südkoreas Anstrengungen eine eigene Trägerrakete zu entwickeln stoßen auf politischen Druck ausgehend von den USA, die über mehrere Jahrzehnte Südkoreas Ambitionen behinderten. Die USA befürchteten, dass es sich um geheime, militärische Programme handeln könnte. Südkorea suchte eine Zusammenarbeit mit weiteren Staaten, wie Russland, um eine einheimische Raketentechnologie zu entwickeln.
Am 21. Oktober 2021 unternahm die südkoreanische Trägerrakete Nuri ihren ersten orbitalen Startversuch um 08:00 UTC. Am 21. Juni 2022 absolvierte Nuri ihren zweiten Flug erfolgreich um 07:00 UTC. Nuri ist das erste Projektil, das vollständig mit unabhängiger koreanischer Technologie entwickelt wurde – von der Konstruktion über die Fertigung bis hin zu den Tests. Mit ihrem erfolgreichen finalen Start wurde Korea zur siebten Nation weltweit, die über ein mittel- bis großformatiges Flüssigkeitsraketentriebwerk mit einer Schubkraft von 75 Tonnen oder mehr verfügt. Alle drei Stufen der Rakete verwenden heimisch eigenständig entwickelte Triebwerke, womit Nuri zur ersten vollständig in Südkorea entwickelten orbitalen Trägerrakete wurde.

## Bildung
Durch den großen Einfluss des Konfuzianismus wird der Bildung in Korea traditionell ein sehr hoher Wert beigemessen. Die Ausbildung bestimmt wesentlich den späteren sozialen Status. Der hohe Eifer für Bildung wird als ein wesentlicher Faktor für den starken wirtschaftlichen Aufschwung angesehen.
Das südkoreanische Bildungssystem gerät allerdings auch in Kritik, insbesondere in Hinblick auf den enormen Leistungsdruck der High-School-Bildung. So ist es für High-School-Schüler nicht unüblich (ähnlich auch in Japan oder China), dass sie einen 12-Stunden-Tag haben und mehrere Hagwon genannte Paukschulen besuchen. Das High-School-Zeugnis bzw. die Hochschuleintrittsprüfung sind entscheidend dafür, welche Universität man besucht. Dies wiederum ist maßgeblich für die späteren Berufschancen und den sozialen Status.
Das südkoreanische Bildungssystem ist einheitlich und staatlich zentralisiert. Zuständig ist das „Ministerium für Bildung und die Entwicklung von Humanressourcen“.
Südkorea weist eine der höchsten Alphabetisierungsraten weltweit auf.

### Schulen
Moderne Schulen wurden in Korea in den 1880er Jahren eingeführt. Die moderne Vorschulausbildung Südkoreas besteht seit dem Anfang des 20. Jahrhunderts. Mit der Gründung Südkoreas errichtete die Regierung ein modernes Schulsystem nach westlichem Vorbild. Während der Modernisierung in den 1970er Jahren spielte sie eine wichtige Rolle. Seit den 2000er Jahren wurde sie noch einmal reformiert und ausgebaut. Gab es im Jahre 1980 landesweit nur 901 Vorschulen, so stieg deren Zahl bis 2003 auf 8292. Seit 1999 werden Kindergartenplätze für Kinder aus sozial schwachen Familien vom Staat bezuschusst. 2002 wurde das Programm erweitert, um 20 % der fünfjährigen Kindergartenkinder komplett von den Gebühren zu befreien.
Das Schulsystem gliedert sich in eine sechsjährige Grundschule (초등학교, 初等學校, chodeunghakgyo), eine dreijährige Mittelschule (중학교, 中學校, junghakgyo) sowie eine dreijährige High School (고등학교, 高等學校, godeunghakgyo). Der Besuch der Grundschule und seit 2002 auch der Mittelschule ist verpflichtend, nahezu alle Schüler wechseln anschließend auf die High School (99,7 % aller Schüler im Jahr 2004). In Grundschulklassen gibt es im Durchschnitt 26,2 Schüler pro Lehrer (Stand: 2002). An der Mittelschule unterrichtet ein Lehrer im Durchschnitt 19 Schüler (Stand: 2004). Die durchschnittliche Klassengröße insgesamt stand 2003 bei 34,5 Schülern.
Es gibt zwei Arten von High Schools, eine allgemeinbildende, auf ein Hochschulstudium vorbereitende (인문계 고등학교, 人文系 高等學校, inmun-gye godeunghakgyo genannt), sowie eine berufsvorbereitende High School (실업계 고등학교, 實業系 高等學校, sireobgye godeunghakgyo), von der wiederum vier Unterarten existieren, die speziell auf die Themen Landwirtschaft, Ingenieurs- und Wirtschaftswissenschaften sowie Meereskunde vorbereiten. Der Lehrplan an diesen Schulen enthält zwischen 40 und 60 % Fächer aus diesen Gebieten, der Rest gilt der Allgemeinbildung. Auch einige der allgemeinbildenden High Schools haben sich auf bestimmte Fächer wie Kunst, Sport, Wissenschaft oder Fremdsprachen (wie die HAFS) spezialisiert. 2004 gab es 729 berufsvorbereitende High Schools mit 514.550 Schülern und 1351 allgemeinbildende High Schools mit 1,23 Millionen Schülern. Rund 97 % eines Jahrgangs schließen die High School erfolgreich ab; mit diesem Wert liegt Südkorea weltweit an der Spitze.
In den PISA-Studien 2018 erreichte Südkorea in den drei untersuchten Fachbereichen die Plätze 7, 8 und 9 (von 78 bzw. 79).

#### Schulatmosphäre, Mobbing und weitere soziale Probleme
Das Thema Mobbing wird seit den 90ern ernsthaft behandelt. Laut UNESCO Fallstudien ist Südkorea eines von sechs Ländern auf der Welt, das die Verbreitung von Mobbing erfolgreich reduziert hat. Entgegen der über, meist an Kinder und Jugendliche gerichteten Medien, wie Anime, Mangas, K-Dramas, Filmen und Musikentertainment, verbreiteten Stereotypen über Mobbing, hat Südkorea laut der TIMSS (Trends in International Mathematics and Science Study) und dem PISA-OECD Bericht von 2017 und 2018 eine der niedrigsten Mobbinginzidenzen weltweit. Ebenfalls ist das der Fall für gewalttätiges Mobbing, bei der Korea zusammen mit den Niederlanden und Japan auf dem niedrigsten Wert bei 3 % weltweit liegt. Oft wird das durch eine „Anti-Mobber“ Klassenatmosphäre erreicht, in der der Täter identifiziert und als solches bloßgestellt wird.
Jedoch deuten weitere Studien auf eine Verschlechterung der Situation hin. Laut einem Bericht des Bildungsministeriums von 2022, erfuhren 41,8 % der befragten Schüler verbale Gewalt, 14,6 % physische Gewalt und 13,3 % soziale Isolation.

### Hochschulen

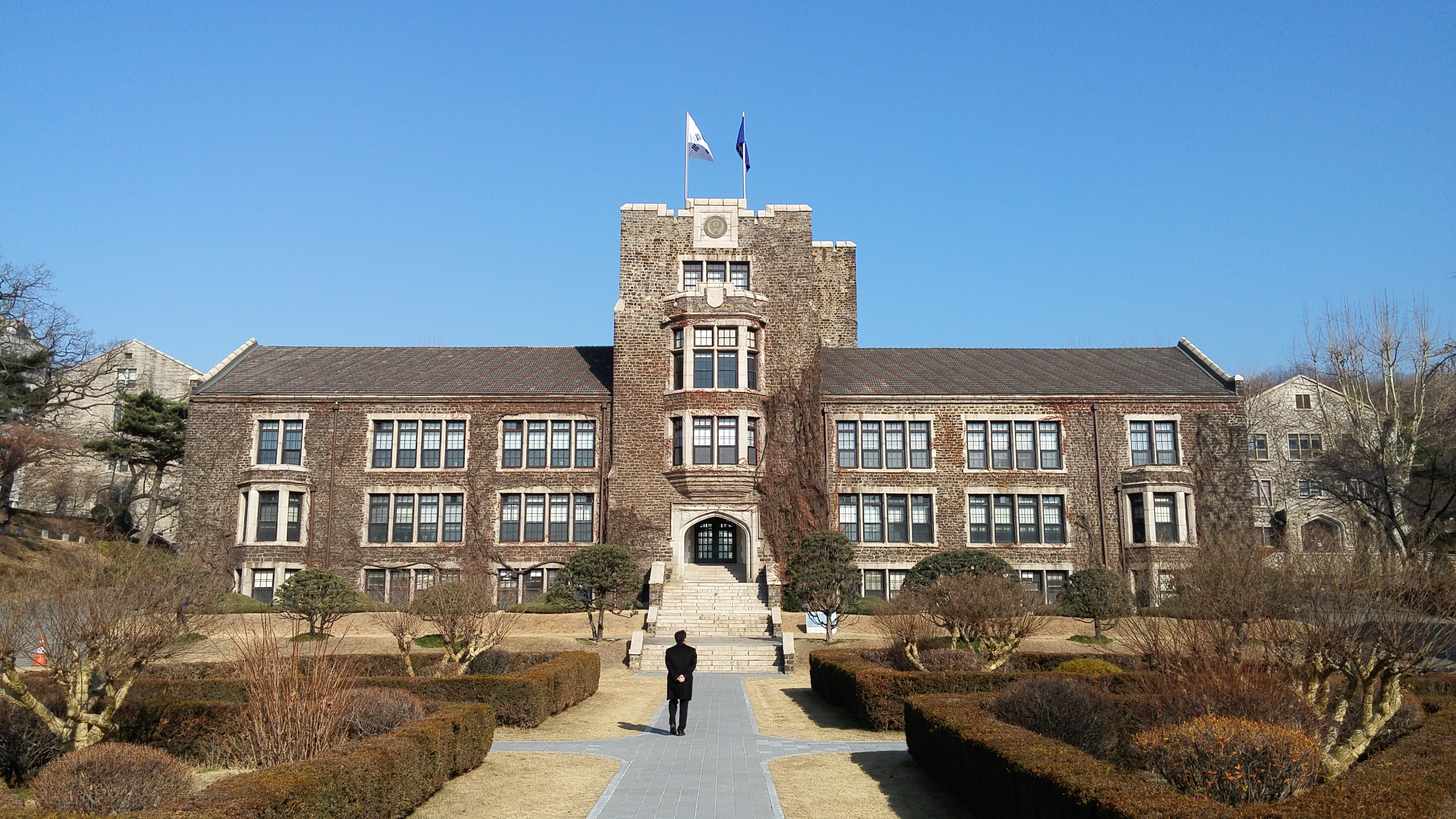
Die Yonsei University

Südkorea hat sehr viele und verschiedene Hochschulen. Grob besteht das Hochschulsystem aus Universitäten (mit Universitätsstatus) und berufsorientierten Colleges. Die südkoreanische Universitätsbildung orientiert sich an dem angelsächsischen Drei-Zyklen-System mit Bachelor-, Master- und Promotionsstudium. In den Universitäten sind diese Studiengänge in zwei Ebenen aufgeteilt, dem grundständigen und postgradualen Studium. Für das grundständige Studium (Bachelor) sind die Colleges (Fakultäten) zuständig. Sie sind prinzipiell vierjährig bzw. sechsjährig für Medizin und Zahnmedizin. Die höheren akademischen Grade (Master und Doktor) werden in Graduate Schools organisiert. Neben den Volluniversitäten gibt es spezielle Universitäten für besondere Bereiche. Ein besonderes Fach ist die verbreitete Nordkoreawissenschaft, die zum Beispiel an der eigenen University of North Korean Studies (북한대학원대학교) in Seoul gelehrt wird.
Von den berufsorientierten Hochschulen gibt es zwei- oder vierjährige (eigenständige) Colleges und Fachhochschulen mit Universitätsstatus, sowie Fernuniversitäten.
2004 gab es in Südkorea insgesamt 411 Institutionen der höheren Bildung mit zusammen 3,56 Millionen Studenten und rund 64.000 Lehrkräften. Gab es 1960 lediglich 52 Universitäten im Land, lag 2013 ihre Anzahl mit 345 um ein Vielfaches höher. 71 % aller Oberschüler, die die Hochschulzulassung erreicht haben, besuchen eine Universität, wovon zwischen 600.000 und 700.000 Studenten jährlich ihre Universität mit einem Abschluss verlassen. Dies stellt eine besondere Herausforderung für den südkoreanischen Arbeitsmarkt dar.
In Südkorea gibt es auch Frauenuniversitäten, meist durch christlich-missionarische Institutionen gegründet. Diese stammen aus der Zeit, als die Hochschulbildung noch männlich dominiert und eine „höhere“ Bildung für Frauen eine Besonderheit war.
Die südkoreanische Hochschullandschaft besteht aus einigen staatlichen und einer Vielzahl privater Hochschulen. Viele kleinere Privathochschulen leiden unter Finanzproblemen. Von den staatlichen ist die Seoul National University die größte und bildet die Spitze der Bildung Südkoreas. Von den privaten sind Yonsei University und Korea University führend. Diese drei sind die traditionellen Eliteuniversitäten Südkoreas, wofür es die Bezeichnung „SKY-Universität“ gibt.

## Kultur

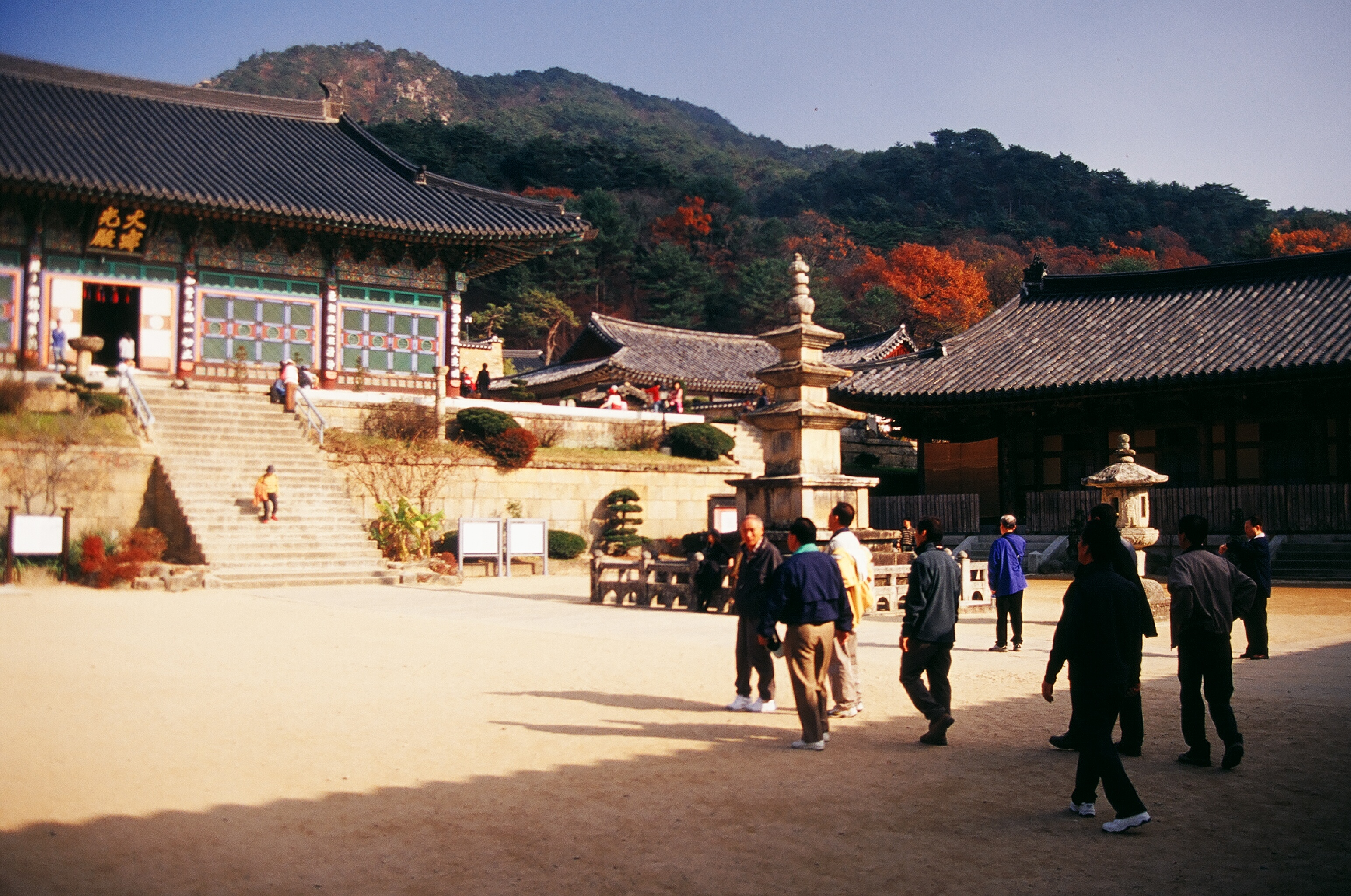
Der Tempel Haeinsa, UNESCO-Weltkulturerbe

Südkorea teilt die traditionelle Kultur mit Nordkorea. Die Differenzen zwischen Nord- und Südkorea haben jedoch dazu geführt, dass sich die gegenwärtige südkoreanische Kultur von der des Nordens unterscheidet.
Seit den 1990er Jahren erfreuen sich südkoreanische Filme, Dramaserien und Musik zunehmend weltweiter Beliebtheit. Dieses Phänomen wird als Koreanische Welle (Hallyu) bezeichnet.

### Comics
Comics aus Südkorea werden Manhwa genannt und finden auch in Deutschland zunehmend Interessenten. Es gibt in Südkorea zahlreiche sogenannte Manhwabangs, in denen Manhwas gelesen und ausgeliehen werden können. Durch Webtoons und Apps wie Daum Webtoon und Line Webtoon bekommen Comics aus Südkorea internationale Aufmerksamkeit. Bekannte Autoren sind Jeon Geuk-jin, Yoon Tae-ho, Yang Yeong-soon, Chon Kye-young, Horang, Kang Full und Soonkki.

### Musik
Die traditionelle Musik in Korea basiert auf der Stimme. Im traditionellen koreanischen Gesang kann das Temperament und die Geschichte Koreas wiedererkannt werden. Es gibt zwei verschiedene Arten von traditioneller Musik: Jeongak und Minsogak. Traditionelle Volksmusik, wie die Ballade werden als Minyo (민요, 民謠) bezeichnet.
Westliche Musik erreichte Korea gegen Ende des 19. Jahrhunderts in Form christlicher Hymnen der Missionare. Die Verbreitung westlicher Musik wurde zur Zeit des Koreanischen Kaiserreichs vor allem durch die Militärkapelle vorangetrieben. Der deutsche Dirigent Franz Eckert wurde 1901 beauftragt, diese zu gründen und zu leiten. 1915 wurde die oben genannte Militärkapelle von der japanischen Besatzung aufgelöst.
Mit der japanischen Besatzung wurde diese Militärkapelle 1916 aufgelöst. Im Rahmen der japanischen Kulturpolitik, die darauf abzielte, die koreanische Identität und Kultur zu eliminieren, wurden traditionelle koreanische Musikformen weitgehend verboten. In Schulen erfolgte der Musikunterricht ausschließlich in westlichen und japanischen Stilrichtungen, insbesondere in solchen, die sich an japanische Enka sowie an militärische Marschmusik anlehnten.
Die Komponisten der späten 1960er Jahre, wie Kang Suk-hi, Paik Pyong-dong und Kim Chong-gil, besuchten westliche Schulen, um mehr über die Musikwelt des Westens zu erfahren. Sie studierten in Hannover beim koreanisch-deutschen Komponisten Yun I-sang. Dieser gilt als erster Künstler, der die Formen und Klänge der traditionellen koreanischen Musik mit der zeitgenössischen europäischen Musik verbunden hatte.
Die Komponisten der Dritten Generation moderner Musiker drängten darauf, die musikalischen Grundsätze ihrer Vorgänger zu überwinden. In den 1980er Jahren bildeten sie eine Bewegung zur Entwicklung einer „koreanischen“ Musiktheorie. Eine Reihe von Musikern, darunter Yi Keon-yong (geb. 1947), vertrat die Auffassung, „echte koreanische Musik“ sei unmöglich, wenn man sich ausschließlich an westlichen Techniken orientierte. Im beginnenden 21. Jahrhundert erscheint der Dissens weitgehend beigelegt. Die Musiker versuchen nun, das künstlerische Erbe Koreas mit einer angemessenen Akzeptanz der westlichen Musik schöpferisch zu nutzen.

#### K-Pop

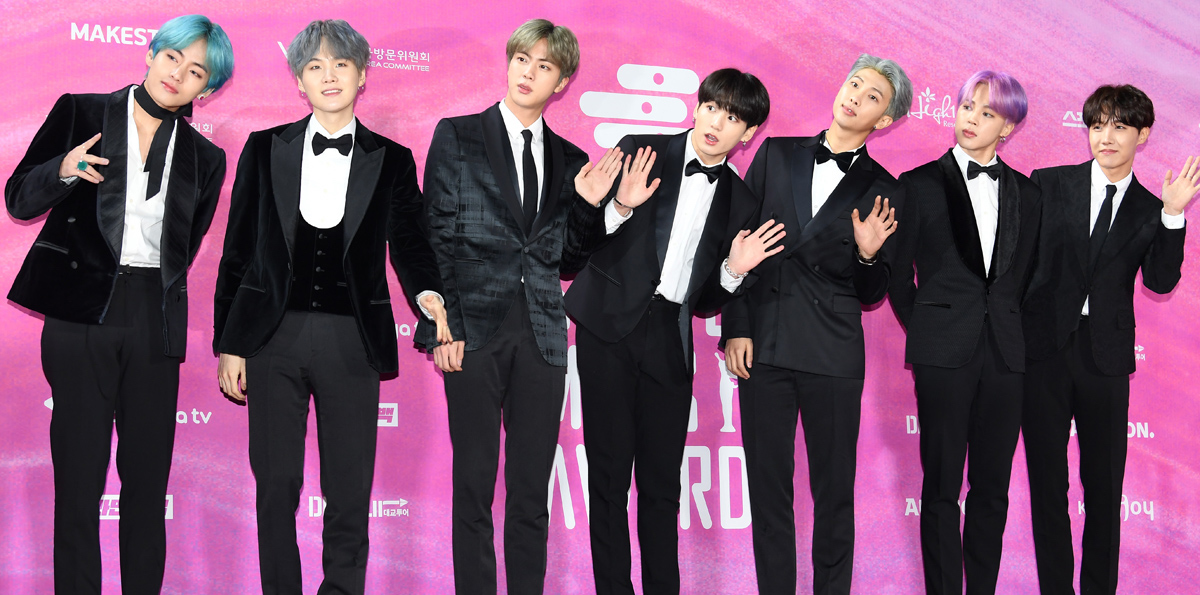
BTS ist aktuell eine der beliebtesten Boygroups der Welt.

Im Zuge der koreanischen Welle wurde K-Pop weltweit sehr populär.
Bis in die 1990er waren Trot und Balladen das vorherrschende Genre in Südkorea. Das Aufkommen der Rap-Pop-Gruppe Seo Taiji and Boys 1992 markiert einen Wendepunkt im koreanischen Musikmarkt, und Popmusik mit vielen Boy- und Girlgroups, aber auch Solosängern, wurde beliebt. Insbesondere Psy wurde durch seinen Hit Gangnam Style (2012) weltweit bekannt. Weitere aktuell sehr beliebte Künstler sind BTS, Tomorrow X Together, Stray Kids, Girls’ Generation, Twice, IU, Hong Jin-young, Wanna One, Red Velvet und Blackpink. 2018 erreichte BTS mit ihrem Album Love Yourself: Tear als erste koreanische Band die Spitze der Billboard 200. Zudem handelt es sich um das erste nicht-englischsprachige Album seit zwölf Jahren auf Platz eins der US-Charts. Diesen Erfolg konnten BTS wenige Monate später mit Love Yourself: Answer wiederholen. Durch den weltweiten Erfolg des K-Pop entwickelte sich Südkorea zum sechstgrößten Musikmarkt der Welt trotz der relativ geringen Einwohnerzahl. (Stand 2023)

#### Feierkultur
Karaoke ist in Südkorea eine beliebte Freizeitbeschäftigung. Die sogenannten Noraebangs sind an vielen Ecken aufzufinden und beliebt bei jungen, aber auch bei vielen älteren Leuten. Die koreanischen Karaokeräume sind mit den japanischen Karaokeboxen zu vergleichen. Als Weltstadt mit zahlreichen Diskotheken gilt Seoul als eine der besten Städte zum Feiern.

### Film

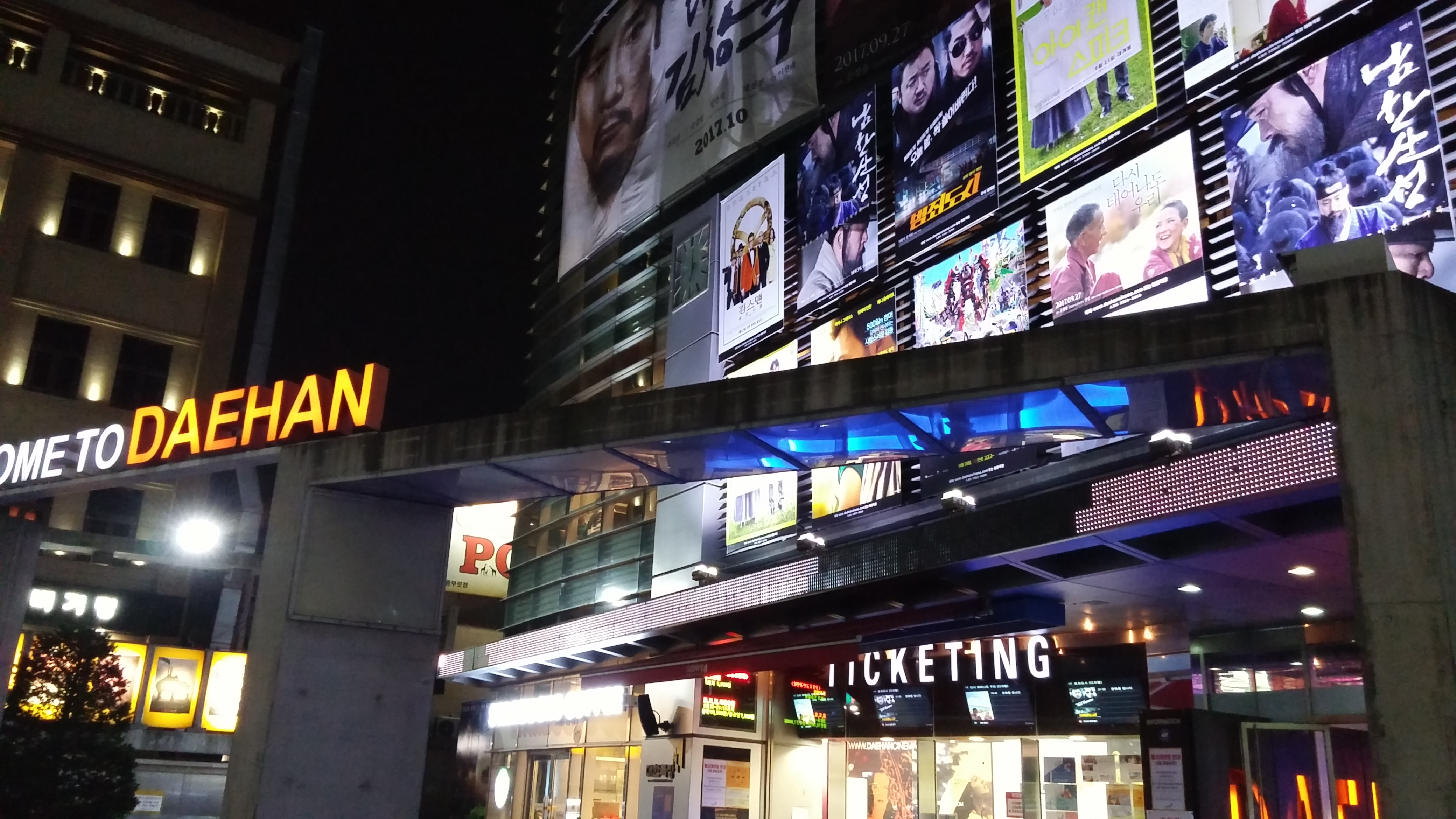
Der Eingang des Daehan Cinema in Seoul – eines der ältesten Kinos Koreas

Gemessen an Kinobesuchen ist Südkorea mit über 200 Millionen verkauften Karten jährlich der viertgrößte Filmmarkt der Welt. Zudem finden mit dem Busan International Film Festival jährlich die größten Filmfestspiele Asiens statt. Eine der größten Kinoketten der Welt ist CJ CGV mit Sitz in Seoul. Zwei weitere große Ketten sind Lotte Cinema und Megabox. Erstere hält mit dem Super Plex G im Lotte World Tower den Weltrekord für die größte Kinoleinwand der Welt. Auch der vorherige Rekordhalter befindet sich in Seoul: Das Starium von CGV.
Seit den 1990er Jahren gewann der südkoreanische Film international an Bedeutung. Der 1999 veröffentlichte Spielfilm Shiri stellt dabei den ersten großen kommerziellen Erfolg dar. Allein in Seoul hatte der Film über 2 Millionen Zuschauer. Auch auf den größten europäischen Filmfestivals waren südkoreanische Filme erfolgreich. 2002 gewann Lee Chang-dongs Film Oasis den Silbernen Löwen von Venedig. 2004 wurde Kim Ki-duk auf der Berlinale für die beste Regie für Samaria ausgezeichnet und im gleichen Jahr wurde in Cannes Oldboy mit dem Großen Preis der Jury ausgezeichnet. 2010 wurde Lee Chang-dong in Cannes für das beste Drehbuch für Poetry ausgezeichnet. Kim Ki-duks Film Pieta erhielt 2012 den Goldenen Löwen der Filmfestspiele von Venedig und Hong Sang-soos Right Now, Wrong Then 2015 den Goldenen Leoparden von Locarno. Die wichtigsten nationalen Auszeichnungen sind der Blue Dragon Award und der Grand Bell Award. Park Chan-wooks Die Taschendiebin gewann 2018 als erster südkoreanischer Film den British Academy Film Award. 2019 wurde der von Kritikern gepriesene Mysterythriller Burning als erster südkoreanischer Film für die Vorauswahl (longlist) der Oscars in der Kategorie bester fremdsprachiger Film berücksichtigt, letztlich jedoch nicht nominiert. Als erster koreanischer Film wurden 2019 Bong Joon-hos Parasite mit der Goldenen Palme auf den 72. Internationalen Filmfestspielen von Cannes ausgezeichnet sowie 2020 als erste fremdsprachige Produktion in der Geschichte der Oscarverleihung als Bester Film.

### Kunst
In der zeitgenössischen südkoreanischen Kunst tritt die traditionelle koreanische Formensprache in einen Dialog mit der westlichen Moderne. Seit einigen Jahren findet Gegenwartskunst aus Südkorea stetig zunehmende Beachtung und erzielt auch in den großen Kunstauktionen hohe Preise, nachdem sie lange im Schatten chinesischer Kunst stand. Bedeutende Maler und Bildende Künstler sind unter anderem Oh Junggeun sowie Kim Tschoon Su und Suh Yongsun.
In der Videokunst gilt Nam June Paik als weltweit bedeutendster Pionier. Er wird als „Vater der Videokunst“ bezeichnet.

### Spiele

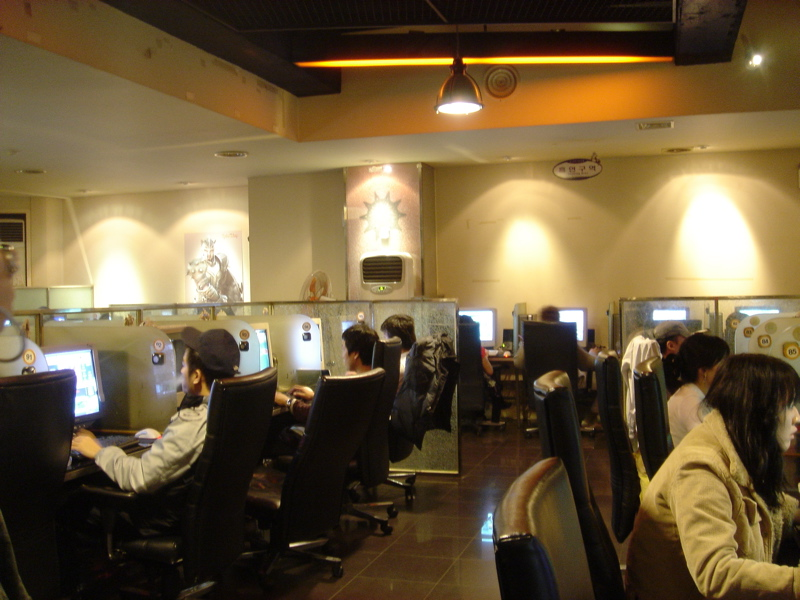
PC Bang in Seoul

Online-Spiele und das traditionelle Brettspiel Baduk (japanisch: Go) entwickelten sich zu einem wichtigen Teil der südkoreanischen Kultur. So werden Baduk-Partien im Fernsehen übertragen und für sachliche Analysen wiederholt.
Südkorea gilt als „Mekka des E-Sports“. Lange Zeit war das PC-Strategiespiel StarCraft: Brood War das mit Abstand am meisten im Fernsehen übertragene Spiel in Südkorea. Die Spiele werden oftmals von Sendern wie MBCGame und OnGameNet ausgestrahlt, können aber auch in Internet auf Seiten wie GOMtv mitverfolgt werden. Turniere werden in der Regel live übertragen und haben hohe Zuschauerzahlen. Professionelle Starcraft-Spieler können durch das Spielen in Südkorea viel Geld verdienen und werden teilweise auch als Prominente angesehen, wie Lim Yo-hwan („Boxer“), Lee Jae-dong („Jaedong“) und Lee Young-ho („Flash“). Seit etwa 2011 hat das Spiel League of Legends eine ähnliche Popularität erreicht wie es StarCraft: Brood War in den 2000er Jahren hatte.
Computer-Spiele werden normalerweise in sogenannten PC Bangs gespielt, welche Ähnlichkeiten mit Internetcafés haben, aber nur zum Spielen von LAN-Titeln genutzt werden können, wie MapleStory, World of Warcraft, Mabinogi, Lineage. Wenngleich es vor allem eine Freizeitbeschäftigung für Studenten ist, finden sich hier dennoch Menschen jeden Alters unabhängig vom Geschlecht zusammen.

### Sport

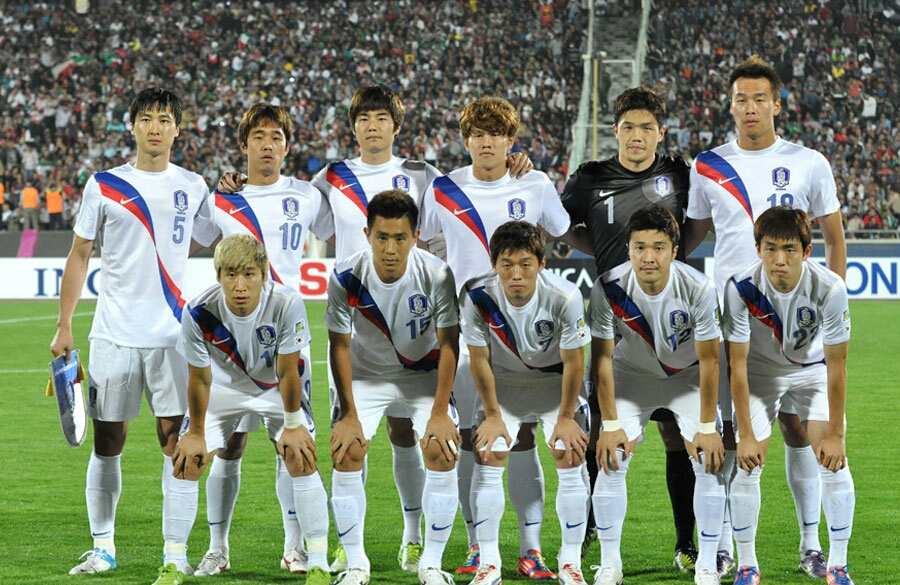
Die südkoreanische Fußballnationalmannschaft, 2012

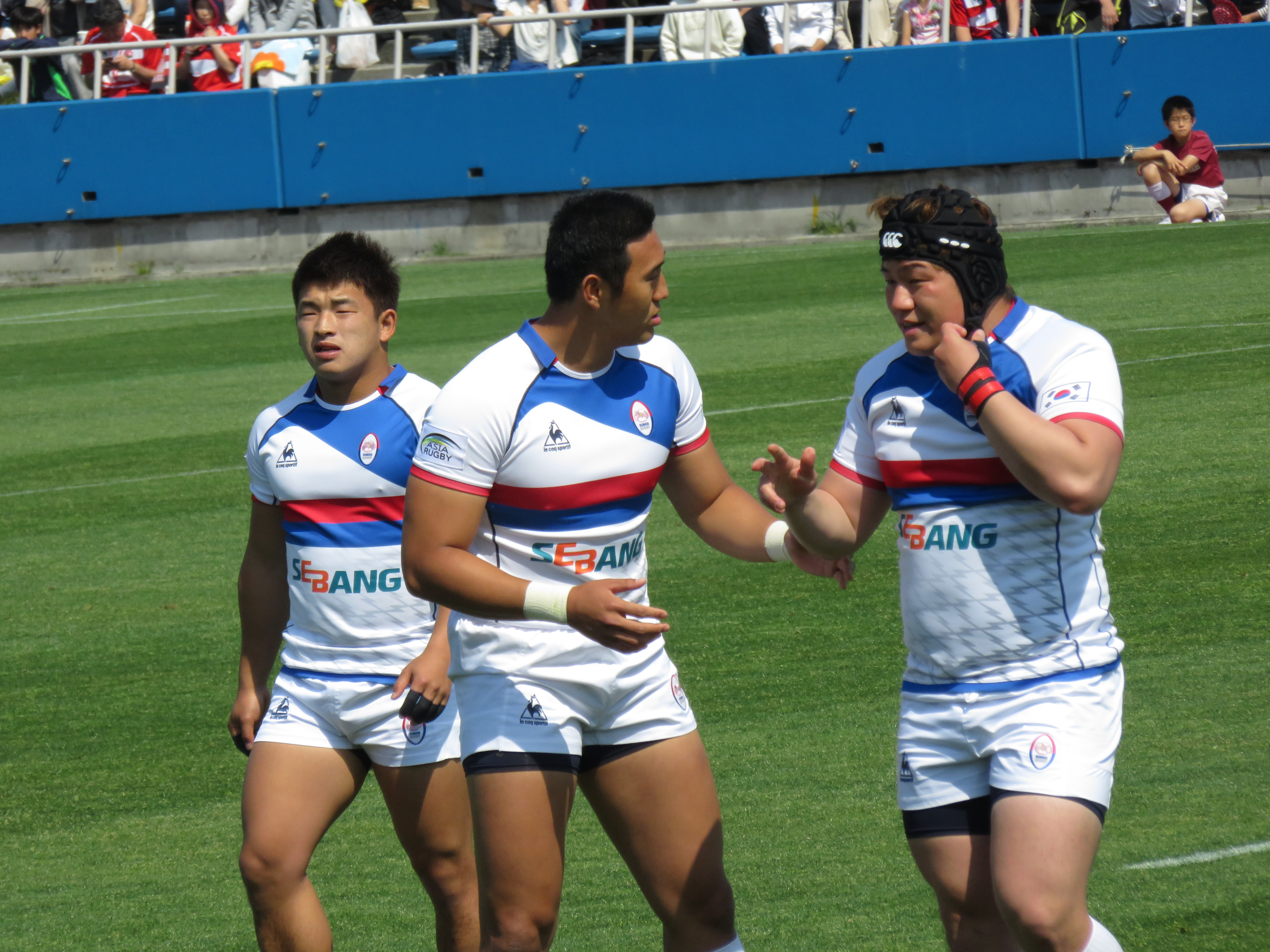
Die südkoreanische Rugby-Union-Nationalmannschaft gegen Japan beim Asian Rugby Championship 2016

Taekwondo ist der Nationalsport Südkoreas und ist seit 2000 eine olympische Sportart. Andere koreanische Kampfkünste sind Taekgyeon, Hapkido, Tang Soo Do, Kuk Sool Won, Kumdo und Subak.
Südkorea ist eines von drei Ländern Asiens, das als Gastgeber von Olympischen und Paralympischen Spielen in Erscheinung trat. In Seoul wurden die Olympischen Sommerspiele 1988 und die Sommer-Paralympics 1988 ausgetragen, die letzten während des Kalten Krieges. Pyeongchang war Gastgeber der Olympischen Winterspiele 2018 und der anschließenden Winter-Paralympics 2018. Bei den Olympischen Spielen ist Südkorea führend in den Sportarten Bogenschießen, Taekwondo und Shorttrack.
Special Olympics Korea wurde 1985 gegründet und nahm mehrmals an Special Olympics Weltspielen teil.
Fußball und Baseball gelten traditionell als die beliebtesten Sportarten in Südkorea. Südkorea war zusammen mit Japan Gastgeber der Fußball-Weltmeisterschaft 2002, der ersten Fußball-Weltmeisterschaft in Asien. Während des Turnieres wurde die südkoreanische Fußballnationalmannschaft die erste des Fußballverbandes AFC, die das Halbfinale einer Fußball-Weltmeisterschaft erreichte. Seit der Fußball-Weltmeisterschaft 1986 gelang außerdem die Qualifikation für jedes Turnier und man erreichte dreimal die K.O.-Phase: 2002 sowie jeweils das Achtelfinale 2010 und 2022.
Baseball gelangte 1905 durch US-amerikanische Missionare nach Korea und der Sport erfuhr seitdem ein großes Wachstum, auch während der japanischen Besetzung. Die KBO League wurde 1982 gegründet und gilt als eine der beliebtesten Baseballligen weltweit. Die südkoreanische Baseballnationalmannschaft erreichte bei der World Baseball Classic 2006 den dritten Platz und bei der World Baseball Classic 2009 den zweiten Platz. Das Finale des 2009-Turnieres gegen Japan erfuhr in Südkorea ein großes Zuschauerinteresse. In den letzten beiden World Baseball Classics konnten sie aber nicht an diese Erfolge anknüpfen und schieden jeweils knapp aus.
Basketball ist ebenfalls eine beliebte Sportart in Südkorea. Die südkoreanische Basketballnationalmannschaft zählt zu den stärksten Asiens und das Land verfügt über eine der stärksten Basketballligen auf dem asiatischen Festland.
Rugby Union wird ebenfalls in Südkorea gespielt. Der südkoreanischen Nationalmannschaft gelang jedoch noch nicht die Qualifikation für eine Rugby-Union-Weltmeisterschaft. Die Nationalmannschaft gilt als eine der stärksten Asiens nach Japan und Hongkong und nimmt an der Rugby-Union-Asienmeisterschaft teil, wo man gegen andere aufstrebende Nationalmannschaften antritt. Dort errang man bisher fünf Titel und klassierte sich 17-mal auf dem zweiten sowie achtmal auf den dritten Platz.
Der Große Preis von Korea war zwischen 2010 und 2013 Bestandteil des Formel-1-Kalenders und wurde auf dem Korean International Circuit in Yeongam ausgetragen, erfreute sich jedoch keiner großen Beliebtheit und wurde wieder aus dem Rennkalender gestrichen.

### Medien

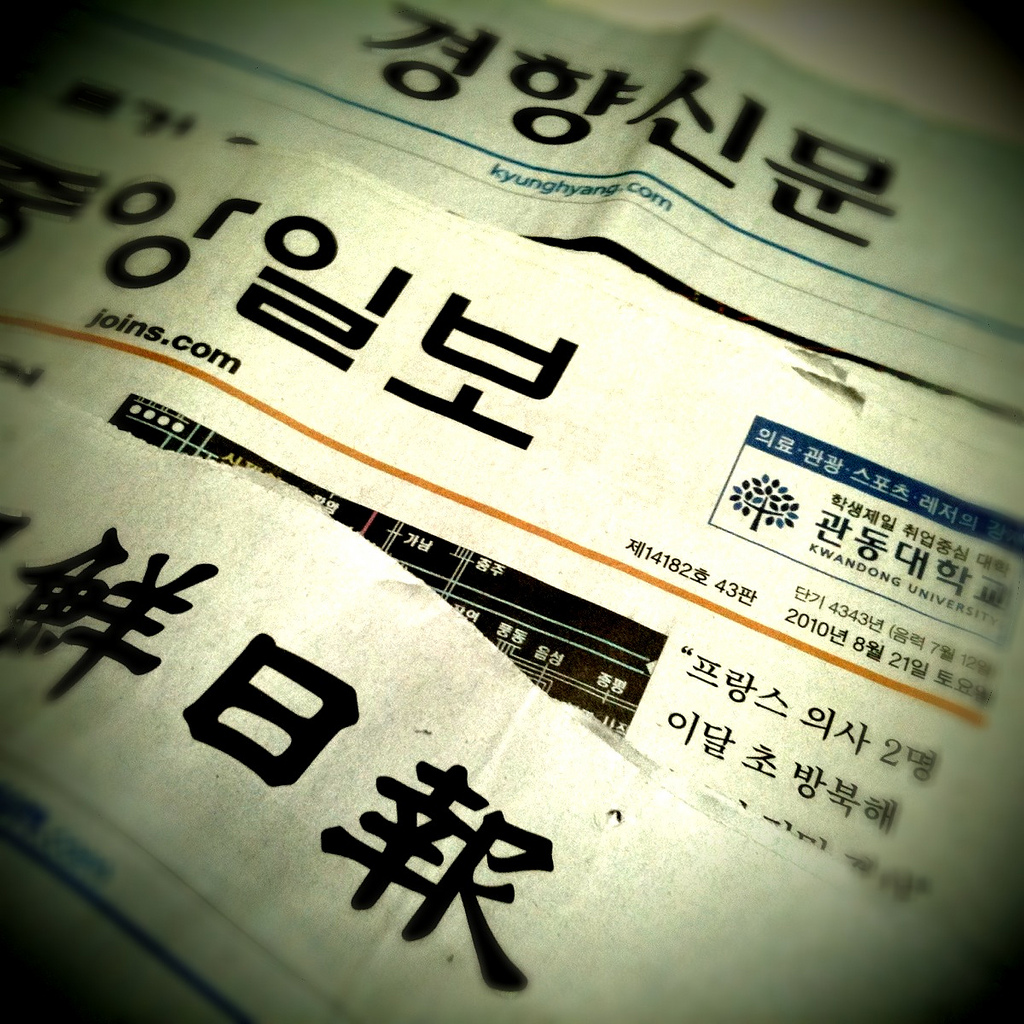
Koreanische Zeitungen: Kyunghyang Shinmun (oben), JoongAng Ilbo (Mitte) und Chosun Ilbo

Als wichtigste Tageszeitungen gelten die Chosun Ilbo, JoongAng Ilbo und Dong-a Ilbo, die als konservativ eingeschätzt und häufig unter dem Begriff Chojoongdong (조중동) zusammengefasst werden. Die Hankyoreh ist eine politisch eher linksgerichtete Zeitung. Die wichtigsten Fernsehsendeanstalten sind KBS, MBC und SBS.
Insgesamt schätzt die Nichtregierungsorganisation Reporter ohne Grenzen die Pressefreiheit als zufriedenstellend ein. Sie bemängelt jedoch, dass Journalisten wegen angeblicher Verstöße gegen das nationale Sicherheitsgesetz, das seit 1949 in Kraft ist, vor Gericht gestellt würden. Intendanten von einflussreichen Rundfunkanstalten werden auf Vorschlag des Präsidialamtes ausgewählt und werden deshalb meist mit Parteifreunden besetzt, welche regierungskritische Berichte unterbinden.

### Küche

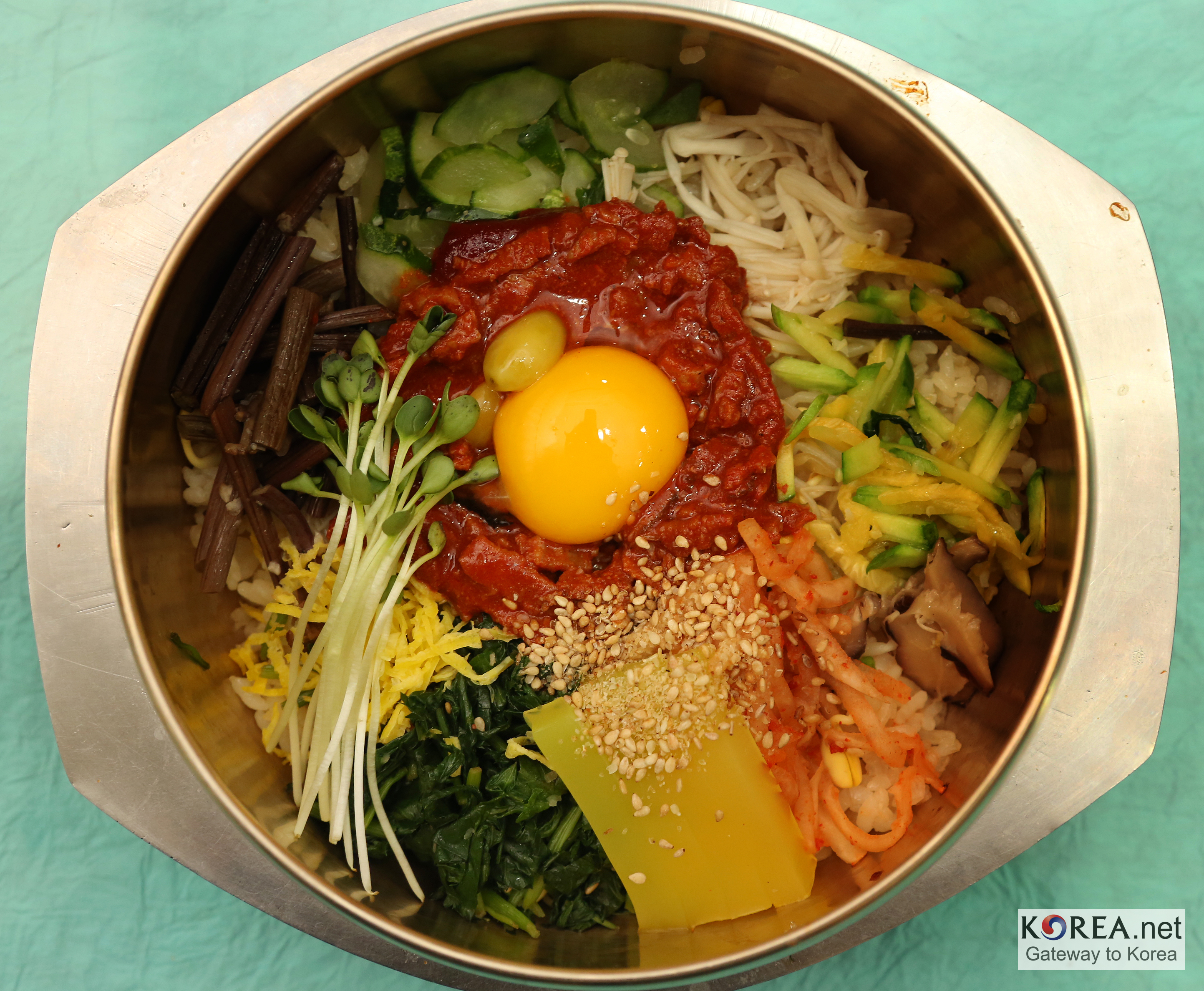
Bibimbap

Das südkoreanische Nationalgericht ist Kimchi, ein überwiegend scharf eingelegtes Gemüse. Gleichzeitig mit der koreanischen Welle weltweit bekannt wurde zudem das beliebte koreanische Barbecue. Charakteristisch für koreanische Mahlzeiten sind zudem die vielen, getrennt vorbereiteten Beilagen (Banchan) aus Gemüse.
Unter den südkoreanischen Hauptspeisen nimmt Bulgogi (gebratene Rindfleischstreifen) eine Sonderstellung ein. Die in einer Mischung aus Sojasauce, Sesam, und Gewürzen marinierten Fleischstreifen werden über einem Holzkohlenfeuer gebraten. Galbi heißen zarte Rippenstücke, die wie Bulgogi mariniert und gebraten oder gegrillt werden. Aber nicht das Fleisch, sondern immer noch der Reis gilt in Südkorea als wichtiger Bestandteil des Essens.
Eine weite Palette an Namul, meist eingelegte Grün- und Blattpflanzen und Blumen, bietet zudem eine vielfältige Auswahl an Banchan-Beilagen.
Zu einer echten südkoreanischen Mahlzeit gehört auch eine Suppe, die als eine der frühesten kulinarischen Errungenschaften des Landes gilt. Berühmt ist beispielsweise die Doenjangguk, eine Suppe aus fermentierten Sojabohnen (doenjang) mit Gemüse und oft auch Muscheln. Gern gegessen werden auch die aus Myeolchi-Pulver (getrockneten, fermentierten, gemahlenen Sardellen) gekochte leichte Brühe sowie Gemüsesuppen, zubereitet aus Trockenspinat, Rettichscheiben oder aus frischen oder getrockneten Algen (miyeokguk). Als typischer Imbiss wird in Korea traditionell gern Gimbap gegessen. Gekühltes Obst, in Stücke zerkleinert, ist das übliche Dessert: Je nach Jahreszeit sind dies verschiedene Melonen, Erdbeeren, Äpfel oder Nashi-Birnen. Bei festlichen Anlässen wird auch Tteok (klebriger Reiskuchen) serviert. Sein Verzehr hat rituelle Gründe. Die Suppe Bosintang aus Hundefleisch wird regional in ländlichen Gegenden verzehrt.

### Gesetzliche Feiertage
| Datum                             | Deutscher Name                                        | Koreanisch          | Hanja      | Romanisiert                | Anmerkung                                                    |
| --------------------------------- | ----------------------------------------------------- | ------------------- | ---------- | -------------------------- | ------------------------------------------------------------ |
| 1. Januar                         | Neujahrstag                                           | —                   | —          | —                          | —                                                            |
| 1. bis 3. Tag des 1. Mondmonats   | Neujahr des Mondkalenders                             | 설날                | —          | Seollal                    | Dreitägiges Fest, meist Anfang Februar                       |
| 1. März                           | Tag der Unabhängigkeitsbewegung                       | 3·1 절              | 三一節     | Samiljeol                  | Erinnerung an die Bewegung des ersten März                   |
| 5. Mai                            | Kindertag                                             | 어린이날            | —          | Eorininal                  | Bis 1975 „Tag der Jungen“ genannt                            |
| 8. Tag des 4. Mondmonats          | Geburtstag Buddhas                                    | 부처님 오신날       | —          | Bucheonim Osinnal          | Meist Ende Mai                                               |
| 6. Juni                           | Erinnerungstag                                        | 현충일              | 顯忠日     | Hyeonchung-il              | —                                                            |
| 15. August                        | Unabhängigkeitstag                                    | 광복절              | 光復節     | Gwangbokjeol               | Erinnerung an das Ende der japanischen Kolonialzeit 1945     |
| 15. bis 18. Tag des 8. Mondmonats | Erntedankfest                                         | 추석                | 秋夕       | Chuseok                    | Dreitägiges Fest, meist Ende September                       |
| 3. Oktober                        | Tag des offenen Himmelstores/ Gründungstag der Nation | 개천절              | 開天節     | Gaecheonjeol               | Mythologische Gründung Koreas durch Dangun                   |
| 9. Oktober                        | Hangeul-Tag                                           | 한글날              | —          | Hangeullal                 | —                                                            |
| 25. Dezember                      | Weihnachten                                           | 성탄절 / 크리스마스 | 聖誕節 / – | Seongtanjeol/Keuriseumaseu | Keuriseumaseu – koreanisches Lehnwort vom englisch Christmas |